# Evropská migrační krize 2015

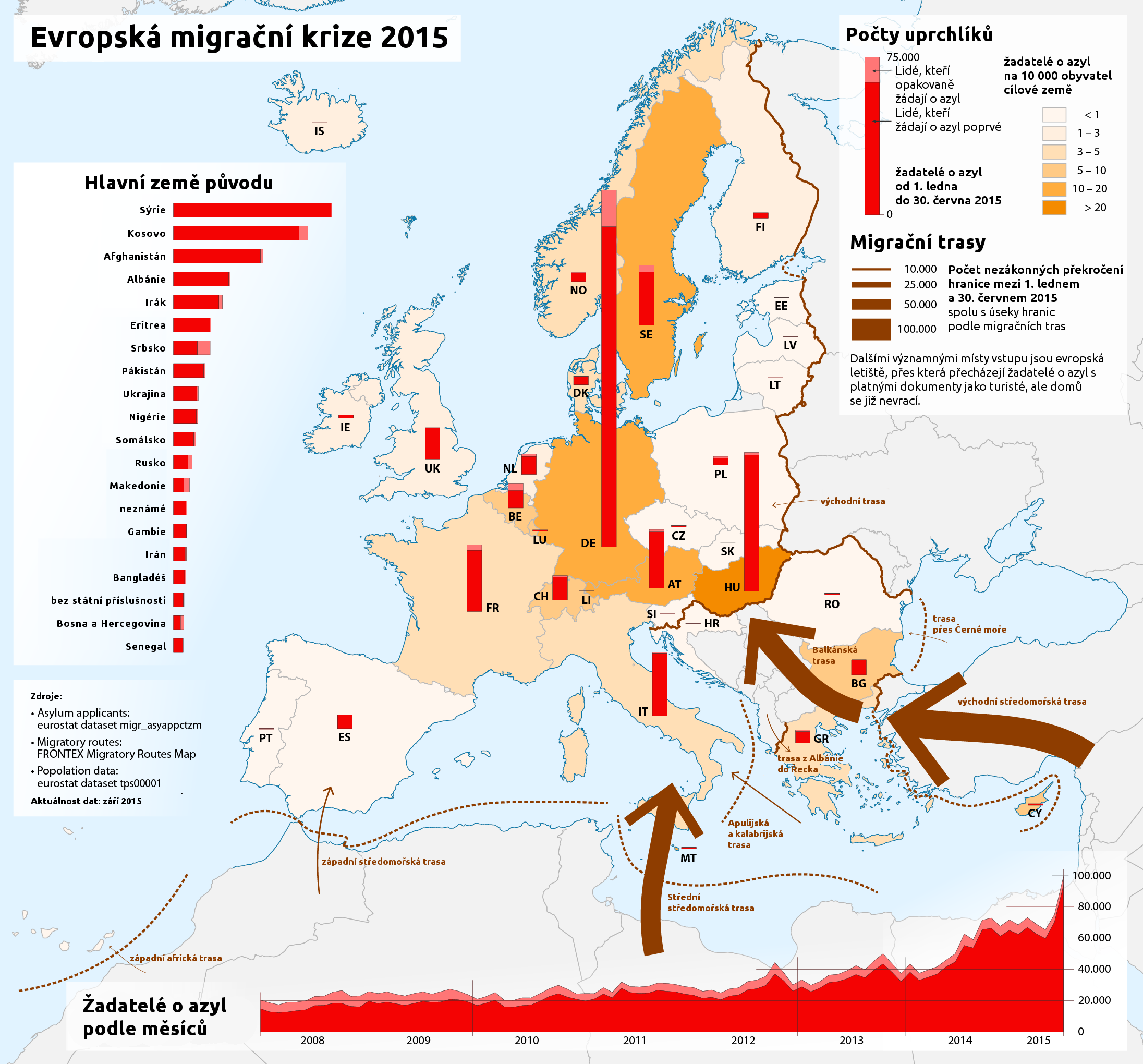
Hlavní migrační trasy a žadatelé o azyl v některých evropských zemích v období od 1. ledna 2015 do 30. června téhož roku.

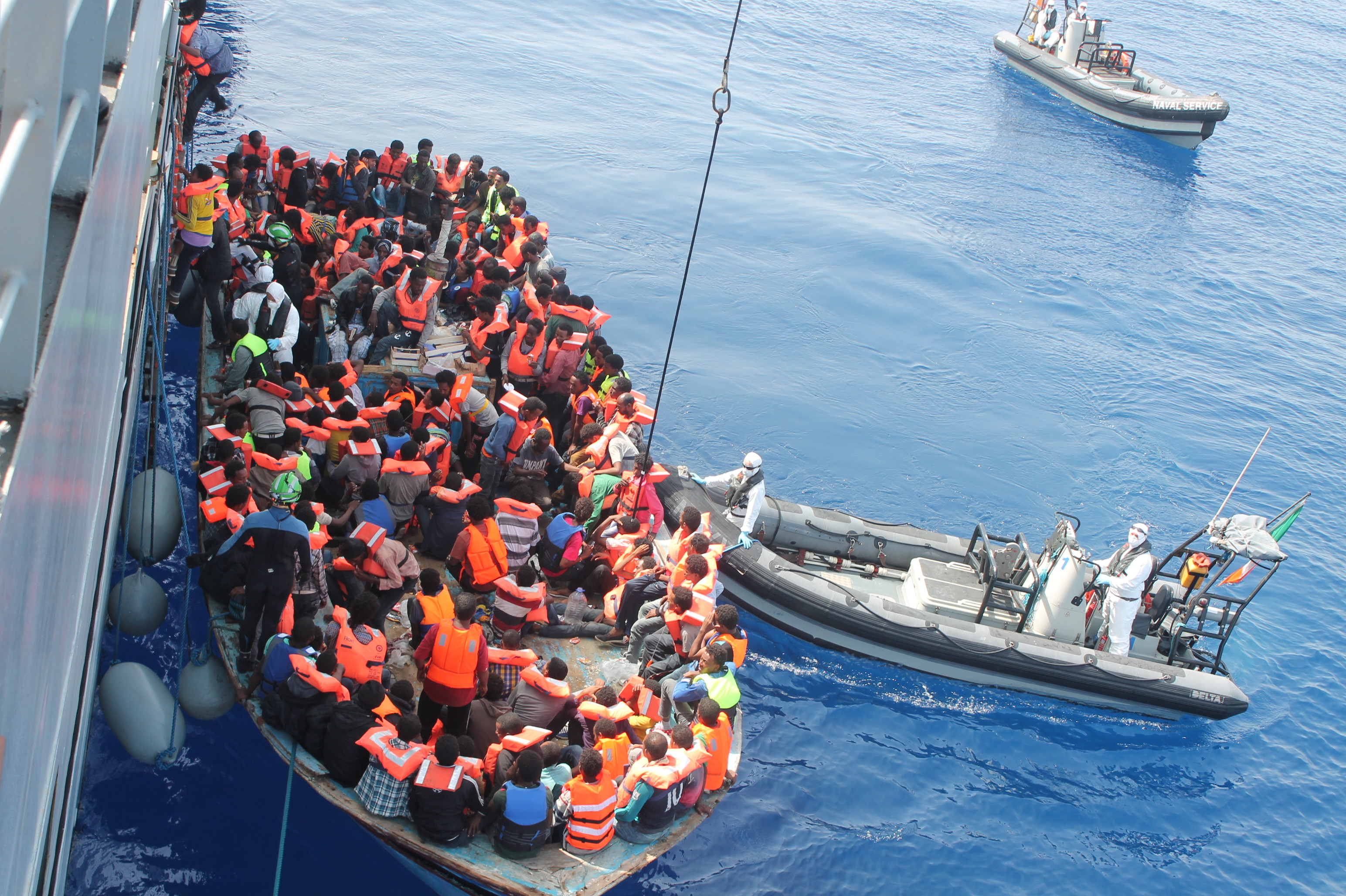
Migranti ve Středozemním moři jsou po záchraně převáženi k břehům EU

Evropská migrační krize (také označovaná jako evropská uprchlická krize) byl prudký nárůst počtu žadatelů o azyl v zemích Evropské unie v důsledku vstupu a tranzitu 1–2 milionů uprchlíků do EU v letech 2015/16, z toho plynoucí migrační tlak na Evropu a dopady tohoto pohybu na celou společnost.
Na přelomu 20. a 21. století migrovalo do EU méně než 1 milion lidí ročně. V roce 2009 to již bylo skoro 1,75 milionu lidí ročně. Krize vyvrcholila v roce 2015 – byla způsobena velkým počtem imigrantů – jak uprchlíků, tak ekonomických migrantů – směřujících do EU.
Migranti se do centrálních částí Evropy dostávají po dvou hlavních migračních trasách – Balkánskou trasou z Turecka přes Egejské moře a Balkán a Středomořskou trasou ze severní Afriky přes Středozemní moře a Itálii. Nejčastějším cílem imigrantů jsou státy západní a severní Evropy, především Německo, dále Švédsko, Rakousko, Francie a státy Beneluxu. Dle údajů OSN tvoří největší část žadatelů o azyl lidé ze zemí Blízkého a Středního východu (zejm. Syřané, Afghánci, Iráčané), subsaharské Afriky a západního Balkánu.
Rostoucí počty migrantů z těchto oblastí se začaly objevovat v předchozím desetiletí a zejména pak v souvislosti s tzv. Arabským jarem (2011). Rozměry celoevropské krize jev dostal v dubnu roku 2015, kdy se ve Středozemním moři během krátké doby potopilo několik lodí s migranty, celkem se utopilo asi 1 200 lidí a začalo se uvažovat o zavedení systému na přerozdělování uprchlíků. V průběhu letních měsíců docházelo k postupnému prohlubování krize a k jejímu rozšíření do oblasti střední Evropy. Nejvážnější situace v průběhu roku 2015 nastala během září a října, kdy byl počet běženců, přicházejících zejména po Balkánské migrační trase, nejvyšší. Závěr roku 2015 přinesl ve srovnání s předchozími měsíci postupný pokles počtu nově příchozích žadatelů o azyl. Za celý rok 2015 členské státy EU přijaly dle údajů statistického úřadu EU Eurostat. celkem 1 256 000 žádostí o azyl. Německá média však dle analýzy Hamburské mediální školy a lipské univerzity používala jednostrannou rétoriku, což podle autorů analýzy rozdělilo společnost.
V průběhu března 2016 došlo vlivem částečného uzavření Balkánské migrační trasy k výraznému omezení počtu imigrantů přicházejících do střední Evropy. Od roku 2016 počet uprchlíků a nelegálních imigrantů klesal. V první polovině roku 2016 jich do Evropy přišlo 240 000, za prvních šest měsíců roku 2017 100 000. V roce 2018 připlulo do Evropy pouze 119 336 nelegálních migrantů. Legální imigrace byla i nadále vysoká a jen v roce 2017 získalo občanství EU více než 825 000 osob.

## Trasy migrantů

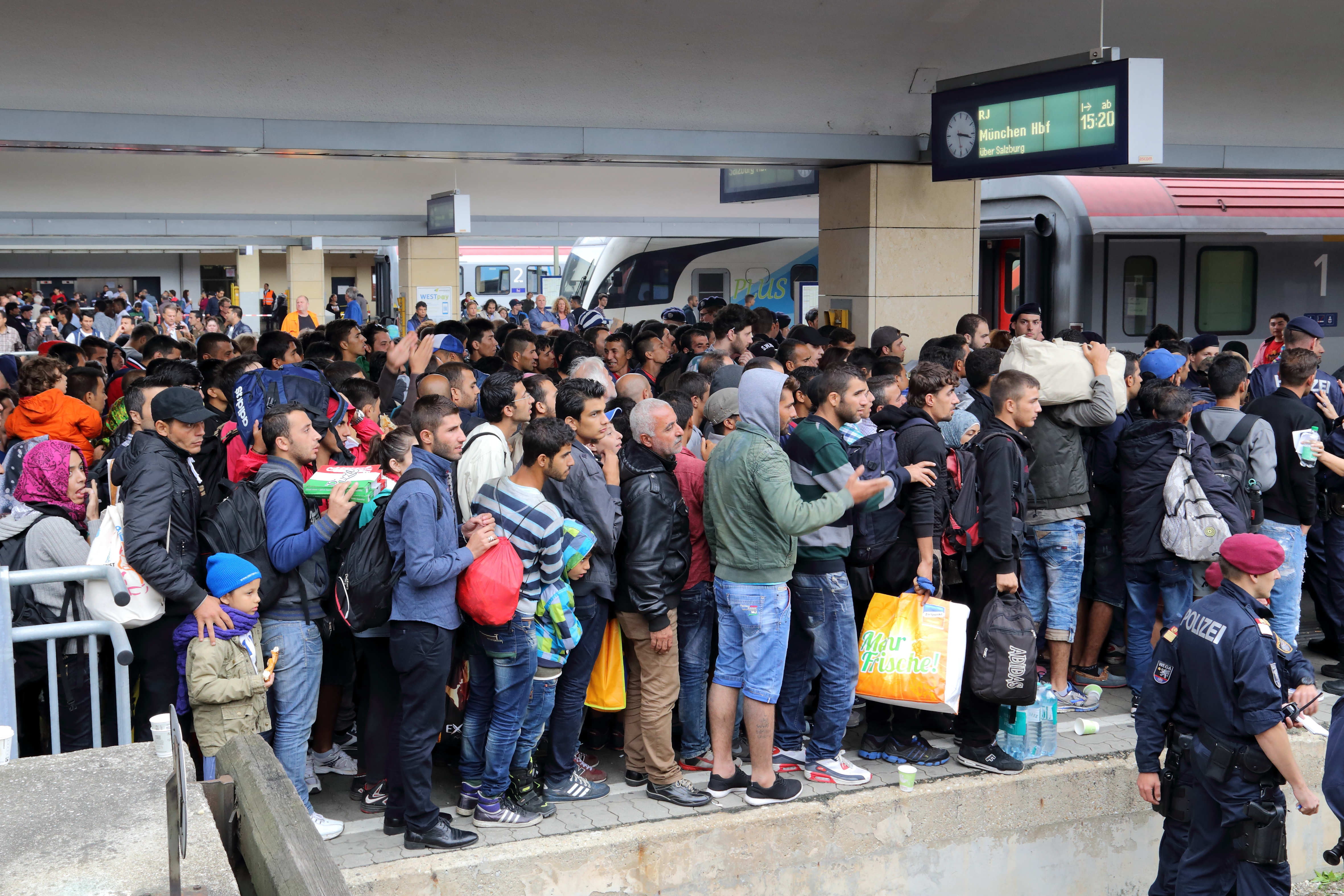
Imigranti na vídeňském západním nádraží čekají na vlak do Německa

### Balkánská trasa
Imigranti směřují do Evropy po dvou hlavních trasách. První z nich se označuje jako Balkánská migrační trasa, příp. také východní středomořská či jen východní trasa. Začíná v Turecku, odkud vede přes Egejské moře do Řecka nebo na řecké ostrovy, nacházející se v blízkosti Turecka (zejm. Lesbos, Kos). Dále z Řecka migranti pokračují mimo území Evropské unie i Schengenského prostoru přes státy Balkánského poloostrova, konkrétně skrz Severní Makedonii a Srbsko. Odtud vedla Balkánská trasa do podzimu roku 2015 přes Maďarsko, které ale na hranici se Srbskem a posléze i s Chorvatskem postavilo pohraniční plot, který měl zabránit migraci mimo hraniční přechody. Plot přesměroval migrační proud ze srbského území do Chorvatska a následně do Slovinska, kde se běženci dostávali znovu do Schengenského prostoru. Trasa pokračovala přes Rakousko do Německa či dalších zemí západní a severní Evropy. Poté, co ploty vznikly také na slovinsko-chorvatské a rakousko-slovinské hranici, se průběh trasy opět mírně změnil, ovšem pouze na území jednotlivých států.
Z Turecka do Řecka připlulo po moři za celý rok 2015 podle údajů Organizace spojených národů rekordních 857 000 imigrantů, což představuje asi 16 krát vyšší počet, než za rok 2014 a také výrazně vyšší počet než na Středomořské trase. Balkánskou trasou se do EU dostávají převážně lidé z Blízkého východu (Syřané, Iráčané) a Středního východu (Afghánci, Pákistánci); část této trasy využívají při cestě do západní Evropy také obyvatelé některých balkánských států (Albánci příp. Kosované).

### Středomořská trasa

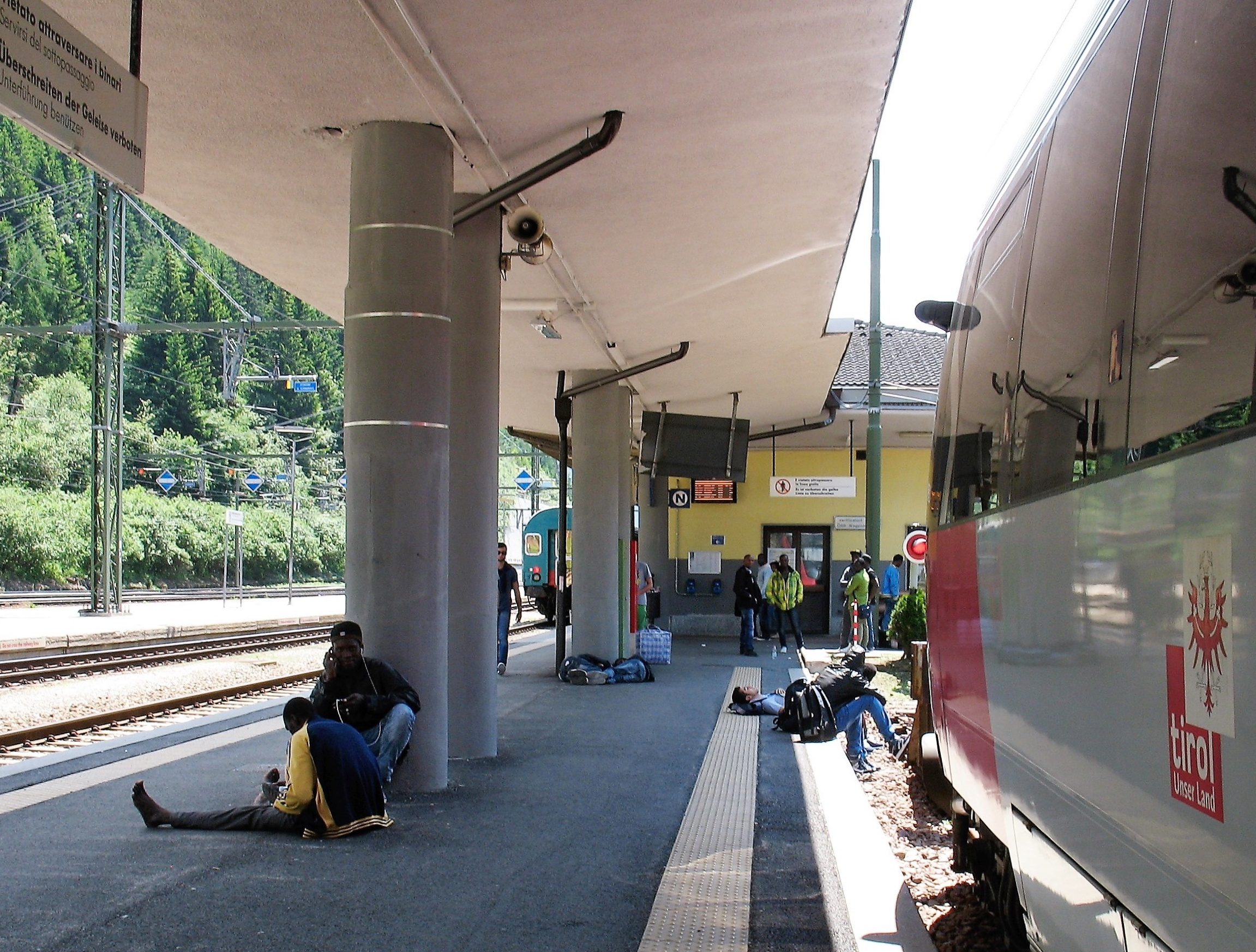
Migranti na nádraží v Brenneru na italsko-rakouské hranici, červen 2015

Druhá hlavní trasa je známá jako Středomořská migrační trasa či střední středomořská trasa. Začíná na pobřeží severní Afriky, nejčastěji v západní Libyi, odkud vede přes Středozemní moře do Itálie, a to jak na pevninu, tak také na ostrov Sicílie. Pro většinu migrantů trasa pokračuje dále napříč Apeninským poloostrovem do Francie, Rakouska, Německa a dalších států převážně západní a severozápadní Evropy. Dle dat OSN připlulo z Afriky do Itálie nezákonně za rok 2015 celkem 154 000 migrantů, což je o devět procent nižší číslo, než v roce 2014. Pokles je dán především vyšší nebezpečností trasy, spočívající zejména v nutnosti překonání dlouhého úseku Středozemního moře, kvůli které dávají někteří migranti přednost Balkánské trase z Turecka. Středomořskou trasou se do Evropy dostávají téměř výhradně obyvatelé afrického kontinentu, nejčastěji ze subsaharské Afriky (Eritrejci, Nigerijci, Somálci).
Libye, za vlády Muammara Kaddáfího, blokovala migranty na svém území. Muammar Kaddáfí apeloval na EU, aby přestali podporovat prodemokratické protesty, jinak zastaví blokaci ilegálních přistěhovalců do EU.
Od roku 2013 se do Itálie přeplavilo 700 000 migrantů převážně ze subsaharské Afriky. Mezi lety 2010 a 2017 požádalo v Evropě o azyl 970 000 migrantů ze subsaharské Afriky.

### Další trasy

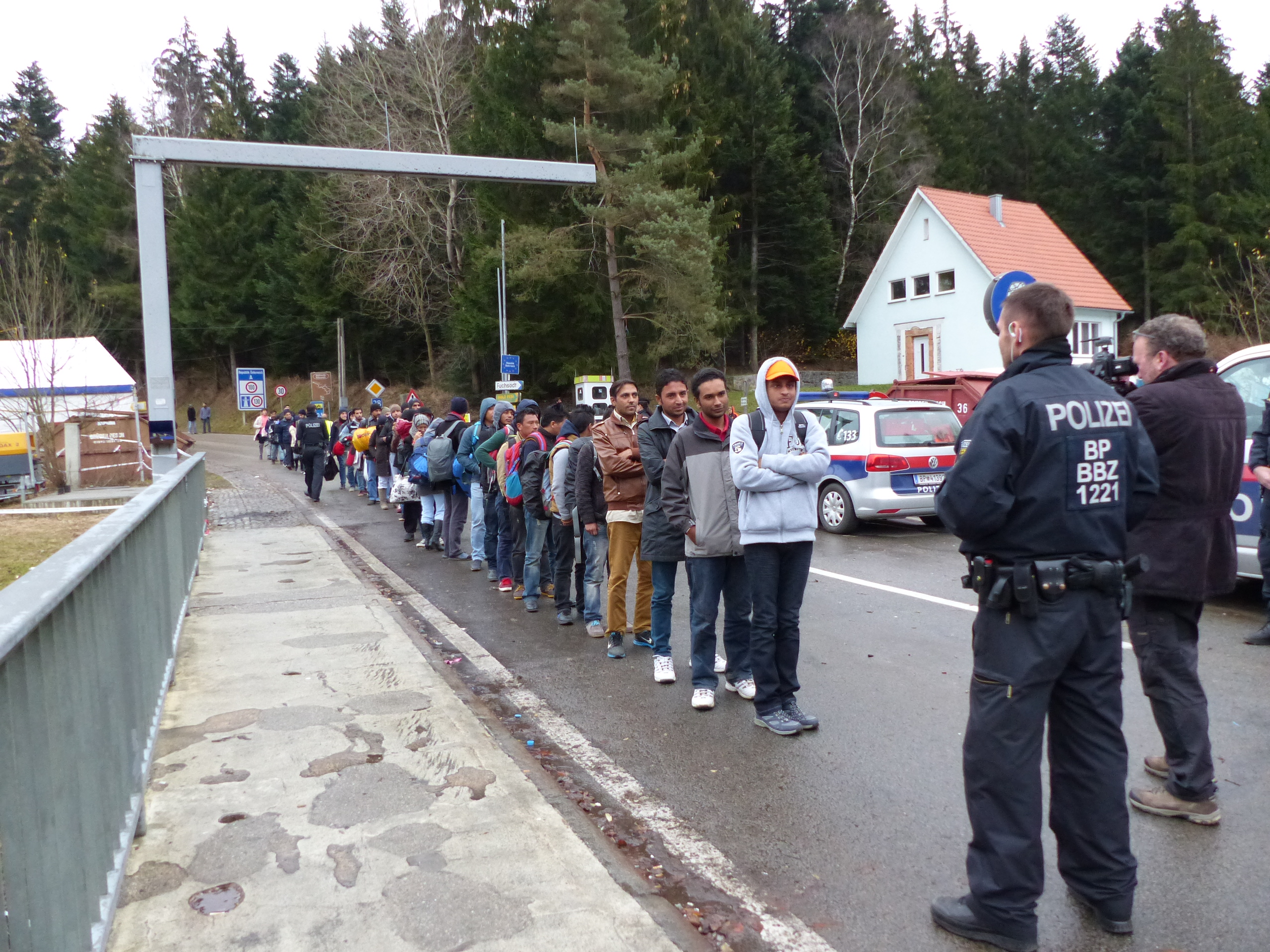
Migranti přicházející do Německa, nedaleko českých hranic

Kromě těchto dvou hlavních tras se migranti dostávají do Evropy také několika dalšími oblastmi. Jedná se o španělské exklávy Ceuta a Melilla v severoafrickém Maroku, na jejichž ochranu před průniky běženců byly v minulých letech vyhrazeny významné finanční částky, směřující mj. na výstavbu několika vysokých plotů kolem exkláv. Ačkoliv se do Ceuty a Melilly podaří ročně dostat jen několika stovkám imigrantů, odhaduje se, že v jejich okolí se zdržuje až 80 000 lidí, čekajících na příležitost k průniku do exkláv. Tato trasa s následným pokračováním migrantů do Evropy bývá označována jako tzv. západní středomořská trasa. Dalším místem, které migranti nelegálně překračují, je hranice mezi Ruskem a Norskem za severním polárním kruhem. Tato trasa je označována jako tzv. severní či arktická. Vede z Asie do severozápadního Ruska a poté do Norska a během roku 2015 se po ní dostalo do Evropské unie asi 5 500 žadatelů o azyl. Začátkem roku 2016 začali migranti mířící přes Rusko do Finska a Skandinávie překračovat také rusko-finskou hranici. Kromě těchto tras jsou poměrně časté také cesty běženců z Turecka přes Černé moře nebo po pevnině do Bulharska, dále také překonání Středozemního moře tzv. apulijskou či kalábrijskou trasou vedoucí z východní Libye, příp. Egypta na jihovýchodní pobřeží Apeninského poloostrova a v neposlední řadě také takzvaná východní trasa přes Ukrajinu a sousední Polsko.

## Cíle migrantů
V roce 2014 členské státy EU přijaly žádosti od 626 065 migrantů, z nichž bylo 183 365 vyřízeno kladně a žadatelům byla poskytnuta nějaká forma ochrany, zatímco 442 700 žádostí bylo zamítnuto. Nejvíce žádostí o azyl (téměř třetina) bylo podáno v Německu, následuje Švédsko, Francie a Itálie. Ve srovnání s počtem obyvatel přijímalo nejvíce žádostí o azyl Švédsko, Maďarsko a Rakousko (viz tabulka).

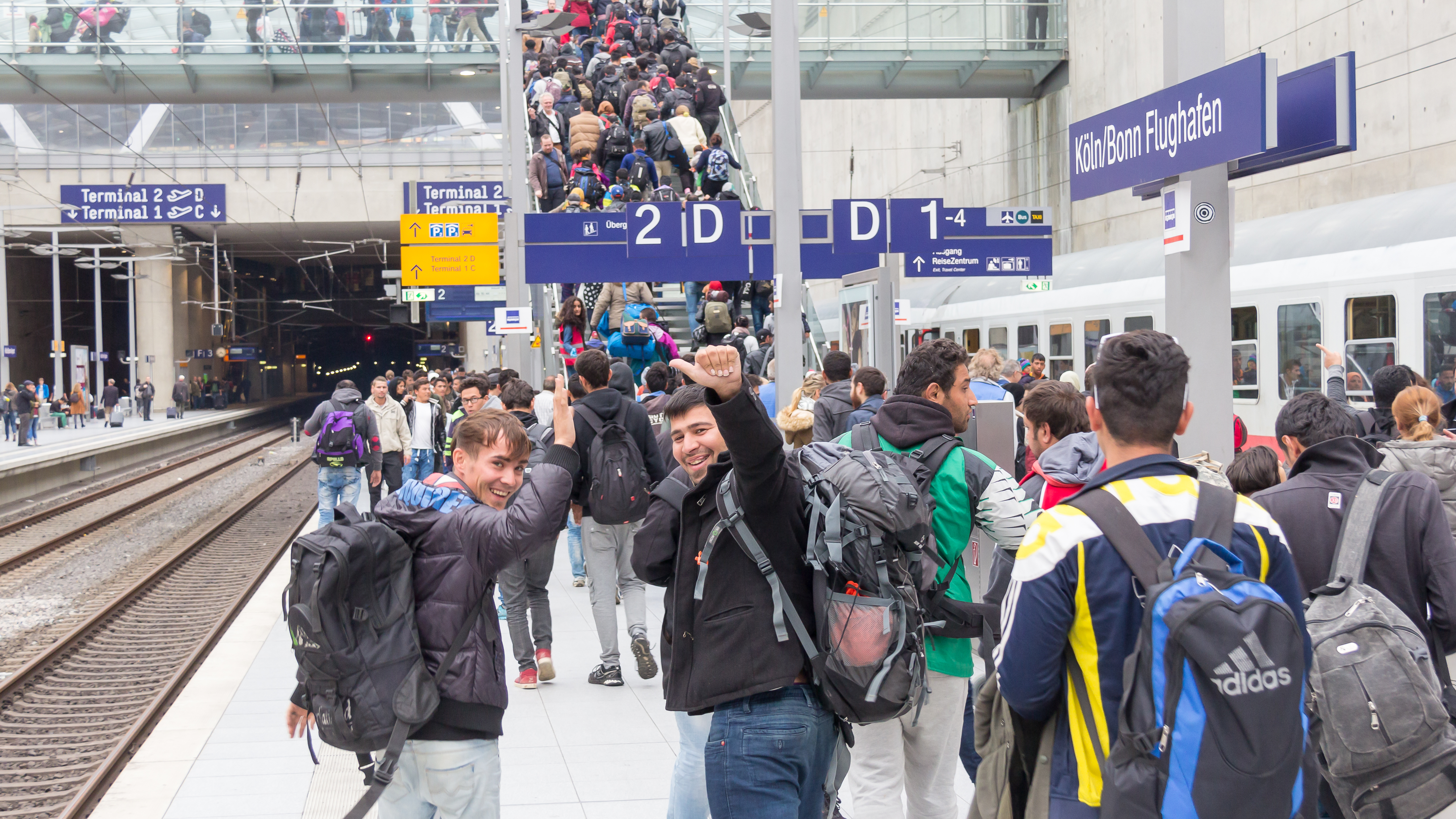
Migranti, kteří docestovali do Severního Porýní-Vestfálska v západním Německu, 2015

V prvním čtvrtletí (leden – březen) roku 2015 podalo v Evropské unii žádost o azyl 184 415 lidí. Také v tomto období obdržela nejvíce žádostí (73 120) Spolková republika Německo, následovaná Maďarskem a dále Itálií, Francií a Švédskem. V případě Maďarska je ale vysoký počet žádostí dán faktem, že na začátku roku tudy procházela hlavní větev Balkánské migrační trasy a po vstupu do Maďarska již migranti neopustí území Evropské unie, tudíž v případě jejich zachycení v jiném členském státě by jim velmi často hrozila deportace. V přepočtu na obyvatele bylo žádostmi o azyl kromě zmíněného Maďarska nejvíce zatíženo Švédsko a také sousední Rakousko a Německo.
Ve druhém čtvrtletí (duben – červen) počet žadatelů o azyl v EU vzrostl na 217 315 osob. Nejčastějším cílem imigrantů nadále zůstávalo Německo (80 935 žádostí), za ním se umístilo opět Maďarsko; s výrazným nárůstem počtu žádostí o azyl se potýkalo třetí Rakousko, následované Itálií, Francií a Švédskem. V České republice, na rozdíl od většiny unijních států, počet žadatelů oproti prvnímu čtvrtletí klesl. S největším nárůstem v počtu žádostí o azyl se kromě Rakouska potýkalo také Nizozemsko. V přepočtu na počet obyvatel dané země dostávalo nejvíce žádostí opět Maďarsko, dále Rakousko a Švédsko. Dle některých názorů je nejčastějším cílem migrantů Německo z toho důvodu, že má nejštědřejší sociální systém v Evropské unii.

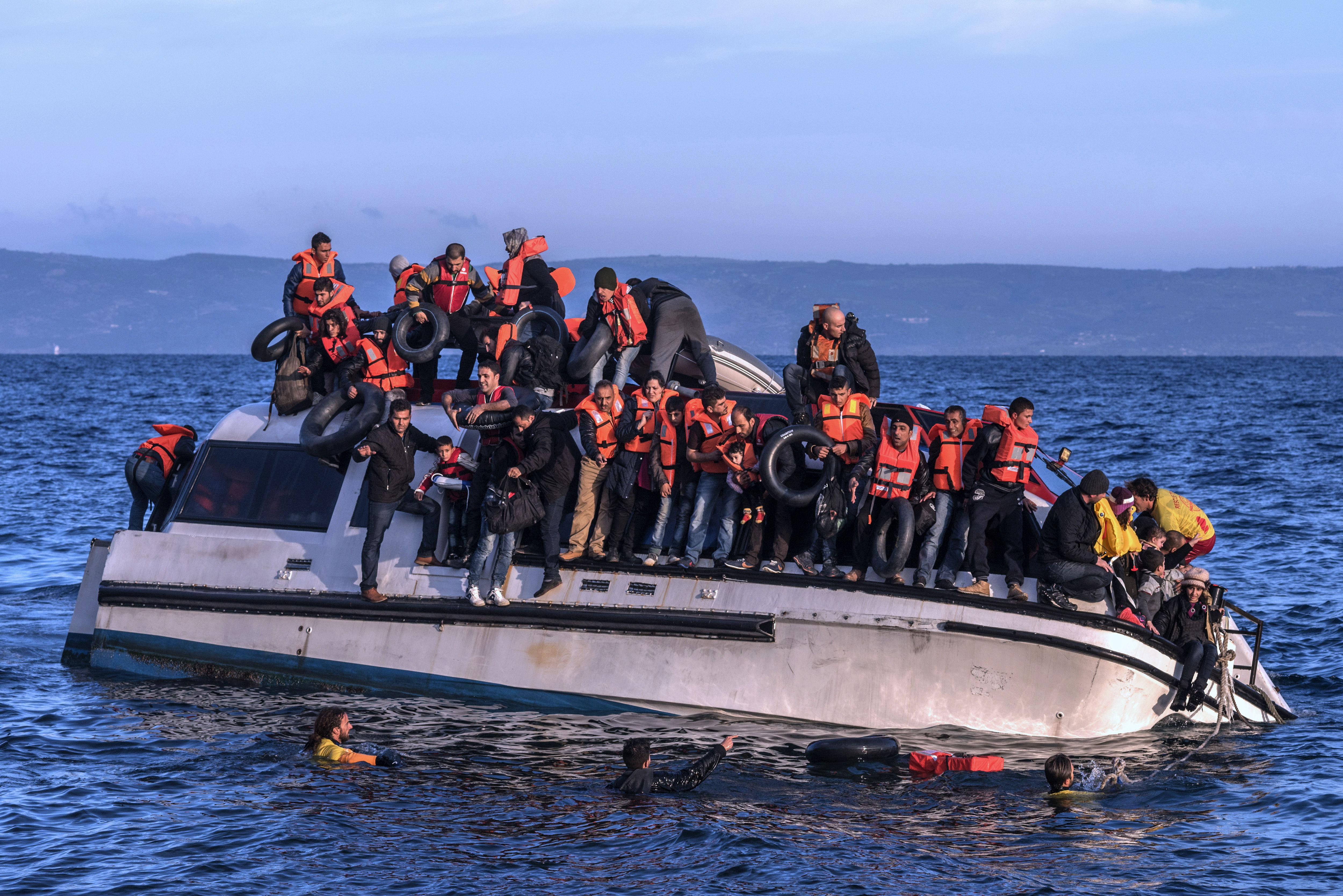
Běženci připlouvající přes Egejské moře na řecký ostrov Lesbos, v pozadí se nachází Turecko

Třetí čtvrtletí (červenec – září) roku 2015 bylo v počtu příchozích migrantů značně kritické; celkový počet podaných žádostí o azyl za toto období, 422 755, byl vyšší než za obě předchozí čtvrtletí dohromady. Vedoucí úlohu mezi cílovými státy přistěhovalců znovu sehrálo Německo (108 305 žádostí), těsně následované tranzitním Maďarskem (108 085 žádostí), které kvůli vysokému počtu ilegálních migrantů postavilo na hranicích se Srbskem a Chorvatskem pohraniční plot. Pomyslnou třetí příčku zaujalo Švédsko, následované Itálií a Rakouskem. Zdaleka nejvýraznější zvýšení počtu žádostí o azyl zažilo Finsko (842 % nárůst na 15 130 žadatelů), dále již zmíněné Maďarsko, Švédsko a Belgie. Naopak na opačném konci tabulky je sousední Slovensko, které obdrželo nejméně žádostí o azyl v celé Evropské unii, pouhých 15.
Ve čtvrtém čtvrtletí (říjen – prosinec) 2015 byl počet žadatelů o azyl v EU během roku 2015 vůbec nejvyšší; za poslední tři měsíce roku 2015 zde podalo žádost o azyl 426 025 migrantů. Nejvíce imigrantů cestovalo v tomto období opět do Německa, které bylo s výrazným odstupem následováno Švédskem, dále Rakouskem, Itálií a Francií. Rapidní pokles žadatelů o azyl byl v souvislosti s výstavbou pohraničního plotu zaznamenán v případě Maďarska, a to ze 108 085 prvoinstančních žádostí ve třetím čtvrtletí na pouhých 865 žádostí v posledním čtvrtletí. Ve skandinávských zemích mimo již zmíněné Švédsko počet azylových žádostí výrazně stoupl v sousedním Norsku, které ale není členem EU, a nadále přetrvával vysoký počet žadatelů i ve Finsku.
Za celý rok 2015 dohromady požádalo v Evropské unii o azyl 1 255 640 imigrantů. Jedná se o více než dvojnásobný nárůst oproti roku 2014, kdy v celé EU požádalo o azyl 626 000 osob. Na první příčce v počtu žadatelů o azyl se umístila Spolková republika Německo, kde podali migranti 441 800 žádostí o azyl, druhou reálně nejvyhledávanější zemí migrantů bylo Švédsko s více než 156 000 žadateli o azyl. Více žádostí než ve Švédsku sice bylo během roku 2015 podáno v Maďarsku, které ale sehrálo jen roli tranzitní země, jelikož migranti zde nezůstávali a pokračovali dále do západní Evropy; počet reálných žadatelů o azyl během jednotlivých čtvrtletí se zde pohyboval pouze v řádu stovek, podobně jako ve čtvrtém čtvrtletí. V přepočtu na počet obyvatel přijímalo nejvíce prvoinstančních žádostí o azyl Švédsko, následované Rakouskem. Nejvyšší meziroční nárůst nových migrantů byl pak zaznamenán ve Finsku. V České republice požádalo za rok 2015 o mezinárodní ochranu 1 239 přistěhovalců, což činí mírný nárůst oproti roku 2014; podobný trend byl zaznamenán i na Slovensku.
| Stát                | 1. čtvrtletí 2015 | 2. čtvrtletí 2015 | 3. čtvrtletí 2015 | 4. čtvrtletí 2015 | Celkem za rok 2015 | Podíl v % (celkem 2015) | Počet žadatelů na milion obyvatel (celkem 2015) | Evoluce počtu žadatelů za rok 2015 oproti roku 2014 (v %) |
| ------------------- | ----------------- | ----------------- | ----------------- | ----------------- | ------------------ | ----------------------- | ----------------------------------------------- | --------------------------------------------------------- |
| Celkem EU           | 184 415           | 217 315           | 422 755           | 426 025           | 1 255 640          | 100 %                   | 2 470 (průměr EU)                               | + 123 %                                                   |
| Česko               | 360               | 275               | 260               | 340               | 1 235              | 0,1 %                   | 117                                             | + 36 %                                                    |
| Německo             | 73 120            | 80 935            | 108 305           | 179 440           | 441 800            | 35,2 %                  | 5 441                                           | + 155 %                                                   |
| Švédsko             | 11 415            | 14 295            | 42 520            | 87 880            | 156 110            | 12,4 %                  | 16 016                                          | + 108 %                                                   |
| Rakousko            | 9 710             | 17 395            | 27 600            | 30 800            | 85 505             | 6,8 %                   | 9 970                                           | + 233 %                                                   |
| Itálie              | 15 250            | 14 895            | 28 395            | 24 705            | 83 245             | 6,6 %                   | 1 369                                           | + 31 %                                                    |
| Francie             | 14 775            | 14 685            | 17 640            | 23 470            | 70 570             | 5,6 %                   | 1 063                                           | + 20 %                                                    |
| Nizozemsko          | 2 420             | 6 270             | 14 775            | 19 570            | 43 035             | 3,4 %                   | 2 546                                           | + 98 %                                                    |
| Belgie              | 3 440             | 5 040             | 14 650            | 15 860            | 38 990             | 3,1 %                   | 3 463                                           | + 178 %                                                   |
| Spojené království  | 7 330             | 7 470             | 11 870            | 11 700            | 38 370             | 3,1 %                   | 591                                             | + 19 %                                                    |
| Maďarsko            | 32 810            | 32 675            | 108 085           | 865               | 174 435            | 13,9 %                  | 17 699                                          | + 323 %                                                   |
| Řecko               | 2 615             | 2 865             | 2 890             | 3 000             | 11 370             | 0,9 %                   | 1 047                                           | + 50 %                                                    |
| Bulharsko           | 3 190             | 4 050             | 5 340             | 7 585             | 20 165             | 1,6 %                   | 2 800                                           | + 87 %                                                    |
| Španělsko           | 2 910             | 3 675             | 3 585             | 4 430             | 14 600             | 1,2 %                   | 314                                             | + 167 %                                                   |
| Finsko              | 960               | 1 605             | 15 130            | 14 455            | 32 150             | 2,6 %                   | 5 876                                           | + 822 %                                                   |
| Polsko              | 1 440             | 1 765             | 3 710             | 3 340             | 10 255             | 0,8 %                   | 270                                             | + 83 %                                                    |
| Malta               | 345               | 380               | 425               | 545               | 1 695              | 0,1 %                   | 3 948                                           | + 33 %                                                    |
| Slovensko           | 45                | 25                | 15                | 185               | 270                | 0,0 %                   | 50                                              | + 18 %                                                    |
| Švýcarsko (mimo EU) | 4 120             | 7 010             | 11 980            | 14 950            | 38 060             | –                       | 4 620                                           | + 73 %                                                    |
| Norsko (mimo EU)    | 1 520             | 2 760             | 8 505             | 17 685            | 30 470             | –                       | 5 898                                           | + 179 %                                                   |

| Stát        | Podíl z celkového počtu v % (Q1 2015) | Podíl z celkového počtu v % (Q2 2015) | Podíl z celkového počtu v % (Q3 2015) | Podíl z celkového počtu v % (Q4 2015) | Podíl z celkového počtu v %, celkem 2015 (Q1 – Q4) |
| ----------- | ------------------------------------- | ------------------------------------- | ------------------------------------- | ------------------------------------- | -------------------------------------------------- |
| Celkem      | 100 %                                 | 100 %                                 | 100 %                                 | 100 %                                 | 100 %                                              |
| Sýrie       | 16 %                                  | 21 %                                  | 33 %                                  | 34 %                                  | 29 %                                               |
| Afghánistán | 7 %                                   | 13 %                                  | 14 %                                  | 19 %                                  | 14 %                                               |
| Irák        | 4 %                                   | 6 %                                   | 11 %                                  | 13 %                                  | 10 %                                               |
| Kosovo      | 26 %                                  | 5 %                                   | 1 %                                   | 1 %                                   | 5 %                                                |
| Albánie     | 4 %                                   | 8 %                                   | 6 %                                   | 3 %                                   | 5 %                                                |
| Pákistán    | 3 %                                   | 4 %                                   | 5 %                                   | 3 %                                   | 4 %                                                |
| Eritrea     | 2 %                                   | 4 %                                   | 3 %                                   | 2 %                                   | 3 %                                                |
| Nigérie     | 2 %                                   | 3 %                                   | 3 %                                   | 2 %                                   | 2 %                                                |
| Somálsko    | 2 %                                   | 2 %                                   | 1 %                                   | 1 %                                   | 1 %                                                |
| Ostatní     | 26 %                                  | 27 %                                  | 19 %                                  | 22 %                                  | 20 %                                               |

## Příčiny krize

V důsledku občanské války v Sýrii uprchly ze země do okolních států přes 4 miliony uprchlíků. Odhadem možná až několik set tisíc Syřanů zůstává také ve státech Perského zálivu, které nepodepsaly Úmluvu o právním postavení uprchlíků z roku 1951

Názory na příčiny současné migrační krize se liší, převládá však názor, že krize je způsobena kombinací více faktorů. Nejčastěji zmiňovanou příčinou je absence ochrany hranic Evropské unie. Dále jsou uváděny „migrační průmysl“ (převaděčský byznys), probíhající válečné konflikty, využívání systému sociálních dávek, převážně v západních státech EU, demografické změny a populační exploze a náboženský, etnický a ekonomický útlak v zemích původu a vzestup Islámského státu.
NATO a některé tajné služby mimo jiné spekulují o ruských snahách destabilizovat EU pomocí migrační krize.
Naopak jiní vidí příčiny krize právě v počínání NATO. Slovenský premiér Robert Fico, jihoafrický prezident Jacob Zuma, americký senátor Rand Paul nebo britský politik Nigel Farage se domnívají, že k destabilizaci Blízkého východu a k následné migrační vlně přispěly vojenské intervence NATO a západních států v Libyi a Iráku i podpora povstalců v Sýrii. ÚV KSČM směřuje kritiku k akcím prováděným nebo podporovaným především Spojenými státy americkými a některými západoevropskými státy, jako jsou Spojené království, Francie, Itálie či Německo. Také někteří vojenští odborníci kritizují státy NATO za destabilizaci severoafrického a blízkovýchodního regionu. Podle těchto kritiků nedosáhly tyto operace žádných úspěchů a jejich výsledkem došlo k rozpadu režimů, které sice byly autoritativní a nedemokratické, ale udržovaly v oblasti klid a byly jistou hrází proti migraci (například v Libyi).
Podle jiných kritiků naopak neudělaly Spojené státy dost pro to, aby podpořily povstalce a sesadily syrského prezidenta Bašára al-Asada. Další kritici vinu Spojených států popírají.
Politolog Jiří Pehe uvádí, že špatná bezpečnostní situace či válka v daných státech nebyly primárně způsobeny vojenskými intervencemi a po nějakém čase by se objevily v ještě větším měřítku. Dalším argumentem odpůrců příčin migrace způsobených vojenskými intervencemi je to, že některé intervence byly provedeny již před delší dobou, ale k výraznému zesílení proudu migrantů dochází až s odstupem času. Velká část imigrantů také přichází z oblastí, které nebyly vojensky intervenovány. Podle údajů Ministerstva vnitra Spolkové republiky Německo bylo za 11 měsíců roku 2015 registrováno 965 000 uprchlíků, z toho Syřané tvořili přibližně polovinu a další uprchlíci přicházeli ze západního Balkánu. Některé státy, zejména v určitých oblastech Afriky, jsou nestabilní dlouhodobě, již od zániku statusu daného státu jako zámořské kolonie některých západoevropských zemí (často Francie nebo Spojeného království) a nabytí nezávislosti. Část lidí je toho názoru, že zastavení imigrační vlny je velmi obtížné, jelikož státy, odkud běženci přicházejí, jsou hluboce etnicky i nábožensky rozděleny. Vládnoucí strany jak v Africe, tak na Blízkém východě často utlačují příslušníky národnostních menšin, kteří kvůli pronásledování nebo strachu o svůj život emigrují z těchto zemí. Dle Jiřího Peha byly intervence západních států málo důsledné a problémy vznikly neexistencí dalších plánů pro tyto oblasti.

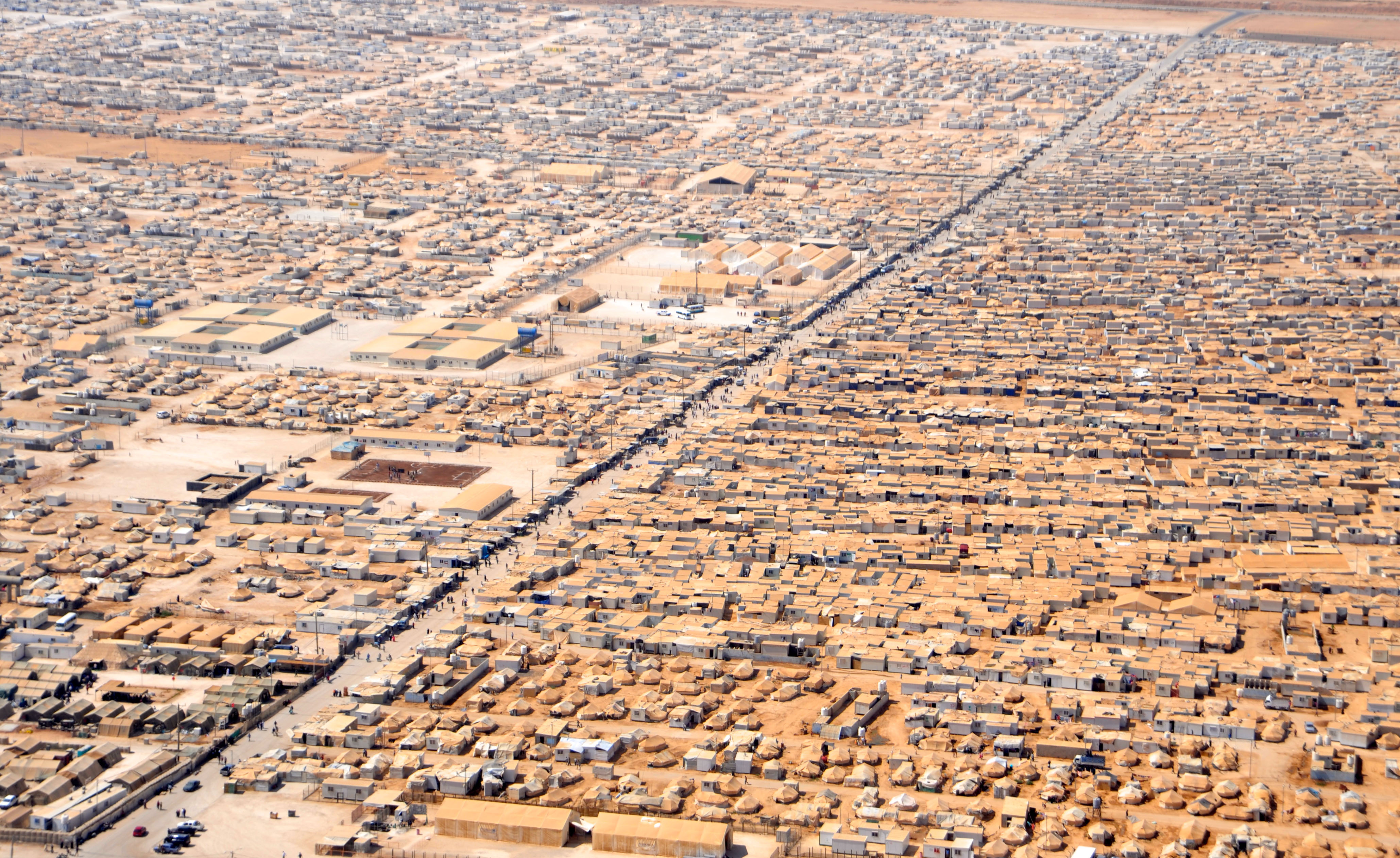
Letecký pohled na největší uprchlický tábor v Jordánsku Za'atri

Dle dalšího významně zmiňovaného názoru je primárním problémem krize samotný islám, který v sobě obsahuje některé prvky neslučitelné s demokracií. V této souvislosti je kritizován např. islámský právní systém šaría, postavení žen, homosexuálů a nevěřících podle islámského učení, pojetí džihádu jako jednoho ze základních témat islámu i morální stránka údajného proroka Mohameda. S touto problematikou souvisí také islámský terorismus a hlavní cíl většiny islámských teroristických organizací, vycházející z Koránu – vznik chalífátu, státu řízeného dle islámských pravidel (např. v roce 2014 vyhlásila mezinárodně neuznaný chalífát organizace Islámský stát na části území Sýrie a Iráku). Vzhledem ke zmíněným faktorům je dle zastánců tohoto názoru velmi obtížné bez zásadní reformace islámu stabilizovat a následně rozvíjet oblasti, odkud migranti přicházejí.
Mezi populací je rozšířen názor, že hlavním důvodem imigrace je touha běženců po snadnějším životě ve vyspělých zemích západní Evropy. Vysoký počet migrantů, kteří se chtějí dostat do Evropy, významně podporuje také sociální politika a vstřícný přístup k jejich přijímání ze strany některých států západní a severní Evropy, které zároveň patří k nejčastějším cílům migrantů (zvláště Německo, do konce roku 2015 také Norsko, Švédsko nebo Rakousko).

## Převaděčství

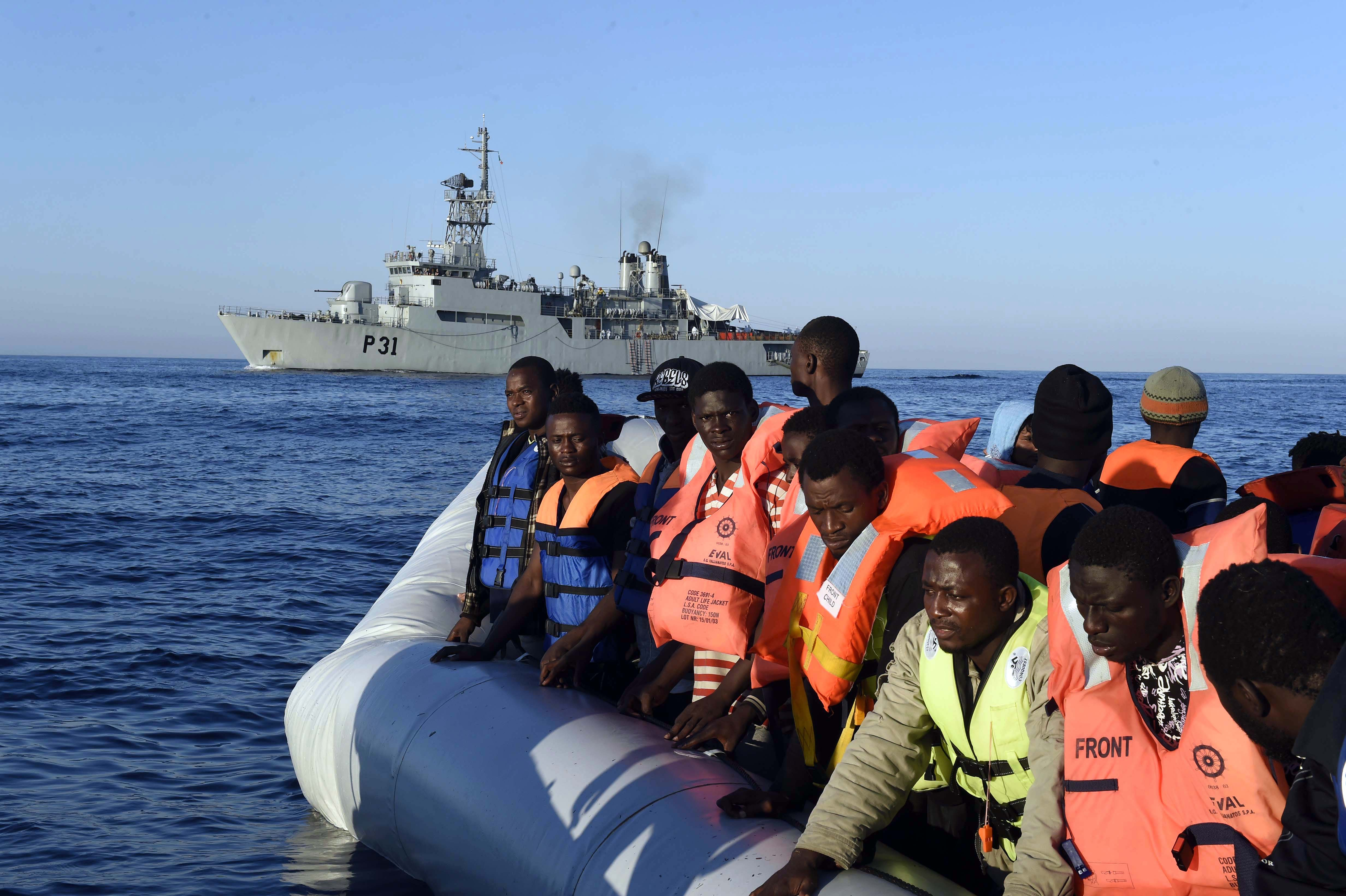
Zachránění migranti ve Středozemním moři

Díky nebývalému zájmu lidí ze zemí severní Afriky a Blízkého východu emigrovat do zemí západní Evropy se daří i převaděčům a pašerákům lidí, kteří získávají od imigrantů velké sumy peněz. Na převaděčství se podílí značnou mírou lidé ze všech zemí, kudy procházejí trasy migrantů.
V případě takzvané Balkánské cesty to jsou především občané Turecka a zemí jihovýchodní Evropy. V Turecku fungují rozsáhlé propracované pašerácké sítě, které migrantům zajišťují přepravu do Řecka, nejčastěji na nafukovacích člunech nebo dřevěných rybářských lodích. Pašeráci se kvůli touze po vysokých ziscích snaží na jednu loď dostat co nejvíce lidí. Podle Evropské komise se v Turecku podílí na pašeráctví přes 50 000 lidí; tamní vládě se ani přes rozsáhlé zátahy a zatčení mnoha tisíc lidí nedaří dostat situaci pod kontrolu. V jihovýchodní Evropě se migranti nejčastěji přepravují vlaky a autobusy, a to jak pravidelnými spoji, tak speciálními linkami. V blízkosti hranic se obvykle pohybují pěšky, jelikož pravidelné přeshraniční spoje byly z důvodu nezvladatelné situace, pramenící z jejich přeplněnosti migranty, zrušeny. Někteří migranti využívají i na Balkáně služeb pašeráků ze Srbska, Bulharska, Rumunska, Severní Makedonie a dalších států, kteří migranty přepravují různými způsoby; od klimatizovaných automobilů až po nákladní auta, kde jsou uprchlíci umístěni po desítkách, často v ohrožení života. V roce 2015 byly odhaleny stovky takových pašeráckých vozidel, v jednom případě se dokonce 71 uprchlíků v mrazírenské dodávce v Rakousku udusilo. Migranti velmi často dostávají od pašeráků informace o evropských zemích, které jsou pro ně nejvýhodnější, instrukce, jakým státům se raději vyhnout a rady, jak vypovídat při případném zadržení. Ve střední a západní Evropě se již drtivá většina migrantů přepravuje vlaky, služeb pašeráků zde využívá jen menší část z nich. Přesto se i v těchto státech daří organizovanému zločinu, což je způsobeno především značným množstvím běženců.

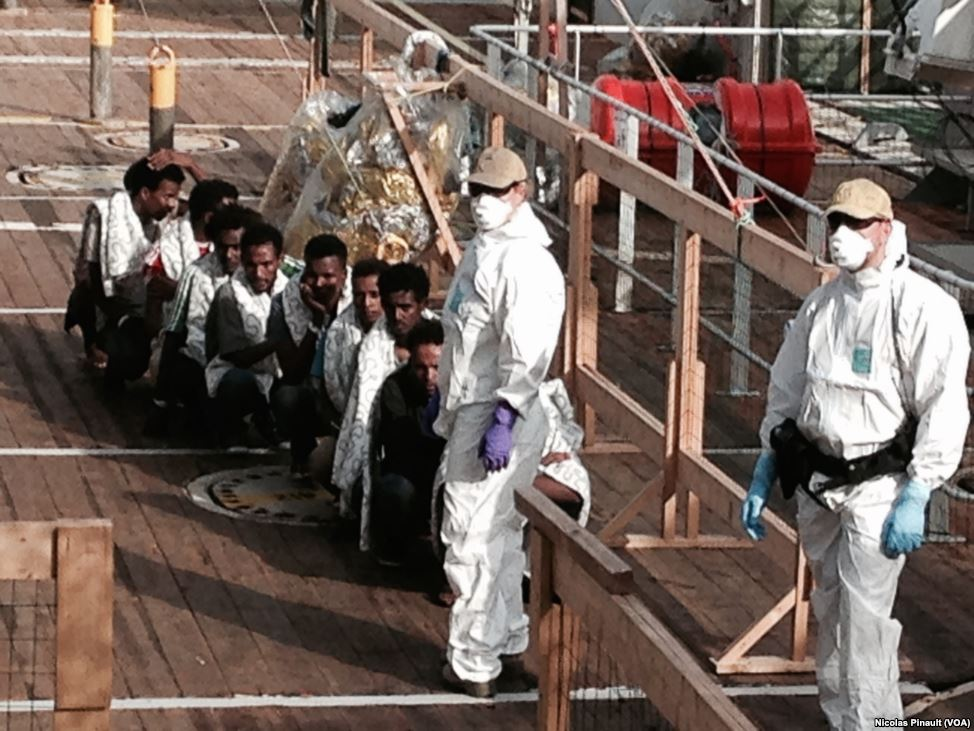
Zpráva britské Sněmovny lordů kritizuje námořní misi Evropské unie jako "magnet pro migranty" ulehčující práci převaděčům.

U tras vedoucích přes Středozemní moře se také jedná o organizované gangy v jednotlivých zemích původu. Ty někdy pronajímají byty, kam migranty umisťují, a následně je vypravují přes moře; většinou v nafukovacích člunech nebo rybářských lodích, často v otřesných podmínkách. Některé z těchto lodí, které jsou konstruované jen pro příbřežní plavbu, ztroskotají při několik set kilometrů dlouhé plavbě, což vede k vysokým ztrátám na životech. Kvůli vyššímu nasazení agentury Frontex (Evropská agentura pro pohraniční a pobřežní stáž) od druhé poloviny roku 2015 se ale podařilo v přepočtu na počet migrantů tragické události snížit. Dle Organizace spojených národů zemřelo v roce 2015 při plavbě do Evropy, ať už z Turecka nebo severní Afriky, celkem téměř 3 800 uprchlíků.
Cena za cestu migrantů do Evropy se výrazně liší. U Balkánské cesty se náklady na plavbu z Turecka do Řecka pohybují v případě klasických nafukovacích člunů v přepočtu kolem 15 000 - 20 000 Kč, někteří pašeráci si ale účtují vyšší ceny, ovlivněné mj. klimatickými podmínkami či nízkou konkurencí. Cesta po Evropě vychází většinou výrazně levněji, i zde se ale může výsledná cena vyšplhat až na několik desítek tisíc korun. V některých zemích jsou za přepravu veřejnou dopravou pro migranty stanoveny jednotné nízké ceny s cílem zamezit jejich neúměrnému zvyšování. Za přepravu ze severní Afriky do Itálie si převaděči účtují vyšší marže, cesta průměrně stojí podle některých zdrojů v přepočtu kolem 50 000 Kč. Finanční prostředky musejí migranti vynaložit také k tomu, aby se dostali z místa svého bydliště na pobřeží severní Afriky nebo Turecka.

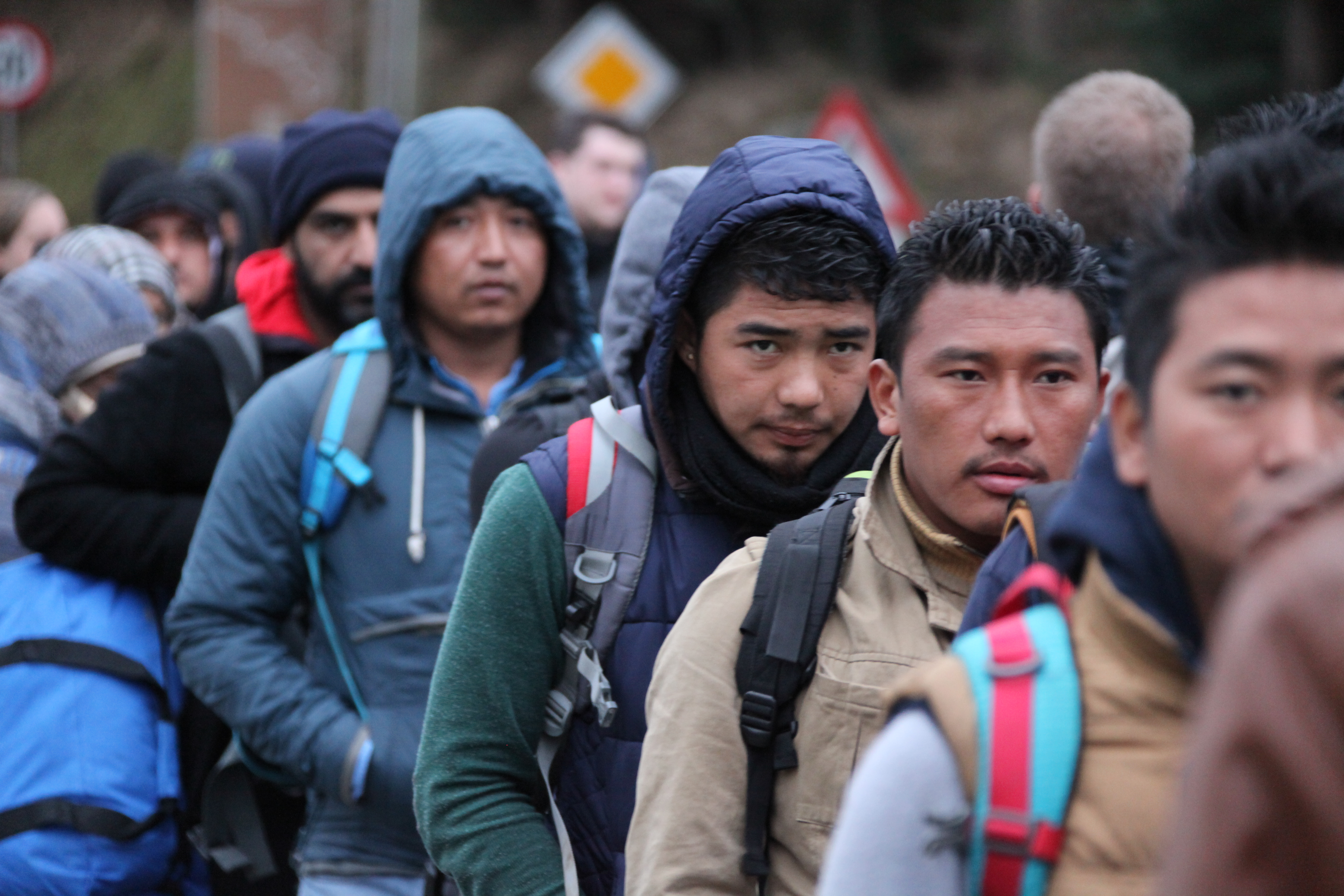
Zločinecké gangy vydělaly v roce 2015 na převádění uprchlíků do Evropy 162 miliard korun.

Objevují se jednotlivá prohlášení a spekulace některých politiků, že imigrační krizi podporuje či z ní přinejmenším profituje Ruská federace.[zdroj?] Během roku 2015 zmínil údajný podíl Ruska na převaděčství migrantů do Evropské unie např. český ministr obrany Martin Stropnický, který měl prý od maďarského ministra obrany informace o tom, že Rusko organizuje a financuje převoz uprchlíků přes Balkán. To maďarský ministr obrany i ruská vláda striktně popřeli, ale Stropnický totéž opakovaně tvrdil. Dále například rakouský eurokomisař pro rozšiřování EU a sousedskou politiku Johannes Hahn prohlásil, že podle něj není náhoda, že stále vzrůstající počet migrantů přicházejících do Evropy přes Rusko přichází v době, kdy je EU beztak pod tlakem. V roce 2015 se do Norska dostalo přes území Ruska 5500 uprchlíků. Vrchní velitel vojsk NATO v Evropě Philip Breedlove dne 1. března 2016 v americkém Senátu uvedl, že Rusko a syrský prezident Bašár al-Asad úmyslně podporovali syrský konflikt a činili tak z migrace zbraň; má se jednat o pokus přehltit evropské struktury a zlomit evropské odhodlání. Ruské ministerstvo obrany toto vyjádření ostře zkritizovalo. Český ministr zahraničních věcí Lubomír Zaorálek dne 15. března prohlásil, že Rusko se podílí na přílivu uprchlíků do Evropské unie tím, že přepravuje imigranty do Evropy z jižních oblastí severními cestami, například letecky, čímž se podle něj snaží zásobovat Evropu co největším počtem migrantů. Podle Zaorálka se jedná o podloženou informaci. Ruský premiér Dmitrij Medveděv v únoru 2016 evropskou migrační politiku kritizoval a prohlásil, že bylo „zkrátka hloupé otevřít dokořán evropské dveře a pozvat všechny, kteří k vám chtějí přijít.“
V České republice bylo v roce 2015 zadrženo 168 pašeráků lidí převážně zahraniční národnosti, což představuje nárůst oproti předchozímu roku. Také bylo zadrženo přes 8 500 ilegálních migrantů, nejvíce mezi červencem a zářím 2015, což představuje více než 75 procentní meziroční zvýšení; nejčastěji se jednalo o Syřany, Ukrajince, Kuvajťany a Afghánce. Přes 3 000 lidí bylo z Česka vyhoštěno (údaj se netýká jen migrantů, dostávajících se do Evropy v rámci migrační krize), z toho do sousedních států zamířilo zpět asi 1 400 migrantů. Do České republiky migranti nejčastěji vstupují na území Jihomoravského kraje a opouštějí ji v Ústeckém nebo Plzeňském kraji; přes Česko projíždějí jak vlaky, tak i autobusy nebo jsou převáženi pašeráky.

## Období před vypuknutím krize: 2007–2014

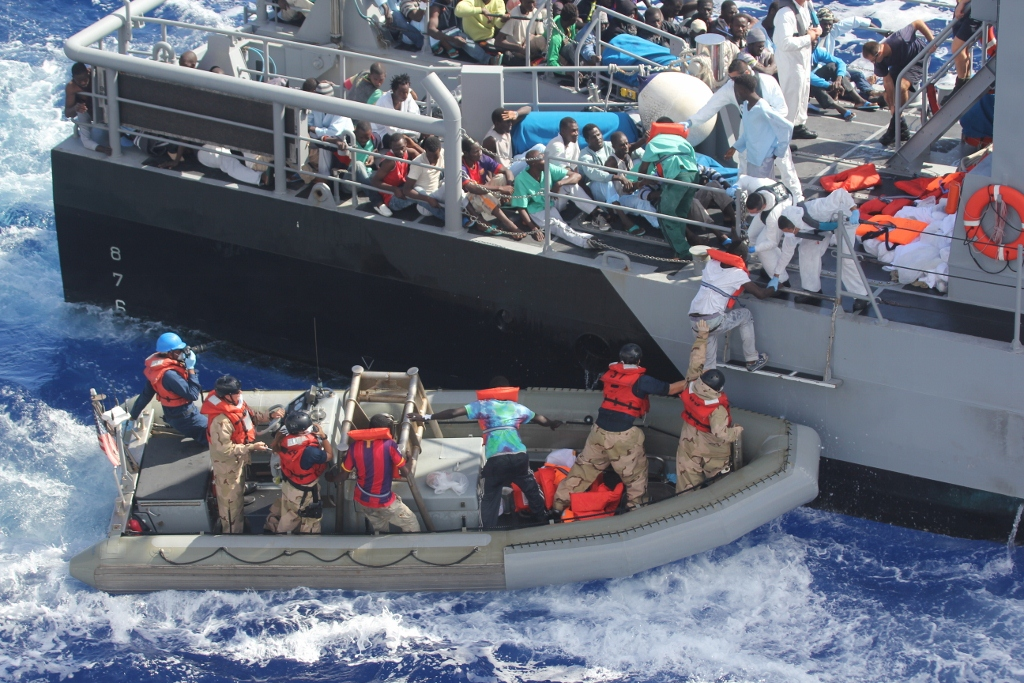
Přesun zachráněných migrantů na maltskou loď v srpnu 2013

### Začátky
V letech 2007 až 2011 se zvýšil počet nelegálních migrantů, kteří překonávali Středozemní moře ze severní Afriky do Itálie do té míry, že Evropská unie začala hledat vhodné řešení tohoto problému. Na Středozemním moři z tohoto důvodu začala hlídkovat agentura na ochranu evropských hranic Frontex.
Značný nárůst počtu ekonomických migrantů a uprchlíků z Blízkého východu však přineslo až Arabské jaro, jehož výsledkem byla destabilizace řady arabských zemí. Jedním z prvních rizikových míst, které byly nelegálně překračovány, se stala řecko-turecká hranice. V roce 2011, nedlouho po vypuknutí války v Sýrii, začal dramaticky růst počet nelegálních přechodů hranice, který dosáhl až několika desítek tisíc ročně. Na části hranice byl proto v roce 2012 vybudován plot; na řecké straně na něj navázal později ještě plot na bulharské části hranice. Vybudování plotu vedlo k radikálnímu úbytku počtu nelegálních migrantů, kteří z Turecka přicházeli do Řecka, nicméně jen po určitou omezenou dobu. Většina z nich se poté začala dostávat do Evropy po moři.

V roce 2012 byl na úseku řecko-turecké hranice, který netvoří řeka Maritsa, vybudován plot

### Hlídky ve Středomoří
V roce 2013 došlo ke zhoršení bezpečnostní situace v Libyi natolik, že příval migrantů již začal být pro Itálii značně problematický. Proto Itálie zahájila námořní operaci Mare nostrum (Naše moře), jejímž cílem bylo hledat a zachraňovat lodě převážející imigranty. Tím by se jejich příchod alespoň podařilo dostat pod kontrolu. Rozsáhlá operace byla sice úspěšná, nicméně finančně velice nákladná, a Itálie zůstala v jejím financování osamocena. Proto se rozhodla v roce 2014 celou operaci ukončit. Italské námořnictvo nahradila evropská agentura Frontex, která k 1. listopadu 2014 zahájila operaci Triton, do níž však již byly zapojeny i další země Evropské unie. Mezi kritiky operace patřila ve své době především Spojené království. Britská vláda tehdy oznámila, že záchranné operace povedou pouze k nárůstu počtu imigrantů, kteří budou chtít do Evropy vycestovat a usadit se zde. V té době se již vyprofilovala i tzv. Balkánská trasa, která vedla z Turecka přes Egejské moře a dále Řecko, Severní Makedonii, Srbsko, Maďarsko a Rakousko do Německa.
Mezi lety 2008 a 2013 nikdy nepřesáhl počet migrantů připlouvajících do Evropy 70 000 lidí za rok. V roce 2014 se tento trend změnil a po moři připlulo přes 200 000 nových migrantů. Většinu zbývající části žadatelů o azyl tvořili lidé z evropských států, které ale nejsou v EU, a také migranti, kteří se dostali do Evropy jiným způsobem.
| Rok                       | 2010    | 2011    | 2012    | 2013    | 2014    | 2015      |
| ------------------------- | ------- | ------- | ------- | ------- | ------- | --------- |
| Počet žádostí o azyl v EU | 260 000 | 302 000 | 319 000 | 435 000 | 626 000 | 1 256 000 |

## Vývoj krize v roce 2015

### Leden–duben 2015

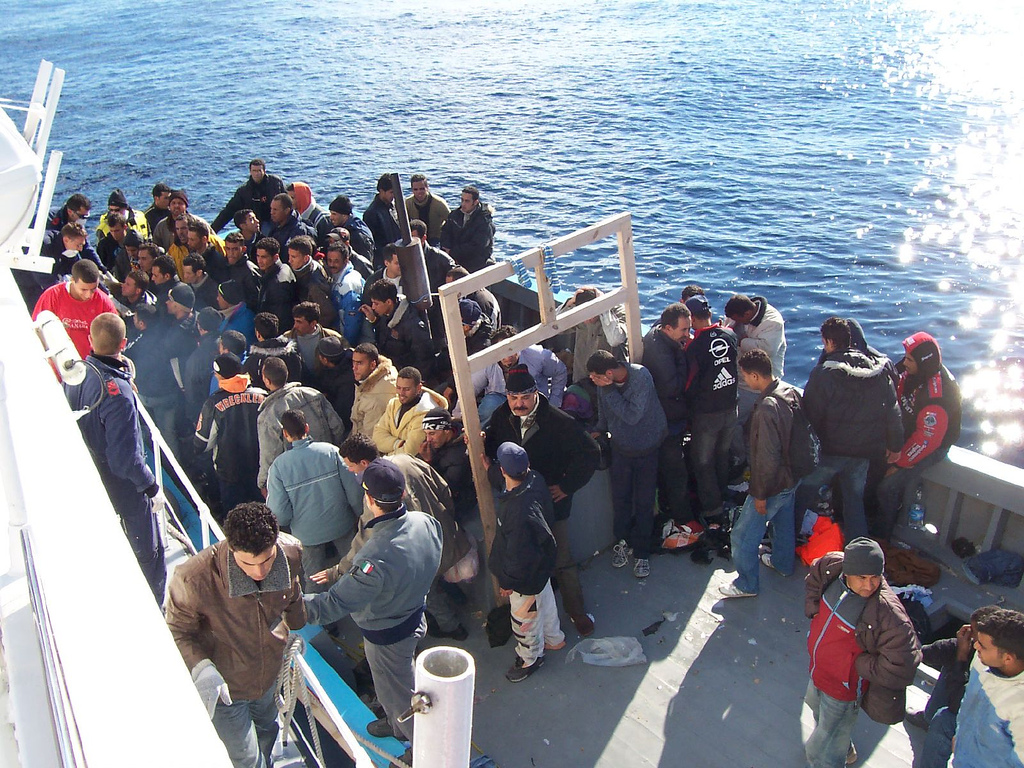
Imigranti z Afriky na ostrově Lampedusa

V prvních měsících roku 2015 byl počet migrantů mířících do Evropy oproti druhé polovině roku jen minimální. Během každého z prvních tří měsíců roku připlulo po moři do Evropy dle statistik OSN necelých 10 000 migrantů. V té době převažovala cesta ze severní Afriky, nejčastěji z Libye, přes Středozemní moře do Itálie, označovaná jako Středomořská trasa.
První tragickou událostí, spojovanou s počátkem migrační krize, bylo potopení lodi převážející migranty z Afriky do Evropy, ke kterému došlo dne 13. dubna 2015 a vyžádalo si přes 400 obětí. Dne 18. dubna došlo k potopení další lodi s migranty ve Středozemním moři, při kterém zemřelo až 800 běženců. V reakci na tyto události byl svolán mimořádný summit EU a o problematice se posléze začalo mluvit jako o Evropské migrační krizi.

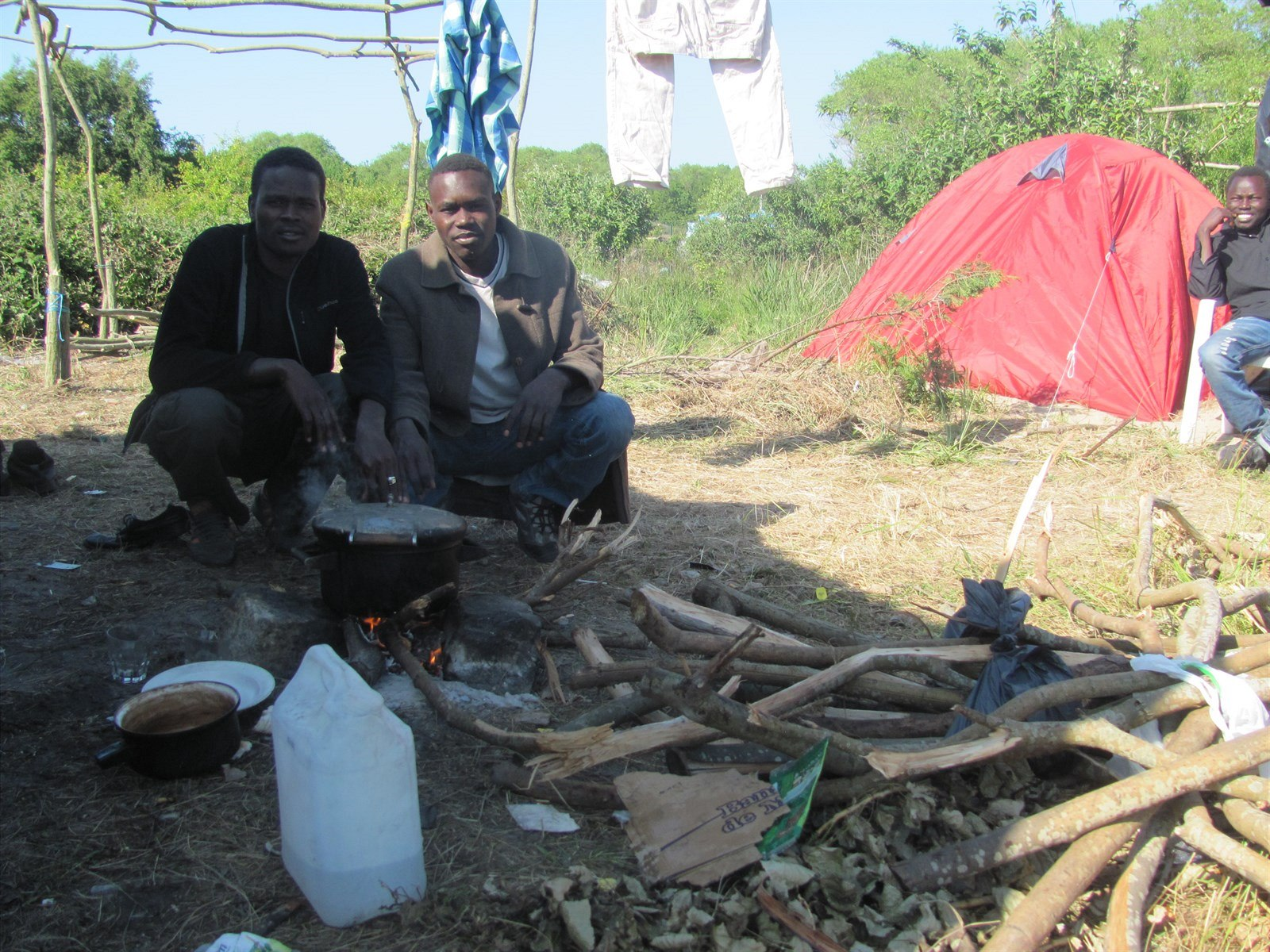
Súdánští migranti v táboře Džungle nedaleko Calais (červen 2015)

#### Vznik Balkánské trasy
Ve druhém čtvrtletí roku 2015 se začaly počty migrantů mířících do Evropy zvedat a do EU přicházelo kolem 40 000 migrantů za jediný měsíc. Nárůst byl patrný zejména na Balkánské trase, vedoucí přes Egejské moře a Balkán do střední a západní Evropy. V první polovině roku 2015 však velkou část migrantů na této trase tvořili obyvatelé Balkánského poloostrova, především kosovští Albánci, kteří se snažili uniknout před nevyhovující ekonomickou situací ve své zemi. Jejich vlna ale začala postupně opadávat v létě roku 2015, zejména díky tomu, že Kosovo je Německem považováno za bezpečnou zemi a velká většina azylových řízení tak pro žadatele nedopadne úspěšně. Nemalou roli sehrál i diplomatický tlak na kosovskou vládu a cílená informační kampaň. K běžencům z Kosova se připojovali také Romové ze Srbska. Od května 2015 však na Balkánské trase začali být dominantním faktorem především uprchlíci ze Sýrie, Afghánistánu a Pákistánu. Migranti v květnu 2015 obsadili bělehradský park Bristol, který se v srpnu 2015 změnil na stanové městečko.

### Květen–srpen 2015
V průběhu léta 2015 se uklidnilo Středozemní moře, což vedlo k zintenzivnění nelegálních přechodů evropských hranic. Počty ekonomických migrantů a uprchlíků se ukázaly být natolik výrazné, že začaly představovat nejprve administrativní problém (tj. jak rychle vyřídit žádost o azyl od všech žadatelů), později i bezpečnostní riziko (příliš mnoho neprověřených osob) a nakonec i dopravní problém (nedostatečná kapacita autobusové a vlakové dopravy). Některé evropské země, jako například Německo, Rakousko nebo Maďarsko, musely zpřísnit nebo i obnovit pohraniční kontroly na vnitřních hranicích mezi státy Schengenského prostoru kde jinak žádné hraniční kontroly nejsou. V červnu 2015 obsadily skupiny imigrantů italské město Ventimiglia na hranicí s Francií ve snaze překročit hranici, v čemž jim policie ale zabránila a jejich ležení nakonec vyklidila.

#### Krize v Calais

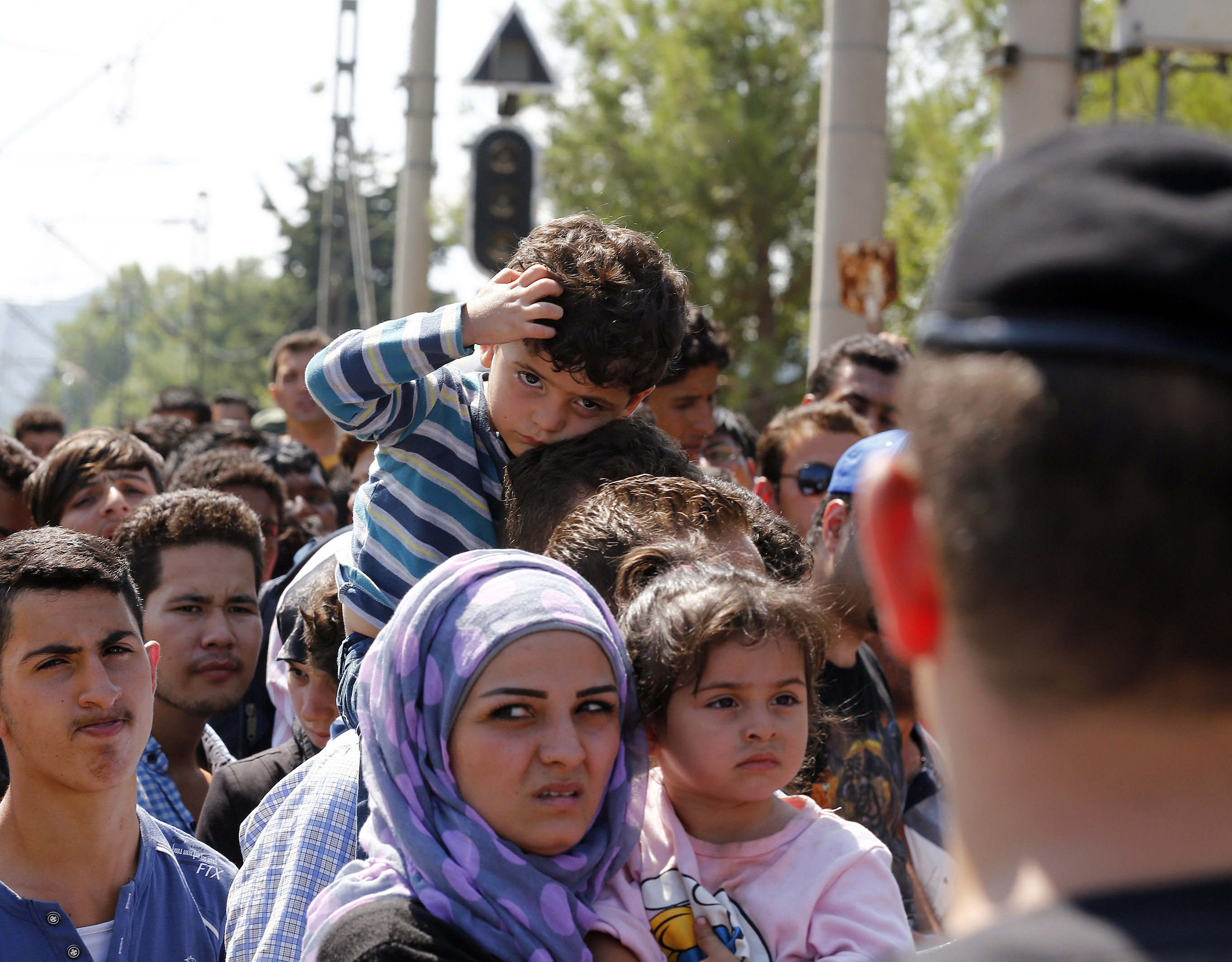
Uprchlíci na nádraží v Gevgeliji na hranici mezi Severní Makedonií a Řeckem při jejím krátkodobém uzavření

V květnu 2015 začali imigranti, kteří se chtěli dostat z France do Velké Británie, záměrně zpomalovat či zastavovat dopravu na dálničním přivaděči k přístavu v severofrancouzském městě Calais ve snaze dostat se do Velké Británie na korbách nákladních vozů a kamionů. Docházelo k hromadným brutálním útokům na řidiče těchto kamionů ze strany migrantů. Francouzská policie musela čelit kritice, že není dostatečně aktivní v boji proti těmto jevům. V červenci 2015 obsadili migranti logistický terminál v Coquelles a několikrát také skupiny čítající zpočátku několik stovek, později až 2 000 osob, v noci pronikly do Eurotunnelu, kde zastavily dopravu. Po rozsáhlých policejních akcích na přelomu července a srpna téhož roku se podařilo těmto událostem z velké části zabránit, logistický areál byl také oplocen a byly zavedeny početné hlídky. Početná komunita migrantů v jeho blízkosti mezitím již vybudovala samostatně fungující autonomní tábor, který dostal mediální přezdívku "Džungle". Počet migrantů žijících v něm se během léta a podzimu 2015 zvyšoval a začátkem roku 2016 v něm přebývalo až 5 000 lidí.

#### Policejní aktivity v Maďarsku a Severní Makedonii
Na přelomu června a července 2015 oznámila maďarská vláda plán na výstavbu pohraničního plotu na státní hranici se Srbskem ve snaze odklonit, příp. alespoň snížit počty ilegálních imigrantů, dostávající se do Maďarska ze Srbska tzv. Balkánskou migrační trasou. Zatímco v červenci dosahoval jejich počet 1 000-1 400 lidí denně, v závěru srpna téhož roku to již bylo kolem 3 000 osob denně. V Severní Makedonii dosáhl těchto čísel proud migrantů dne 21. srpna, což místní vláda vyhodnotila jako bezpečnostní riziko, uzavřela hranici s Řeckem a vyslala na hraniční čáru armádu. Cílem bylo regulovat příchod lidí na území Severní Makedonie tak, aby nedošlo k tlačenicím a zraněním. Policisté však museli nasadit sílu a imigranti je nakonec přetlačili. Dvoudenní uzavření hranice vytvořilo jednu rozsáhlou uprchlickou vlnu, která dorazila dne 1. září 2015 do Budapešti a obsadila blízké nádraží Keleti pályaudvar.

### Září 2015

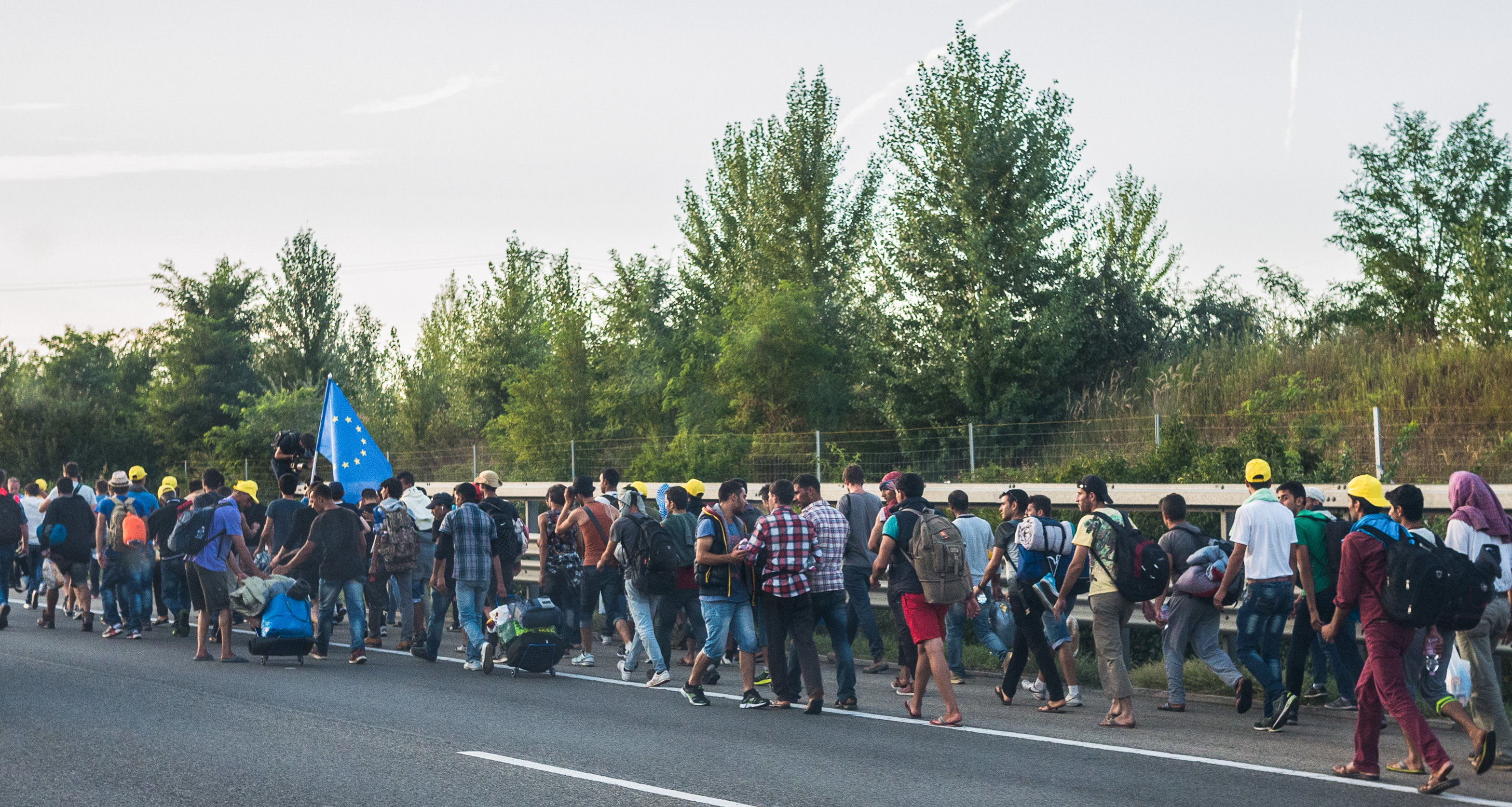
Pěší pochod uprchlíků v Maďarsku po dálnici M1 k Rakousku, označovaný jako tzv. pochod naděje

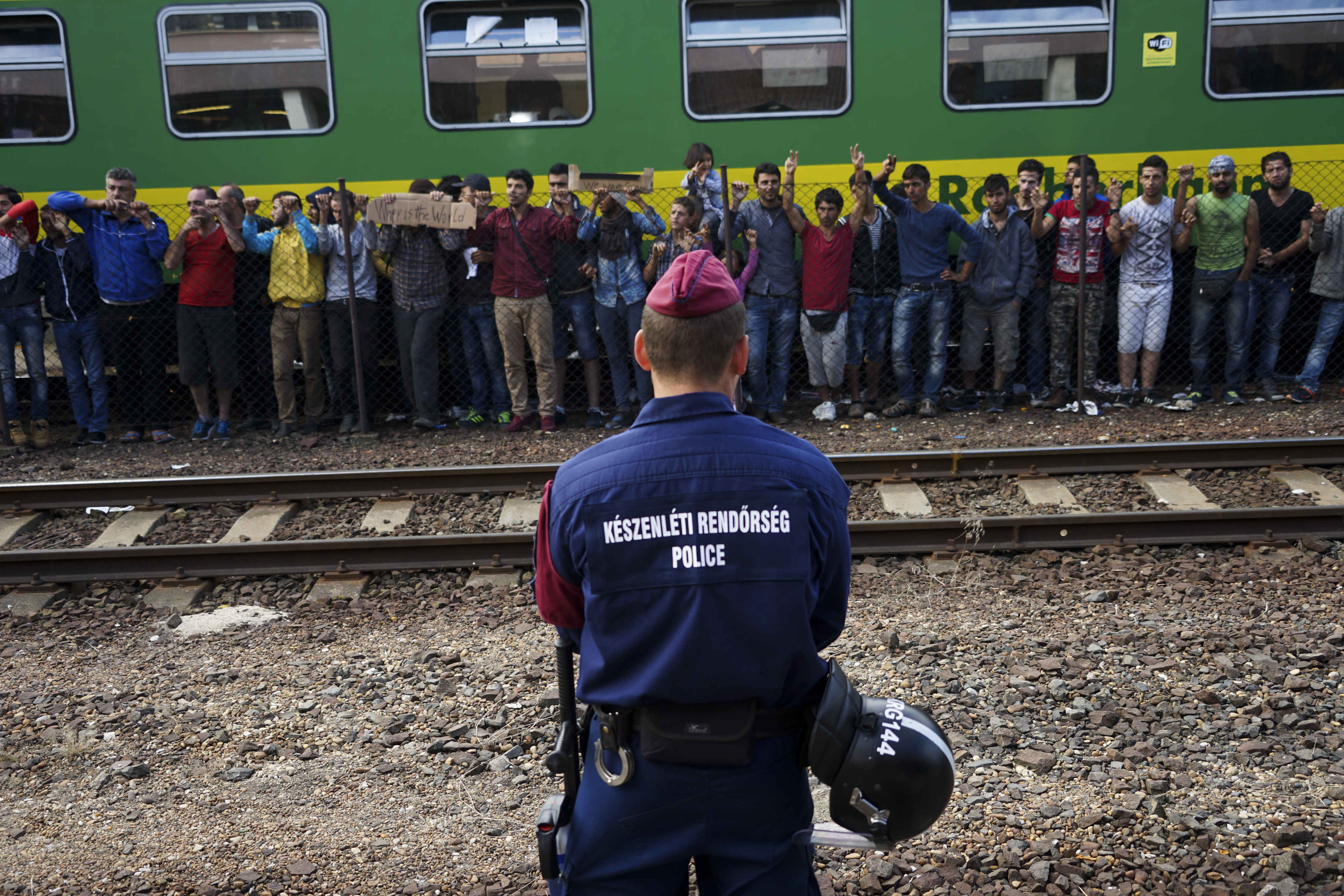
Zachycení imigranti u zastaveného vlaku v Maďarsku

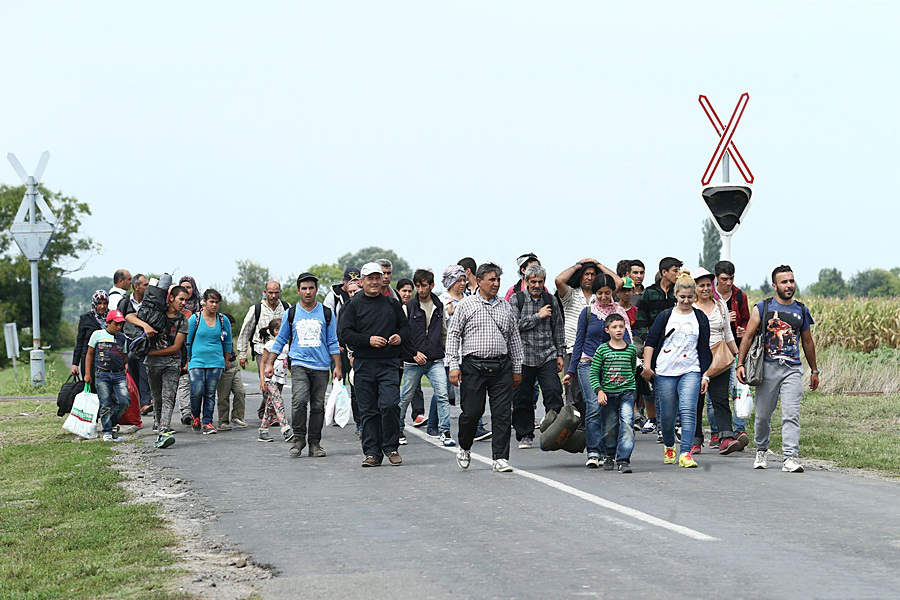
Migranti přecházející přes Maďarsko

V září došlo k nejvýraznějšímu nárůstu migrantů přicházejících do Evropy a migrační krize se tak dostala do centra pozornosti. Zatímco situace na Středomořské migrační trase se během září stabilizovala, Balkánská trasa zažívala stále vzrůstající nápor imigrantů. Dne 4. září se kvůli problematice nelegální migrace sešli v Praze na mimořádném jednání premiéři zemí Visegrádské čtyřky, kteří dlouhodobě prosazují tvrdší postup vůči imigrantům než Evropská unie. Téhož dne eskalovala situace v Maďarsku, kde se před Východním nádražím shromáždilo několik tisíc migrantů, kteří požadovali odjezd do Německa. Poté, co jim to nebylo umožněno, se vydali pěšky v podobě Pochodu naděje z Budapešti po dálnici M1 směrem na Vídeň ke 180 km vzdálené maďarsko-rakouské hranici. V Maďarsku byly také zřízeny záchytné tábory pro migranty, ze kterých ale migranti ve snaze dostat se do západní Evropy neustále utíkali, jako např. tábor v Röszke na hranici se Srbskem, který měl zachytit většinu lidí, nelegálně přicházejících do země z jihu. Dne 9. září Evropská komise představila nový návrh uprchlických kvót, k jehož schválení došlo koncem září (viz níže).
V polovině září přijíždělo do Německa denně kolem deseti tisíc migrantů a spolková země Bavorsko, která dlouhodobě kritizovala jednání jak celoněmecké vlády, tak i evropských institucí, neboť se cítila přetížená náporem imigrantů, se dostala za hranice svých maximálních kapacit. Německá vláda následně jednohlasně vyhlásila okamžité zavedení hraničních kontrol na německo-rakouské hranici, které pokračovalo i v roce 2016. Německo kvůli přílivu imigrantů také zrušilo plány na snižování daní a zároveň posílilo programy na pomoc nezaměstnaným. Rakousko povolalo na řešení krize armádu, která pomáhala s humanitární pomocí.

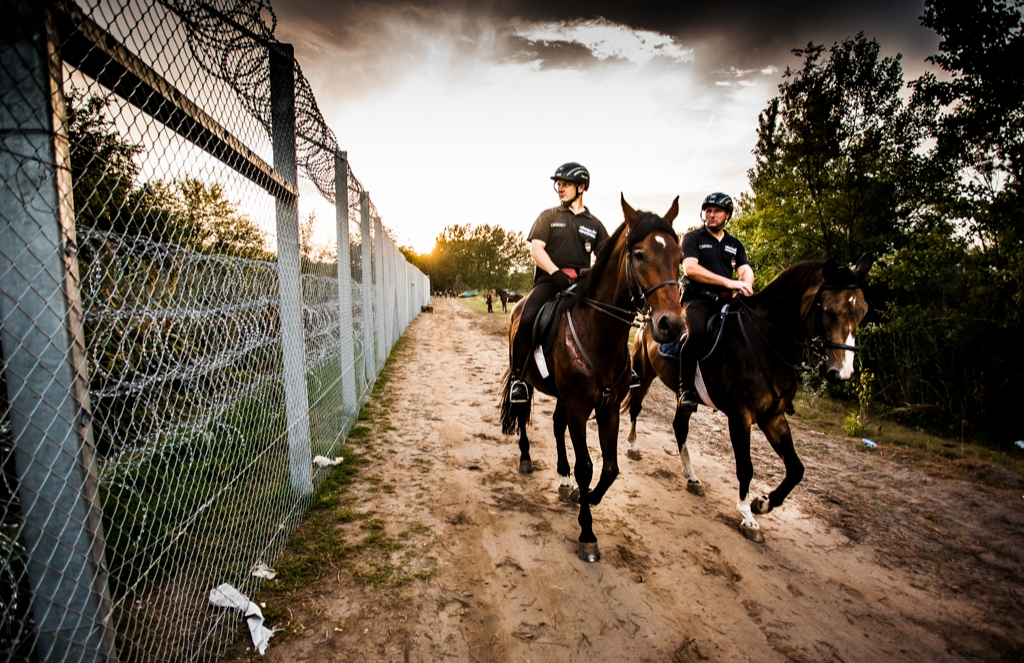
Plot na maďarsko-srbské hranici

Dne 15. září byla dokončena stavba maďarského pohraničního plotu na hranici se Srbskem a tím došlo k uzavření hranice. Od tohoto dne začal být v Maďarsku účinný i nový zákon, na základě kterého je překročení státní hranice bez platného schengenského víza trestný čin a na hranici byli vysláni také příslušníci policie a armády. Od 16. září začali migranti místo do Subotice u maďarských hranic mířit k městu Šid, které se nachází na hranici s Chorvatskem. Chorvatsko jim po registraci umožnilo volný průchod do západní Evropy. Během následujících dnů přicházelo do Chorvatska přes 9 tisíc migrantů denně, kvůli čemuž v příhraničních oblastech vznikl chaos, jelikož země nebyla na příchod takového množství lidí připravena. Migranti začali využívat chorvatské území jen pro vyhnutí se pohraničnímu plotu na hranicích Maďarska se Srbskem a dále pokračovali přes maďarské území. Dne 18. září začalo Chorvatsko vysílat autobusy s migranty k maďarským hranicím, čímž pobouřilo maďarskou vládu, protože se tím rapidně zvýšil počet migrantů v Maďarsku. Z tohoto důvodu maďarská vláda deklarovala výstavbu plotu o celkové délce 116 km ve dvou župách podél části hranice s Chorvatskem.

#### Schválení migračních kvót

Hlasování členských států EU pro kvóty na přerozdělení uprchlíků

Dne 22. září schválili ministři vnitra států Evropské unie kvóty na rozdělení migrantů mezi členské země EU. Proti návrhu hlasovali zástupci Česka, Slovenska, Maďarska a Rumunska, Finsko se zdrželo hlasování a ministři ostatních 23 unijních států s kvótami souhlasili. V roce 2015 mělo být přemístěno 66 000 osob z Itálie a Řecka. V rámci migračních kvót mělo Česko přijmout celkový počet 1 591 osob. Nadále zůstávala platná i první verze kvót transformovaná do takzvaně dobrovolného rozdělení 40 000 běženců z Itálie a Řecka, schválené v červnu roku 2015; v jeho rámci mělo Česko přijmout 1 100 migrantů z Itálie a Řecka (viz tabulka). Celkem tak měla Česká republika relokovat, ať už pomocí kvót či takzvaně "dobrovolně", 2 691 žadatelů o azyl, celkem 1 036 z Itálie a 1 655 z Řecka. V roce 2015 nebyl do Česka přemístěn žádný žadatel o azyl. V celé unii bylo za toto období relokováno pouze 259 migrantů, což je jen zlomek z původně plánovaných 106 000 lidí.
Dne 23. září tehdejší slovenský premiér Robert Fico oznámil, že Slovensko podává žalobu na Radu Evropské unie kvůli schválení kvót na přerozdělování běženců; podání žaloby o pár dní později oznámil i maďarský premiér Viktor Orbán. Česká vláda Bohuslava Sobotky se k Maďarsku a Slovensku nepřipojila. V Německu kvůli postoji k migrační krizi stále klesala popularita kancléřky Angely Merkelové, podle průzkumu měla podporu jen 38,5 % voličů, naopak popularita stoupala protiimigračním stranám. Koncem září Evropská komise oznámila, že na řešení migrační krize je vyčleněno v letech 2015 a 2016 celkem 1,7 miliardy eur.
| Podle:                         | Podle:                         | 1. verze kvót (červen 2015) | 1. verze kvót (červen 2015) | 2. verze kvót (září 2015) | 2. verze kvót (září 2015) | Celkem k přerozdělení z IT a EL | Celkem k přerozdělení z IT a EL | Relokace ze zemí mimo EU | Relokace ze zemí mimo EU |
| ------------------------------ | ------------------------------ | --------------------------- | --------------------------- | ------------------------- | ------------------------- | ------------------------------- | ------------------------------- | ------------------------ | ------------------------ |
| Celkem migrantů k přerozdělení | Celkem migrantů k přerozdělení | 40 000                      | 40 000                      | 66 000                    | 66 000                    | 106 000                         | 106 000                         | 20 000                   | 20 000                   |
| Z Itálie (IT)                  | Z Řecka (EL)                   | 24 000                      | 16 000                      | 15 600                    | 50 400                    | 39 600                          | 66 400                          | Z Jordánska a Iráku      | Z Jordánska a Iráku      |
| Celkem migrantů do Česka       | Celkem migrantů do Česka       | 1 100                       | 1 100                       | 1 591                     | 1 591                     | 2 691                           | 2 691                           | 400                      | 400                      |
| Z Itálie (IT)                  | Z Řecka (EL)                   | 660                         | 440                         | 376                       | 1 215                     | 1 036                           | 1 655                           | V letech 2015 – 2017     | V letech 2015 – 2017     |

V září připlulo podle údajů agentury Frontex do Evropy 168 000 imigrantů, dle Organizace spojených národů jich bylo 163 500. Tento vysoký počet vytvořil nový rekord, který byl ale následující měsíc překonán.

### Říjen 2015

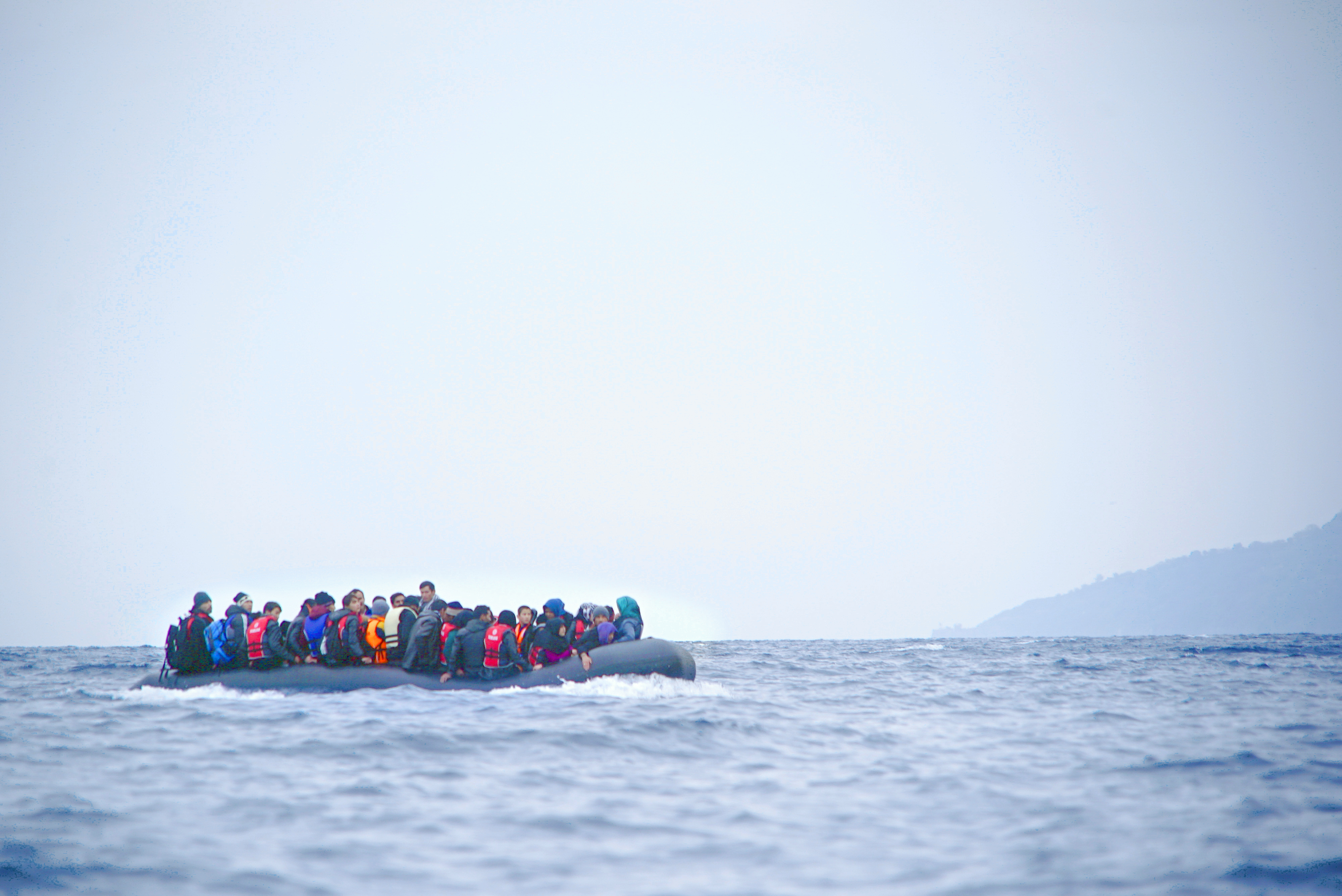
Imigranti míří v gumovém člunu přes Egejské moře na ostrov Lesbos

V říjnu dosahoval migrační proud vůbec nejvyšších rozměrů za celý rok 2015. Během října došlo k definitivnímu přesunu Balkánské migrační trasy z území Maďarska do Chorvatska a Slovinska. Probíhala také jednání mezi vysokými zástupci Turecka a Evropské unie o zastavení migrační krize, vůbec poprvé padl návrh finanční pomoci Turecku na vypořádání se s náporem syrských uprchlíků. V polovině října bylo schváleno poskytnutí pomoci v hodnotě 3 miliardy eur (81 miliard Kč) Turecku, což bylo některými politiky kritizováno. Někteří zástupci EU i jednotlivých členských států vyjádřili své obavy nad zhoršením migrační situace v Evropě kvůli zapojení Ruska do konfliktu v Sýrii, jehož údery mířily jak proti Islámskému státu, tak i proti ostatním odpůrcům vlády Bašára al-Asada, označovaným jako umírněná opozice. Dne 9. října odletěla první skupina Eritrejců z Itálie do Švédska v rámci v září schválených kvót na přerozdělování běženců. Dne 14. října začalo 21 vyslaných českých vojáků a ženijní technika v Maďarsku pomáhat se zvládáním migrační krize, o uvolnění 50 policistů do Maďarska rozhodlo také Slovensko.

#### Uzavření hranice mezi Maďarskem a Chorvatskem a jeho důsledky

Schengenský prostor, země plně zapojené (modře) a částečně zapojené (žlutě)

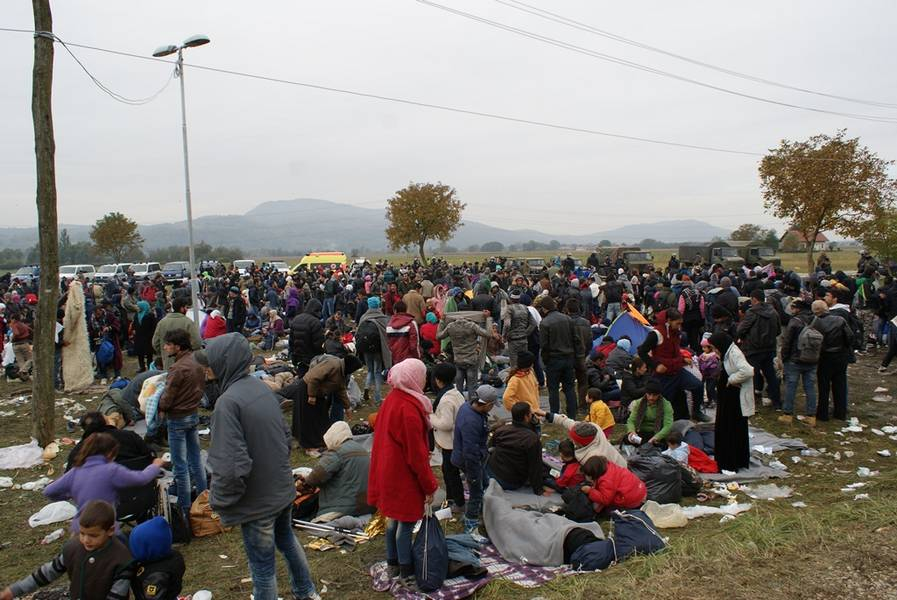
Migranti nedaleko slovinsko-rakouských hranic

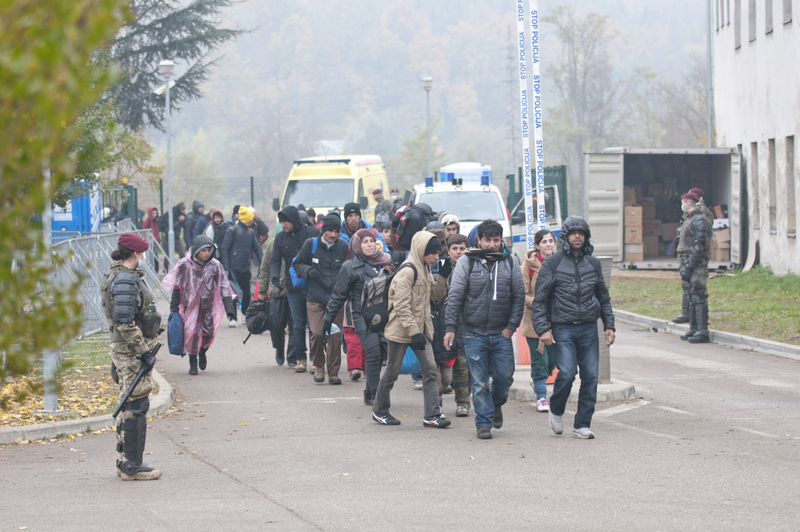
Běženci ve střední Evropě na podzim 2015

Dne 15. října byl dokončen maďarský pohraniční plot od řeky Dunaje až po Drávu, kudy vede pozemní hranice mezi Chorvatskem a Maďarskem. Od 17. října poté byla uzavřena chorvatsko-maďarská hranice pro migranty; Maďarsko přestalo přijímat chorvatské autobusy s běženci a na několik dnů byly uzavřeny i všechny maďarsko-chorvatské silniční hraniční přechody. Chorvatsko z tohoto důvodu začalo odklánět imigranty do Slovinska; došlo k přesměrování Balkánské trasy, která přes území Chorvatska vedla z Tovarniku a tábora Opatovac přes Čakovec, Macelj a Mursko Središće na území Slovinska. Uprchlíci byli na chorvatsko-slovinské hranici registrováni a poté pokračovali dále na západ. Tehdejší slovinský premiér Miro Cerar téhož dne oznámil nasazení armády na vypořádání se s migrační krizí.

Každý den od poloviny října přicházelo do Slovinska přes 8 000 migrantů, kteří dále pokračovali do Rakouska. Slovinská vláda se k průchodu migrantů stavěla kritičtěji než vláda Chorvatska, která se stala terčem kritiky slovinských představitelů. Vlivem výstavby maďarského pohraničního plotu došlo k diplomatickému konfliktu také mezi Maďarskem a Chorvatskem. Dne 28. října tehdejší slovinský premiér Miro Cerar oznámil záměr na výstavbu plotu na hranici s Chorvatskem a v listopadu Slovinsko také s výstavbou plotu začalo.

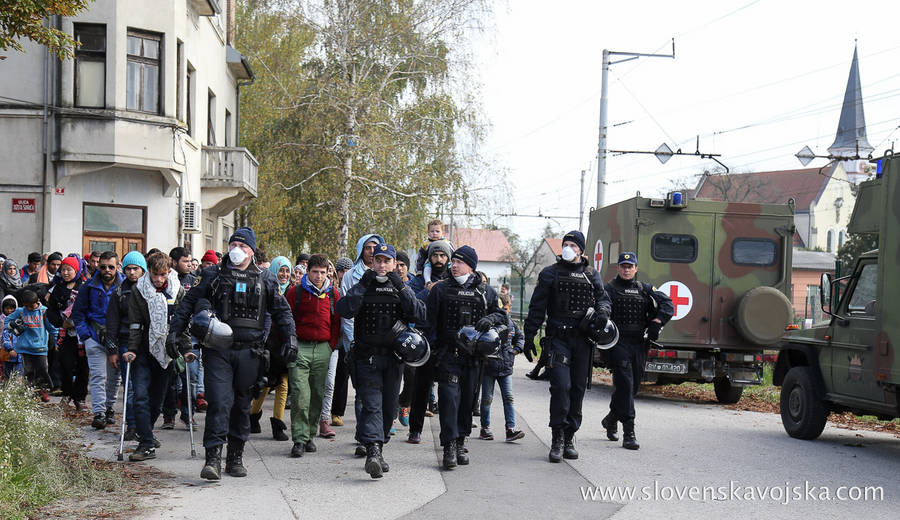
Ve Slovinsku byla k migrační krizi povolána armáda

Problémy s nelegálním překračováním hranice mělo Norsko, kam se přes společnou rusko-norskou hranici dostávaly stovky migrantů po takzvané arktické migrační cestě. Nejvíce migrantů za celý rok 2015 připlouvalo do Řecka v druhé polovině října; příčinou tohoto vzestupu bylo blížící se zimní období. Počet migrantů ve stanovém táboře v Calais překročil v říjnu hranici 6 000 osob a několikrát v průběhu října musel být uzavřen Eurotunnel poté, co do něj na francouzské straně pronikly stovky migrantů. Chorvatsko oznámilo, že od poloviny září, kdy byla přesměrována Balkánská migrační trasa do Chorvatska, do poloviny října prošlo touto zemí 220 000 osob.
Rakousko oznámilo záměr vybudovat na části rakousko-slovinské hranice pohraniční bariéru. V závěru října začal počet imigrantů připlouvajících do Řecka mírně klesat, stále se ovšem jednalo o tisíce lidí denně. Evropská unie také rozhodla o navýšení humanitární pomoci do uprchlických táborů v Jordánsku, odkud přicházela část běženců, o dalších 28 mld. Eur (přes 750 mil. Kč); záměr poskytnout Jordánsku humanitární pomoc v hodnotě 100 mil. Kč v roce 2016 již dříve oznámila česká vláda.
Za říjen 2015 do Evropy připlulo po moři dle agentury Frontex 218 000 přistěhovalců, podle OSN dokonce 221 500 běženců, což bylo více než za celý rok 2014. Drtivá většina z nich, asi 190 000 uprchlíků, vstoupilo do EU přes Řecko Balkánskou trasou.

### Listopad 2015

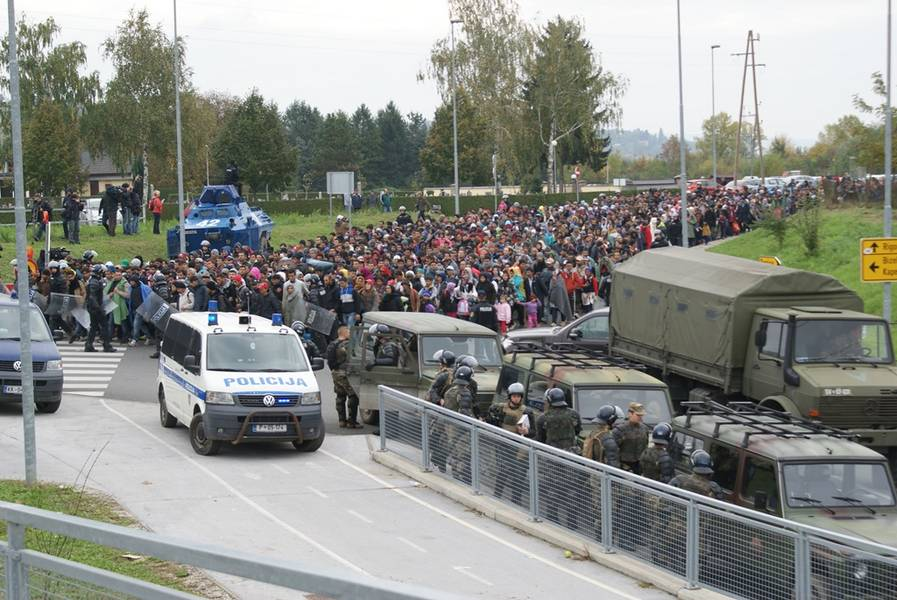
Do Slovinska přicházelo v polovině října každý den téměř 10 000 imigrantů

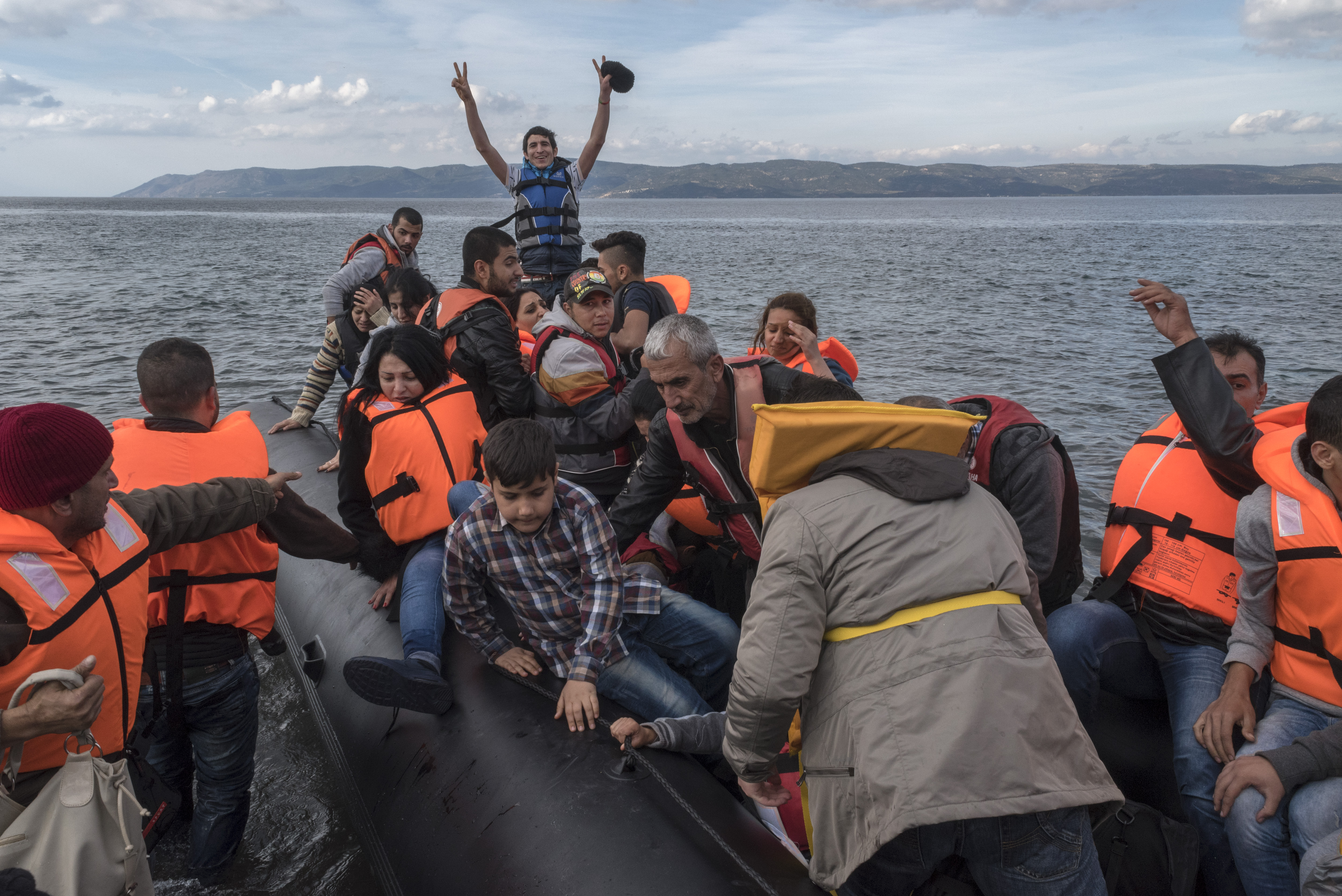
Migranti na Balkánské migrační trase, Řecko

V listopadu došlo k poklesu počtu příchozích migrantů kvůli začínajícímu zimnímu období v Evropě, pokles byl ale nižší, než bylo očekáváno. Důvodem byla jednak obava z blížící se zimy, jednak špatná situace v uprchlických táborech zemí Blízkého východu a v Turecku. Většina migrantů na Balkánské trase v průběhu měsíce listopadu cestovala z řecké Soluně přes severomakedonská hraniční města Gevgelija a Tabanovce do srbského Preševa a odtud dále na sever. Chorvatská vláda vyřešila špatné podmínky na srbsko-chorvatském hraničním přechodu otevřením nového záchytného tábora ve Slavonském Brodu a vypravováním mimořádných vlaků do Slovinska. Evropská unie začala v malé míře uplatňovat migrační kvóty. Pod tlakem uprchlické krize se některé evropské země rozhodly zpřísnit pravidla pro azylovou politiku, především Německo, Rakousko a Švédsko. Dne 9. listopadu kvůli vážné situaci ve Slovinsku začalo 20 policistů a 27 vojáků z Česka pomáhat s registracemi migrantů přicházejících do této země, jejíž vláda o to kvůli kritické situaci v okolí slovinsko-chorvatských hranic požádala.
Teroristické útoky v Paříži, při nichž bylo 13. listopadu 2015 zabito 130 lidí a dalších více než 350 jich bylo zraněno, zdůraznily bezpečnostní rizika migrační krize, která se potvrdila zejména po zjištění, že se na útocích podíleli lidé, kteří přišli jako migranti přes Řecko. Nová polská vláda Beaty Szydłové v reakci na to deklarovala, že nebude respektovat rozhodnutí EU o kvótách a žádné migranty k přerozdělení nepřijme. Tehdejší předseda Evropské komise Jean-Claude Juncker se soustředil spíše na varování, aby tyto obavy nepřerostly v zaujatost proti migrantům. Naproti tomu celá řada politiků začala zdůrazňovat bezpečnostní rizika krize, nutnost masovou imigraci omezit a obnovit bezpečnost.

#### Postupné uzavírání hranic

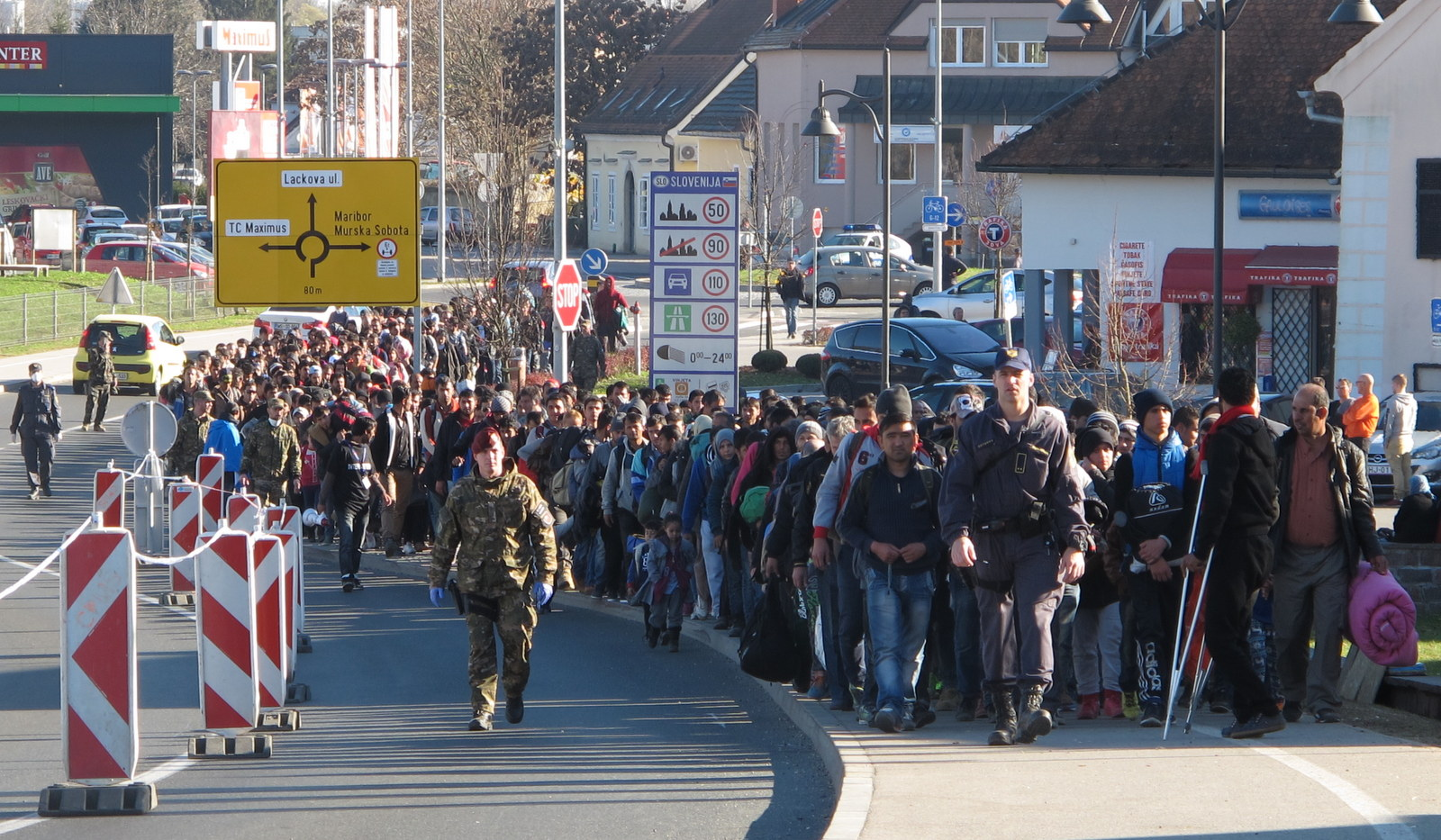
Slovinsko-rakouské hranice, listopad 2015

Dne 11. listopadu rozhodla německá vláda, že z důvodu naplněných uprchlických kapacit se vrátí k dodržování dublinské úmluvy a bude vracet příchozí ekonomické migranty bez práva na azyl do zemí, odkud přišli do EU tak, jak to úmluva stanovuje. Švédsko se rozhodlo pod vlivem velmi vysokého počtu nově příchozích imigrantů zavést od 12. listopadu hraniční kontroly na společné hranici s Dánskem a v přístavech, kam připlouvají lodě z Německa. V souvislosti s teroristickými útoky v Paříži, ke kterým došlo jen den po zavedení hraničních kontrol, byla jejich platnost prodloužena až do neurčita a tamní vláda také rozhodla o zpřísnění imigrační politiky.

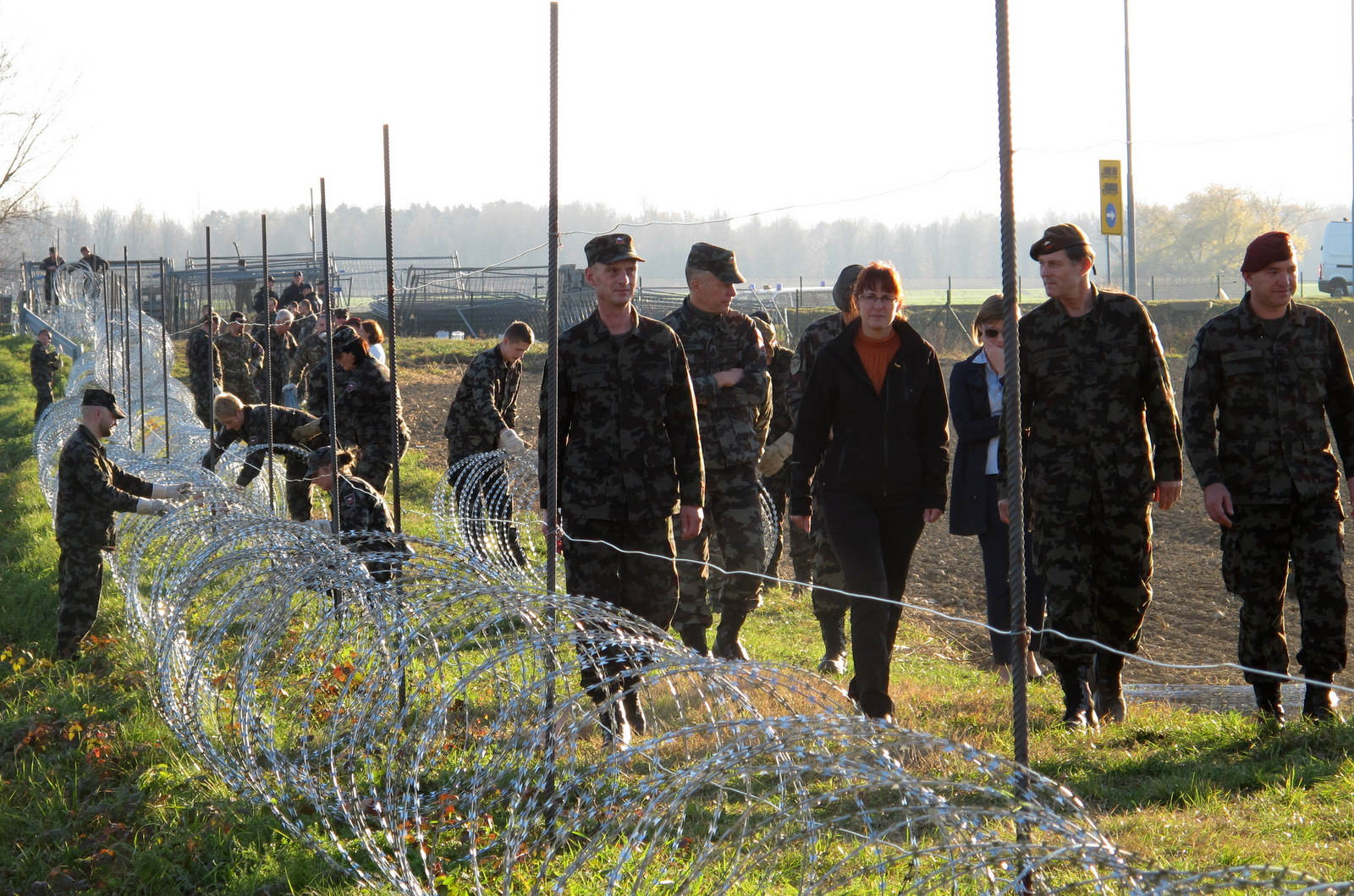
Výstavba plotu na slovinsko-chorvatské hranici

Kvůli změně vstřícného přístupu německé vlády k nově příchozím migrantům začala slovinská armáda dne 11. listopadu budovat pohraniční plot na části společné hranici s Chorvatskem. Plot, který měl sloužit k usměrnění proudu migrantů na vybrané hraniční přechody, měl měřit po dokončení první fáze výstavby cca 80 km. Za první měsíc od přesměrování hlavní migrační trasy do Slovinska (od poloviny října do poloviny listopadu 2015) prošlo touto zemí přes 180 000 běženců. Dne 13. listopadu začalo s výstavbou pohraničního plotu pro usměrnění migrantů v plánované délce jen 3,7 kilometrů také Rakousko; cílem plotu bylo nasměrovat migranty k vybraným hraničním přechodům.
V maltské metropoli La Valetta se mezitím uskutečnil mimořádný summit Evropské unie s cílem krizovou situaci řešit, zástupci členských států se již poněkolikáté shodli na nutnosti lepší ochrany vnější hranice Schengenského prostoru a fungující návratové politiky. Ve druhé polovině listopadu začaly ozbrojené složky Severní Makedonie vpouštět na území státu jen Syřany, Iráčany a Afghánce. Dne 28. listopadu 2015 pak Severní Makedonie zahájila výstavbu pohraničního plotu na části své jižní hranici s Řeckem, což vedlo ke zvýšení koncentrace především ekonomických migrantů na řeckém území a k opakovaným střetům s policií.
V závěru listopadu začala migrační vlna slábnout, což bylo jednou z příčin sníženého počtu nově přicházejících běženců do Evropy oproti říjnu, kdy byl jejich počet rekordní. V listopadu 2015 připlulo do Evropy dle údajů OSN 155 000 imigrantů.

### Prosinec 2015

Migranti připlouvající na řecký ostrov Lesbos, v pozadí Turecko

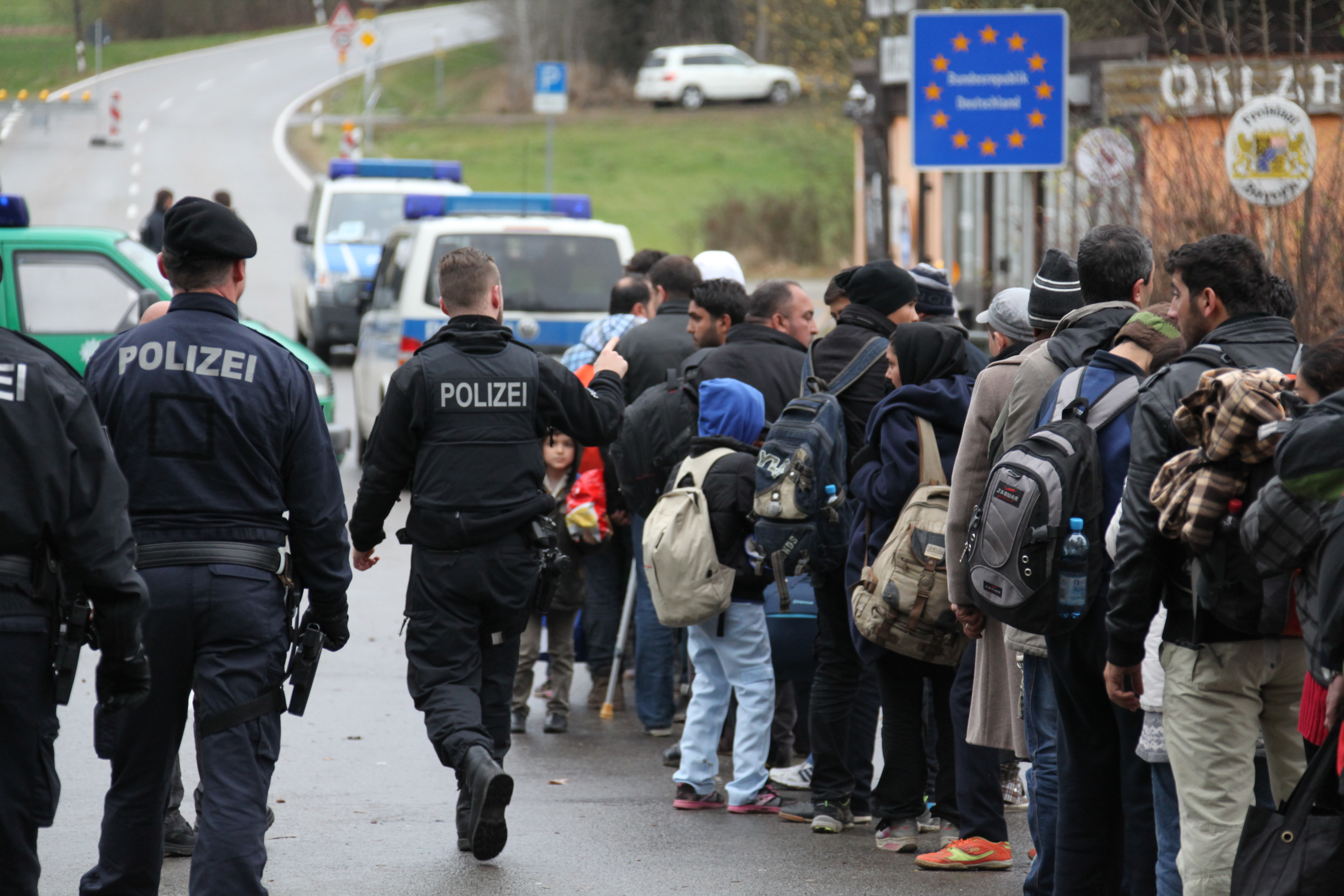
Imigranti čekající na registraci na rakousko-německé hranici

V prosinci nedosahoval migrační proud takových rozměrů, jako v předcházejících měsících. Migrační tok po Středomořské migrační trase byl stejně jako v listopadu výrazně nižší oproti Balkánské trase, po které přicházela většina běženců. V prosinci přicházelo do Evropy v průměru více než 4 000 imigrantů každý den, do samotného Německa v tomto období mířilo kolem 3 000 běženců každý den. Dle údajů UNHCR se ve Středozemním a Egejském moři během roku utopilo až 3 770 běženců. Ačkoliv se jedná o vysoké číslo, v porovnání s meziročním nárůstem migrantů připlouvajících do Evropy je to téměř padesátiprocentní pokles.
Dne 2. prosince Slovensko oficiálně podalo již dříve avizovanou žalobu k Evropskému soudnímu dvoru na systém kvót pro přerozdělování migrantů a o den později podniklo stejný krok oficiálně i Maďarsko. Na začátku prosince vzrůstalo napětí na hranici mezi Řeckem a Severní Makedonií, kde se nahromadily téměř 2 000 přistěhovalců, kterým bezpečností složky Severní Makedonie zamezily v nelegálním vstupu do země. Situace se zlepšila poté, co byli migranti odvezeni do Atén, kde mohli požádat o azyl. Německé úřady nezvládaly vyhošťovat ekonomické migranty ani přijímat žádosti o azyl, což vedlo k nespokojenosti a frustraci mezi imigranty a nepokojům v některých azylových centrech.

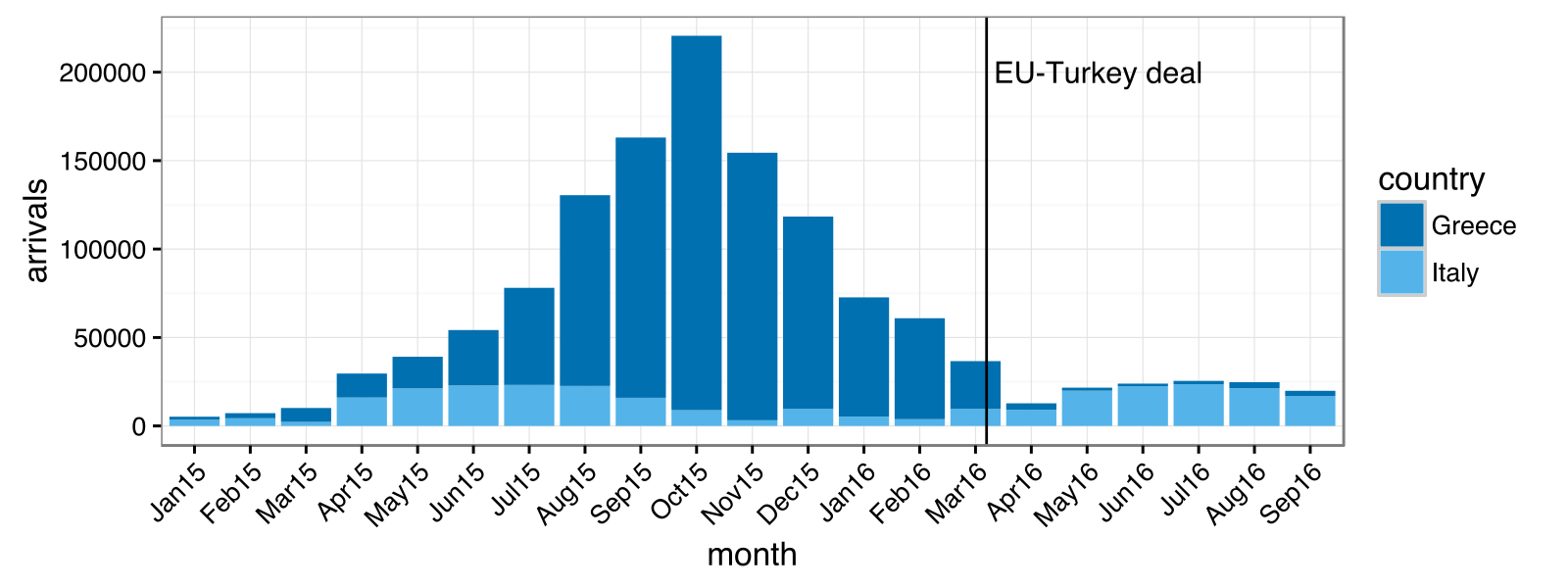
Počet imigrantů za rok 2015 v Řecku (zeleně) a Itálii (oranžově) dle UNHCR

V reakci na teroristické útoky v Paříži představilo několik západoevropských států plán na vznik takzvaného Minischengenu, který měl zahrnovat jen 5 západoevropských zemí – Německo, Rakousko, Nizozemsko, Belgii a Lucembursko. Premiéři států Visegrádské čtyřky i některých dalších států jednohlasně tento kontroverzní návrh označili za nepřijatelný.
V polovině prosince byl jako součást tzv. 3. implementačního balíčku EK na řešení migrační krize oznámen záměr vzniku společné evropské pohraniční a pobřežní stráže s rozšířenějšími pravomocemi, než má agentura Frontex. Ochranu vnější schengenské hranice by podle něj mělo posílit 1 500 pohraničníků; někteří analytici tento počet vzhledem k celkové délce hranic označili jako nedostatečný. Návrh podporovala velká většina představitelů členských států Evropské unie, vč. premiéra ČR Bohuslava Sobotky, naopak kritici plánu poukazovali zejména na to, že by pohraniční a pobřežní stráž mohla zasahovat na území členského státu i bez jeho souhlasu. Zástupci EU přiznali, že přerozdělování migrantů nefunguje: v průběhu celého roku 2015 bylo relokováno, jak pomocí kvót, tak na dobrovolné bázi, pouze 259 osob (177 z Itálie a 82 z Řecka) z celkem plánovaných 160 000.
V posledním měsíci roku 2015 byl migrační proud v porovnání s předchozími měsíci slabší a dosahoval podobných hodnot jako v létě. V prosinci 2015 připlulo do Evropy dle údajů Organizace spojených národů 119 000 migrantů.
Za celý rok 2015 připlulo k evropským břehům podle OSN 1 015 078 migrantů. Nejvyšších počtů dosahoval migrační tok mezi zářím a listopadem 2015.
| Měsíc roku 2015            | Leden | Únor  | Březen | Duben  | Květen | Červen | Červenec | Srpen   | Září    | Říjen   | Listopad | Prosinec | Celkem za rok 2015 |
| -------------------------- | ----- | ----- | ------ | ------ | ------ | ------ | -------- | ------- | ------- | ------- | -------- | -------- | ------------------ |
| Počet připluvších migrantů | 5 600 | 7 300 | 10 400 | 29 900 | 39 600 | 54 600 | 78 400   | 130 800 | 164 000 | 221 000 | 155 000  | 119 000  | 1 015 078          |

Dle údajů evropského statistického úřadu Eurostat požádalo o azyl v zemích Evropské unie za rok 2015 celkem 1 255 640 imigrantů. Jedná se o více než dvojnásobný nárůst oproti roku 2014, kdy v EU žádalo o azyl necelých 626 000 osob. Je to také vyšší údaj než počet migrantů, kteří připluli do Itálie a Řecka, jelikož část žadatelů o azyl tvoří i občané balkánských států a také přistěhovalci, kteří se do EU dostali jiným způsobem.

## Vývoj krize v roce 2016

### Leden 2016

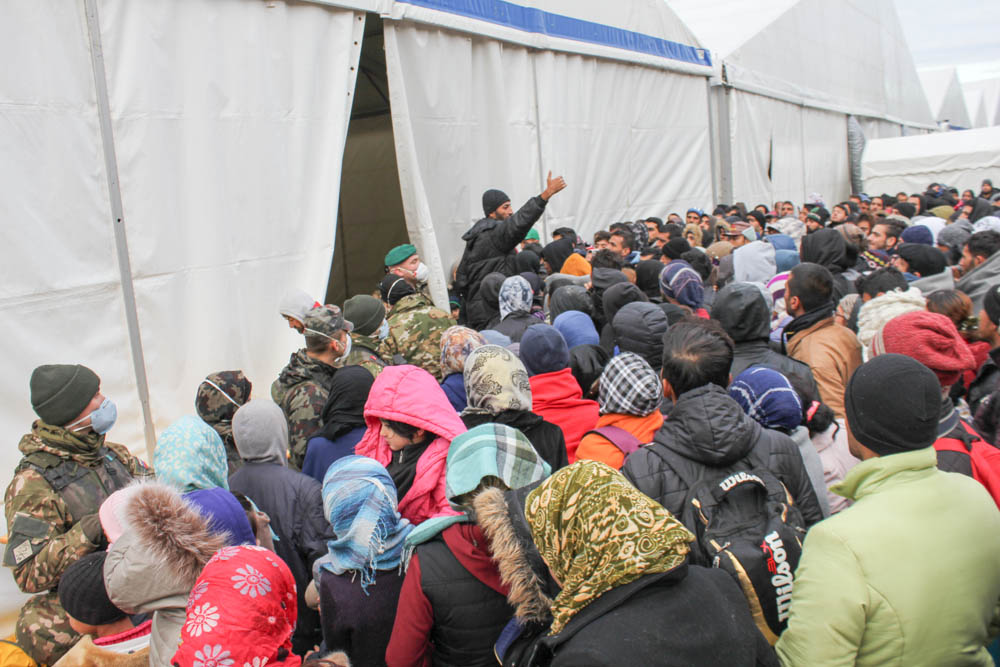
Tábor u města Šentilj v Slovenskih Goricah na slovinsko-rakouské hranici

Během ledna 2016 sice počet příchozích ekonomických migrantů a uprchlíků do Evropy poklesl, do samotného Německa však přicházelo stále nejméně okolo tisíce lidí denně. Od 1. ledna roku 2016 zpřísnilo Německo prověřování žadatelů o azyl ze Sýrie, Iráku a Eritreje, pro které do té doby platily zjednodušené podmínky řízení. Jednotlivé evropské země i nadále zdůrazňovaly potřebu společného politického řešení krize.
Silvestrovské sexuální útoky přistěhovalců v mnoha evropských městech, ke kterým došlo na přelomu prosince 2015 a ledna 2016, však i nadále pomohly k polarizaci evropské společnosti. Bezpečnostní složky se zdráhaly zveřejnit informace, že za útoky stáli imigranti ze zemí severní Afriky i Blízkého východu; vyšetřování pak ukázalo, že velká část z nich přišla do Německa během roku 2015 jako žadatelé o azyl. Tato událost značně ovlivnila veřejné mínění v Německu i dalších západoevropských zemích. Dne 28. ledna v reakci tyto události Německo rozhodlo, že Alžírsko, Tunisko a Maroko jsou nově považovány za tzv. bezpečné země.

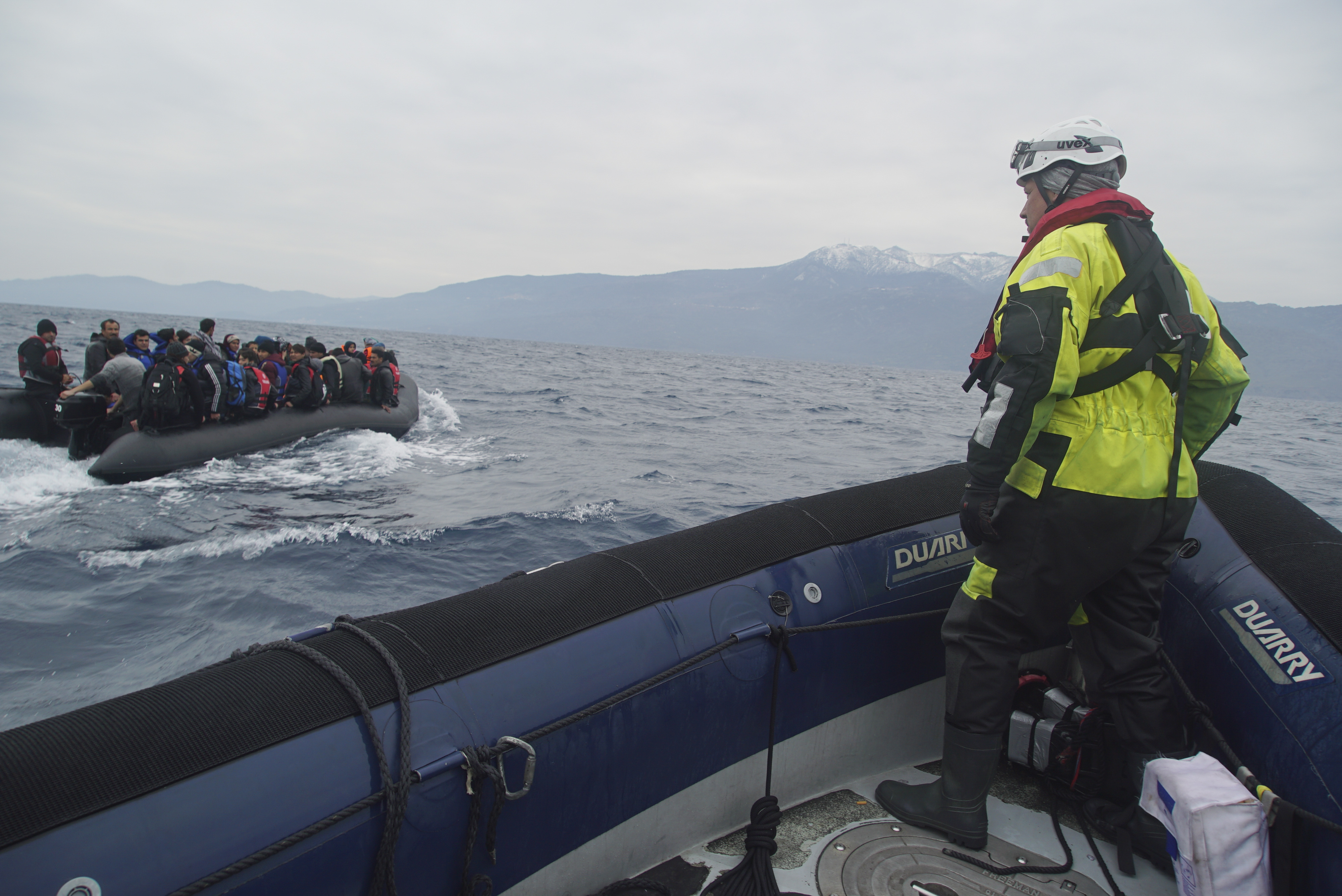
Migranti v Egejském moři jsou po záchraně převáženi do Řecka

Dne 15. ledna stanovilo Rakousko limit přijímaných uprchlíků v roce 2016 na 37 500 lidí a do poloviny roku 2019 maximálně 127 500 osob; co se bude dít v případě naplnění tohoto limitu nebylo upřesněno. V lednu 2016 padlo rozhodnutí, že neúspěšní žadatelé o azyl ve Švédsku a Finsku budou z obou zemí deportováni dle platných zákonů a mezinárodních smluv, jež byly v průběhu krize kvůli velkému množství žadatelů o azyl porušovány. Česká vláda souhlasila s plánem na vznik společné evropské pohraniční a pobřežní stráže. V závěru ledna do České republiky přiletělo prvních 32 křesťanských uprchlíků z Iráku a Libanonu z celkem plánovaných 153 lidí.
Evropští političtí představitelé v souvislosti s vývojem okolo migrační krize vyzvali k urychlenému řešení ve snaze zachránit samotnou ideu Schengenského prostoru a EU. Z nejvyšších pater evropské politiky se ozývaly apely, podle kterých hrozil rozpad jednotné Evropy do několika měsíců. Kvůli nedodržování závazků ze strany Řecka ohledně ochrany vnější hranice Schengenského prostoru zvýšili představitelé EU diplomatický tlak na řeckou vládu a objevovaly se i návrhy na jeho vyloučení ze Schengenského prostoru. V tomto případě se čeští političtí představitelé podobně jako celá Visegrádská skupina postavili za myšlenku vybudování záložní linie, kterou by představovala Albánsko-řecká hranice, Severomakedonsko-řecká hranice a Bulharsko-řecká hranice.
Podle OSN připlulo v lednu 2016 do Evropy přes 73 000 migrantů, což je oproti lednu 2015, kdy jejich počet činil jen 5 500 lidí, meziročně 14 krát více.

### Únor 2016

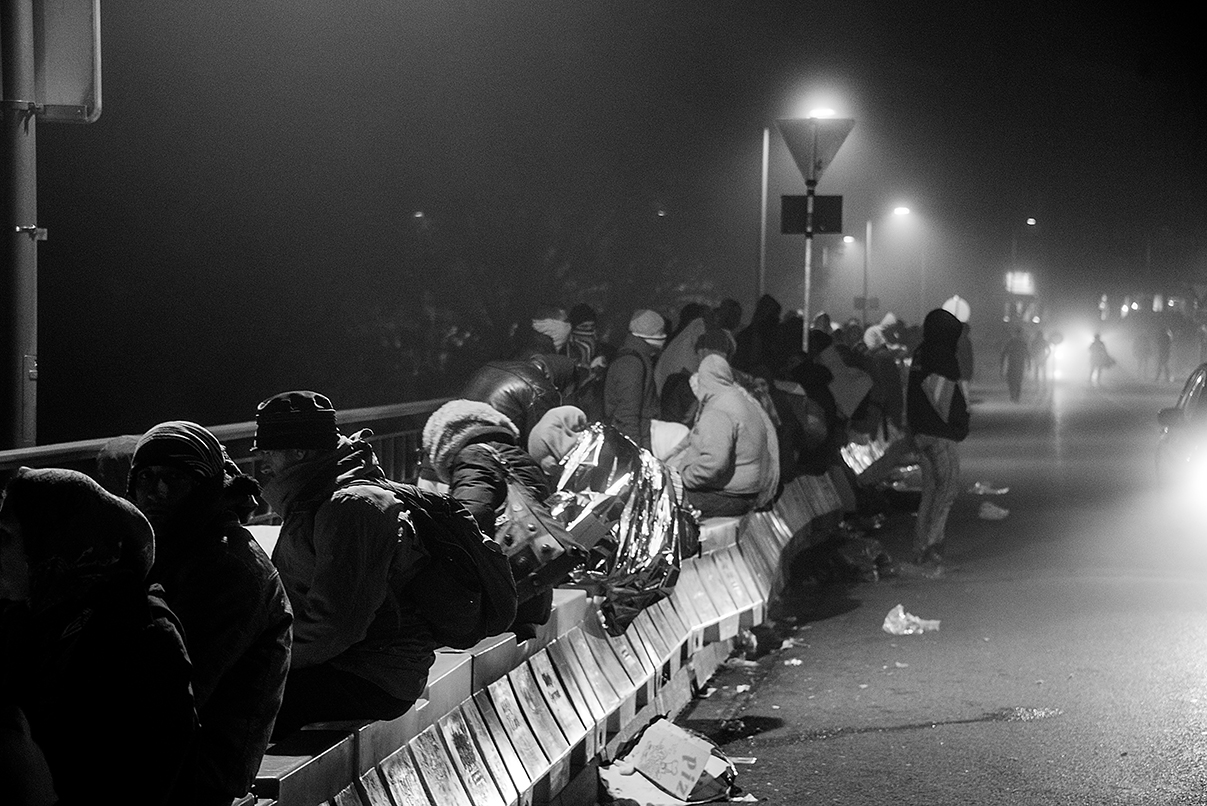
Migranti čekající na vstup do Německa

V únoru pokračovaly politické protesty evropského obyvatelstva proti příchodům imigrantů. Jejich počet na počátku měsíců sice poněkud poklesl, ke konci měsíce února však začaly zaznamenávat řečtí záchranáři opět vzestupný trend v počtu přicházejících migrantů přes Egejské moře. Dne 7. února 2016 se v Praze uskutečnila rozsáhlá demonstrace pro a proti imigraci, kdy početně měli navrch odpůrci migrace. Bezpečnostní situace byla během demonstrace vyhrocená; česká policie musela nasadit těžkooděnce a uzavřít několik ulic na pražských Hradčanech, aby nedošlo ke střetům mezi oběma tábory. K házení předmětů a provokacím došlo nicméně jen v jediném případu. K protestům a střetům mezi zastánci a odpůrci migrace došlo i v dalších evropských zemích, především v Německu a ve Švédsku.
Dne 3. února začalo 27 českých policistů střežit vnější schengenskou hranici v Severní Makedonii. V závěru měsíce února se rozhodli političtí představitelé Severní Makedonie uzavřít hranici s Řeckem pro příchozí z Afghánistánu. 22. února čekalo na hranici za pohraničním plotem přes 2000 lidí, což přimělo řeckou vládu vyvinou diplomatický tlak na představitele ve Skopje, aby hranici okamžitě otevřeli. Jen o několik dní dříve však pro Afghánce uzavřelo svoji hranici také Srbsko, které zpět z Miratovců vrátilo do Tabanovců na území Severní Makedonie asi 200 lidí.
V téže době rovněž zaznamenala maďarská pohraniční policie vzrůstající trend průniků uprchlíků a migrantů na území Maďarska, a to buď přes pohraniční plot, nebo přes společnou hranici s Rumunskem.
Ve Francii byl mezitím uprchlický tábor Džungle nahrazen několika mobilními buňkami, kde by pro uprchlíky byly zajištěny alespoň základní hygienické potřeby. Francouzské úřady následně několikrát pohrozily vyklizením a likvidací tábora; uprchlíci se však v řadě případů přemístili jen do okolních vesnic, kde zakládali tábory nové.

### Březen 2016
Na přelomu února a března stanovilo nejprve Rakousko, a později i všechny ostatní státy na balkánské trase, kvóty, kolik uprchlíků bude moci přejít hranici. Všechny vlády reagovaly velice rychle; uzavřena pro uprchlíky byla i hranice mezi Řeckem a Severní Makedonií. Skutečnost, že se na začátku března 2016 nashromáždilo několik tisíc migrantů na řeckém území, vedla k zhoršení vztahů mezi Řeckem a Rakouskem. Dne 1. března bylo podle odhadů u řecké vesnice Idoumeni zhruba osm tisíc migrantů, kteří se pokusili několikrát prorazit pohraniční plot. Řecká vláda mezitím zahájila výstavbu nového táboru při hranicích, který by měl mít kapacitu 12 500 lidí. Rozhodnutí o uzavření hranice kritizovala ostře UNHCR.
Po teroristických útocích v Bruselu, při nichž bylo 22. března 2016 zabito více než 30 lidí a stovky dalších zraněny, se obdobně jako po listopadových útocích v Paříži objevily informace o tom, že někteří ze strůjců útoků se po vycvičení Islámským státem vrátili do Evropy s uprchlickou vlnou, často s falešnými doklady. Salah Abdeslam, jeden z pařížských útočníků, prý už v září 2015 na balkánské trase vyzvedl a autem do západní Evropy převezl Najima Laachraouiho, který se v březnu odpálil na bruselském letišti. Laachraoui do Evropy přicestoval pod falešným jménem Soufiane Kayal a prošel tak bez povšimnutí i policejní kontrolou vozidla v okolí maďarsko-rakouské hranice. Polská premiérka Beata Szydłová v reakci na přítomnost teroristů mezi migranty odvolala den po útocích v Bruselu záměr Polska přijmout na své území v rámci plnění uprchlických kvót 7000 migrantů, kteří měli do země začít přicházet na konci března.

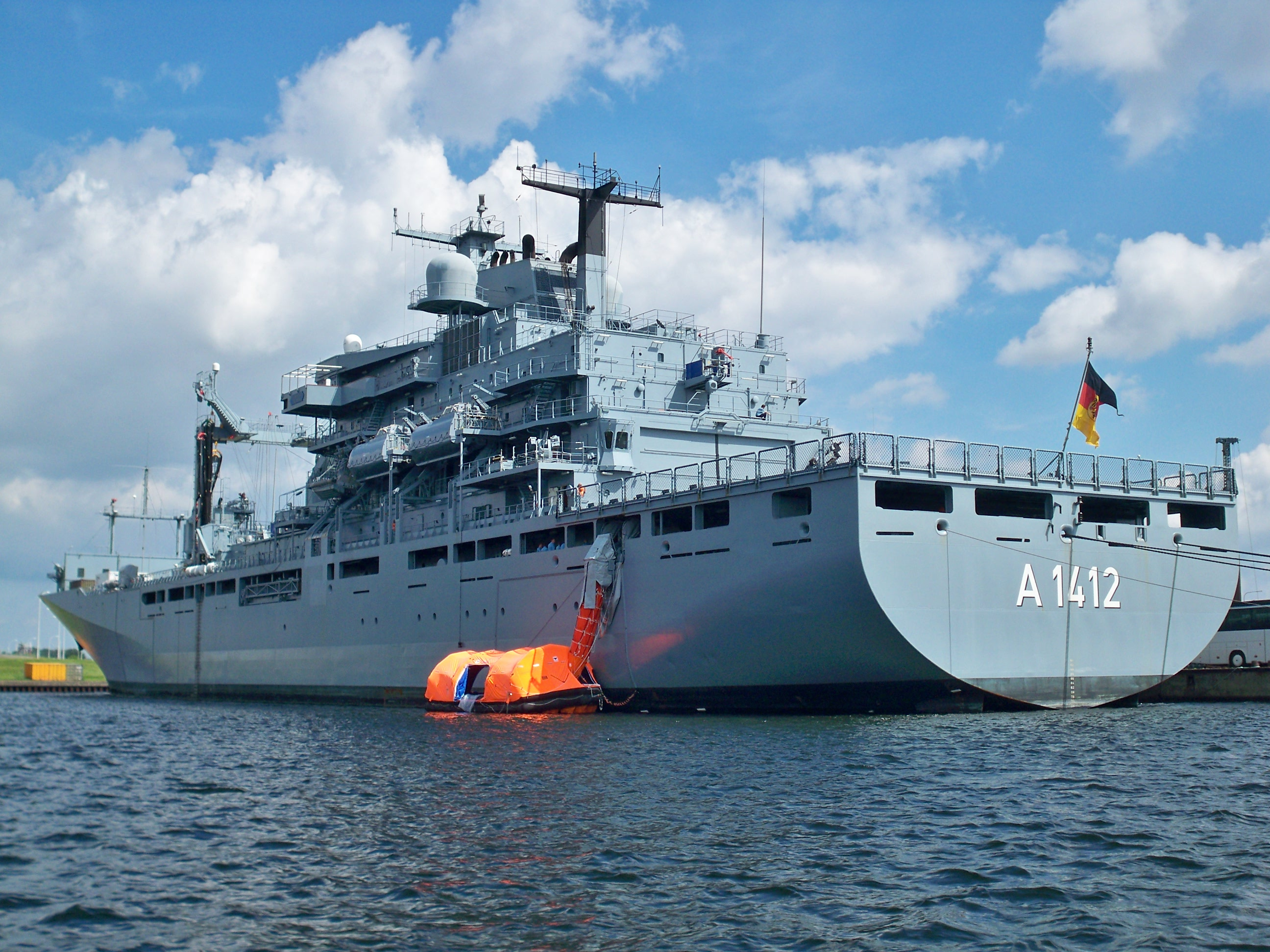
Německá vojenská loď Frankfurt am Main v rámci mise EU zachraňuje migranty na moři a převáží je do Itálie

Španělská vojenská loď Numancia (působí v rámci mise EU tzv. Operace Sophia) přivezla 21. března do Itálie 667 migrantů, většinou Somálce a Eritrejce, které zachránila ve Středozemním moři. 20. března italská pobřežní stráž a vojenské lodě v rámci mise EU zachránily z člunů na moři přes 900 migrantů ze subsaharské Afriky a z Bangladéše. Italská pobřežní stráž zachránila 27. a 28. března u břehů Libye celkem 1482 migrantů. Mezi 28. a 30. březnem bylo zachráněno a přemístěno do Itálie na 3700 migrantů.

### Duben–říjen 2016
Dne 4. dubna bylo na základě dohody mezi EU a Tureckem vráceno z Řecka do Turecka 136 migrantů. Podle dohody za každého Syřana vráceného z Řecka převezme EU jednoho syrského uprchlíka z Turecka.
Dne 6. dubna Evropská komise pod vedením Jeana-Clauda Junckera navrhla stálé povinné kvóty pro přerozdělování uprchlíků mezi členské státy EU.
Dne 11. dubna italská pobřežní stráž a německé vojenské plavidlo Frankfurt am Main (působí v rámci mise EU) zachránily na moři a přivezly ke břehům Itálie 1850 migrantů většinou ze subsaharské Afriky. Dalších 6000 migrantů připlulo do Itálie mezi 13. na 15. dubnem, mnohé z nich přivezly k evropské pevnině posádky lodí evropských států pod vedením italské pobřežní stráže. Migranti na středomořské cestě do Itálie jsou většinou muži ze subsaharské Afriky, nejvíce z Nigérie, Gambie, Senegalu, Guiney, Pobřeží slonoviny, Somálska a Mali.
Podle italského generála, který je vojenským poradcem zmocněnce OSN pro Libyi, se v Libyi nachází až 1 milion potenciálních migrantů, kteří čekají v Libyi na cestu do Evropy.
U břehů Egypta se utopilo nejméně 400 migrantů ze Somálska, Etiopie a Eritreje, kteří se na 4 člunech snažili doplout do Itálie. 18. dubna soukromá záchranná loď z Německa Aquarius přivezla do Itálie 108 migrantů, které zachránila z gumových člunů u libyjských břehů.
Od dubna do září 2016 dorazilo do Evropy na lodích přes Středozemní moře téměř 300 000 migrantů a více než 3000 jich při cestě zahynulo. Mezi 3. a 5. říjnem lodě italské pobřežní stráže a námořnictva mise Evropské unie zachránily u libyjského pobřeží přes 10 000 migrantů a převezly je do Itálie. 24. října bylo do Itálie převezeno italskou pobřežní stráží a námořní misí Evropské unie více než 4000 migrantů.

## Vývoj krize v roce 2017
Počátkem roku 2017 místní úřady v Libyi, která je fakticky zhrouceným státem bez plnohodnotné centrální vlády, vyjadřovaly neochotu spolupracovat s Evropskou unií na zastavení migrační vlny z Libye do Evropy.
V březnu do Itálie dorazilo 10 800 migrantů. 14. dubna bylo ve Středozemním moři zachráněno 2074 migrantů, kteří se snažili dostat do Itálie. Za celý rok přišlo de Evropy 186 500 migrantů, z toho 116 400 do Itálie. Do Itálie přišlo v porovnání s rokem 2016 o 33% migrantů méně, do Řecka o 79 %; naproti tomu do Španělska přišlo migrantů oproti předchozímu roku výrazně více (nárůst o 140 %). Na "balkánské stezce" bylo zadrženo pouhých 500 osob. Národnostní složení migrantů se lišilo dle země, v níž překročili hranici EU: do Itálie nejvíce přicházeli uprchlíci z Nigérie, Guineje, Pobřeží slonoviny a Bangladéše, do Španělska migranti z Maroka a Alžírska a do Řecka ze Sýrie, Iráku a Afghánistánu.
Kvůli nespolupracování v rámci programu přerozdělování podle kvót dne 6. prosince 2017 pak Evropská komise podala žalobu u Evropského soudního dvora ve Štrasburku proti České republice, Maďarsku a Polsku. Česká republika přijala pouze 12 osob.
V roce 2017 obdrželo občanství EU více než 825 000 imigrantů, nejvíce z Maroka, Albánie, Indie, Turecka a Pákistánu.

## Vývoj krize v roce 2018
Během roku 2018 nelegálně překročilo hranice Evropské unie 150 tisíc migrantů. Počet příchozích do Španělska se zdvojnásobil na zhruba 57 tisíc. Itálie zaznamenala nejnižší počet příchodů od roku 2012- zhruba 23 tisíc. Při pokusu dostat se přes Středozemní moře ze severní Afriky do Evropy zahynulo celkem 2262 migrantů.

## Vývoj krize v roce 2019
Podle Mezinárodní organizace pro migraci (IOM) do 7. května připlulo do Evropy celkem 17 000 migrantů. Nejvíce jich dorazilo do Řecka - téměř 8 000, dalších 7 200 migrantů napočítali ve Španělsku a v Itálii se vylodilo jen 873 migrantů. Během plavby přes Středozemní moře zemřelo 443 lidí.
Podle Úřadu vysokého komisaře OSN pro uprchlíky (UNHCR) přišlo od ledna do srpna do Řecka celkem 26 770 migrantů, z toho asi 20 tisíc přes moře. Do Španělska připlulo od začátku roku přes Středozemní moře 14 500 migrantů, další 3500 se jich do Španělska dostalo v Maroku překonáním hranic dvou španělských enkláv Ceuta a Melilla. Do Itálie doplulo 4240 migrantů.
14. června byl v Německu založen spolek Städte Sicherer Häfen ("Města bezpečné přístavy"). Tento spolek má sloužit výměně informací mezi městy, která chtějí přijímat a integrovat běžence nad rámec svých dosavadních povinností. Po založení měl dvanáct členských měst. 
Na konci srpna se italské strany Hnutí pěti hvězd a Demokratická strana dohodly na vytvoření nové vlády. Tato vláda začala prosazovat dohodu o dočasném systému automatického přerozdělování migrantů a možné finanční postihy pro země, které zcela odmítnou migranty přijímat. V září se Německo, Francie, Itálie a Malta dohodly na dočasném řešení pro přerozdělení migrantů.
Během září přibylo v Řecku 12 tisíc běženců, na což řecký parlament reagoval zpřísněním azylového zákona. Řecký ministr Michalis Chryssochoidis také požádal země EU o pomoc s rozmístěním 2500 nezletilých uprchlíků. Český ministr vnitra Jan Hamáček na jeho dopis neodpověděl.
Podle pravidelné zprávy agentury Frontex přišlo do Evropské unie od ledna do října 107 900 migrantů.
Podle statistiky Mezinárodní organizace pro migraci přišlo na unijní území Řecka během roku 2019 skoro 63 tisíc běženců oproti necelým 33 tisícům roku v roce 2018. Na Kypr místo 4300 skoro osm tisíc.

## Vývoj krize v roce 2020
V polovině ledna 2020 přijeli do Prahy členové řeckého parlamentního výboru pro veřejnou správu, veřejný pořádek a spravedlnost, kteří zde jednali s předsedou Sněmovny Radkem Vondráčkem. Jedním z témat bylo také přijetí čtyřiceti dětí z uprchlických táborů v Řecku (ty přišly bez rodičů). Na vývoj situace v Řecku reagovala také německá města ze spolku Städte Sicherer Häfen, která požádala německou vládu, aby tato města mohla přijmout další uprchlíky. Tehdejší ministr vnitra Jan Hamáček nakonec odmítl čtyřicet dětí do Česka přijmout, když mu řecká strana nedodala požadovaný seznam konkrétních osob. Ministr zahraničí Tomáš Petříček oznámil, že spolu s dalšími členy pražské ČSSD věnuje na pomoc uprchlickému táboru Moria 20 tisíc korun.
V lednu se nadále zhoršovala situace na řeckých ostrovech. Dobrovolníci i samotní uprchlíci poukazovali na přeplněné tábory a špatné hygienické podmínky, organizace Lékaři bez hranic vyzvala k zajištění zdravotní péče. Nespokojenost místních obyvatel vedla k protestům.
Ve čtvrtek 27. února konstatoval vysoce postavený turecký činitel, že Ankara už nebude bránit migrantům v přechodu hranice mezi Tureckem a Řeckem; konstatování později zopakoval i turecký prezident Recep Tayyip Erdoğan. Během následujícího víkendu bylo k hranici v součinnosti turecké vlády s dopravními podniky a taxikáři přepraveno asi 15 000 osob. Přesně po měsíci, tedy 27. března 2020 (v době zostření pandemie covidu-19 i v Turecku) krize na řecko-turecké hranici skončila, když vláda v Ankaře oznámila stažení posledních osob do táborů ve vnitrozemí.
Na začátku dubna rozhodl Soudní dvůr Evropské unie, že Polsko, Maďarsko a Česko porušily právo Evropské unie, když před pěti lety odmítaly uprchlické kvóty a nepřebíraly běžence z Řecka a Itálie.
V dubnu roku 2020 žilo v Řecku na 60 tisíc migrantů, z toho asi 40 tisíc na řeckých ostrovech v Egejském moři. Čtvrtinu obyvatel tamních táborů tvořily podle odhadů děti. V největším táboře Moria na ostrově Lesbos žilo na 19 tisíc uprchlíků, ačkoliv kapacita zařízení byla 2840 lidí.
V dubnu také začalo převážení dětí bez doprovodu z řeckých uprchlických táborů do jiných zemí EU, které nabídly pomoc. Dvanáct dětí odletělo do Lucemburska, dalších padesát zamířilo do Německa. Celkem mělo být takto převezeno kolem 1 600 nezletilých. V červnu pak Německo oznámilo, že přijme z řeckých táborů 243 dětí.
Podle Úřadu vysokého komisaře pro uprchlíky (UNHCR) dorazilo do Itálie přes Středozemní moře od začátku roku do konce srpna téměř 17 000 migrantů, z toho 14 200 na Sicílii. Vedení Sicílie oznámilo, že už nebude do migračních středisek ve svém regionu přijímat další migranty a že hodlá všechny převézt na italskou pevninu.
Podle UNHCR dorazilo do září do Řecka z Turecka více než 11 000 běženců, z toho na 8 700 přes moře.

## Rok 2021
V květnu 2021 vniklo na území španělské exklávy v Africe – Ceuty, které je součástí území Evropské unie. minimálně 8 000 migrantů. Asi 30 migrantů vniklo na území další španělské exklávy - na území města Melilla.

## Rok 2022
Počet migrantů stoupl v souvislostí s ruskou invazí na Ukrajinu. Během prvního týdne opustilo Ukrajinu přes milion uprchlíků. Dne 5.3.2022 Úřad vysokého komisaře OSN pro uprchlíky oznámíl, že z Ukrajiny uprchlo cca 1,3 milionů lidí, podle Mezinárodní organizace pro migraci (IOM) to bylo cca 1,5 milionu lidí. Ke dni 8.3.2022 činil počet Ukrajinců, kteří uprchli ze země v důsledku ruské invaze, cca 2 miliony lidí. Dne 18.3.2022 vydala Evropská komise tiskovou zprávu, ve které se uvádí, že z Ukrajiny uprchly více než 3 miliony lidí s tím, že podle odhadu více než polovina z tohoto počtu jsou děti.
Odhaduje se, že v obavě před důsledky vyvolaných ekonomických sankcí a policejních represí z Ruska vycestovalo více než 200 tisíc lidí.

## Dopady krize

### Albánie
Albánie se začala migrační krize dotýkat v souvislosti s výstavbou makedonského pohraničního plotu a následným uzavřením hranice mezi Severní Makedonií a Řeckem na přelomu února a března 2016. Hned na začátku března zaznamenala albánská policie zvýšený počet osob, které překročily společnou hranici s Řeckem, nicméně se jednalo pouze o jednotky osob denně. Za období od června 2015 do konce zimy 2016 se jednalo celkově o několik set lidí. Na začátku března 2016 nicméně navštívila hlavní město Albánie Tiranu vysoká evropská představitelka pro zahraniční politiku, Federica Mogheriniová.
Hlavní migrační trasa se Albánii vyhýbala především z důvodu odlehlosti albánsko-řeckého pohraničí, náročnému terénu a nedostatku vhodných dopravních spojů (z Řecka k severomakedonskému hraničnímu přechodu v Gevgeliji vede železniční i dálniční spojení, zatímco do Albánie směřují z Řecka pouze silnice). V březnu 2016 nicméně nařídila albánská vláda vybudování dvou registračních center u svých jižních a východních hranic a zpřísnila hraniční kontroly se Severní Makedonií a Řeckem. K Evropské unii vzkázali albánští političtí představitelé, že hranici neotevřou, ale zároveň nebudou ani stavět zdi.

### Česko

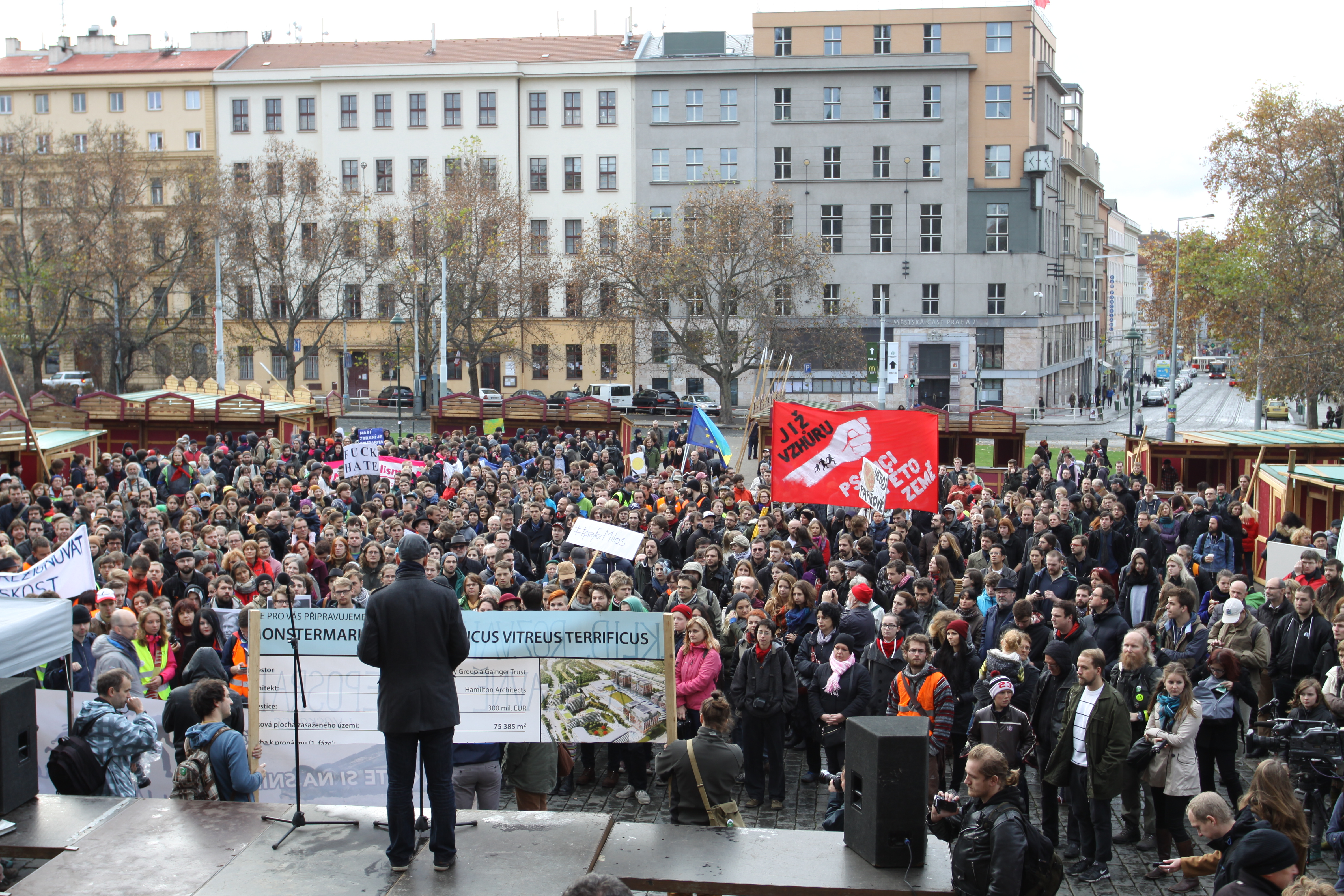
Demonstrace s názvem Tahle Země patří všem "REFUGEES WELCOME", 17. 11. 2015 v Praze

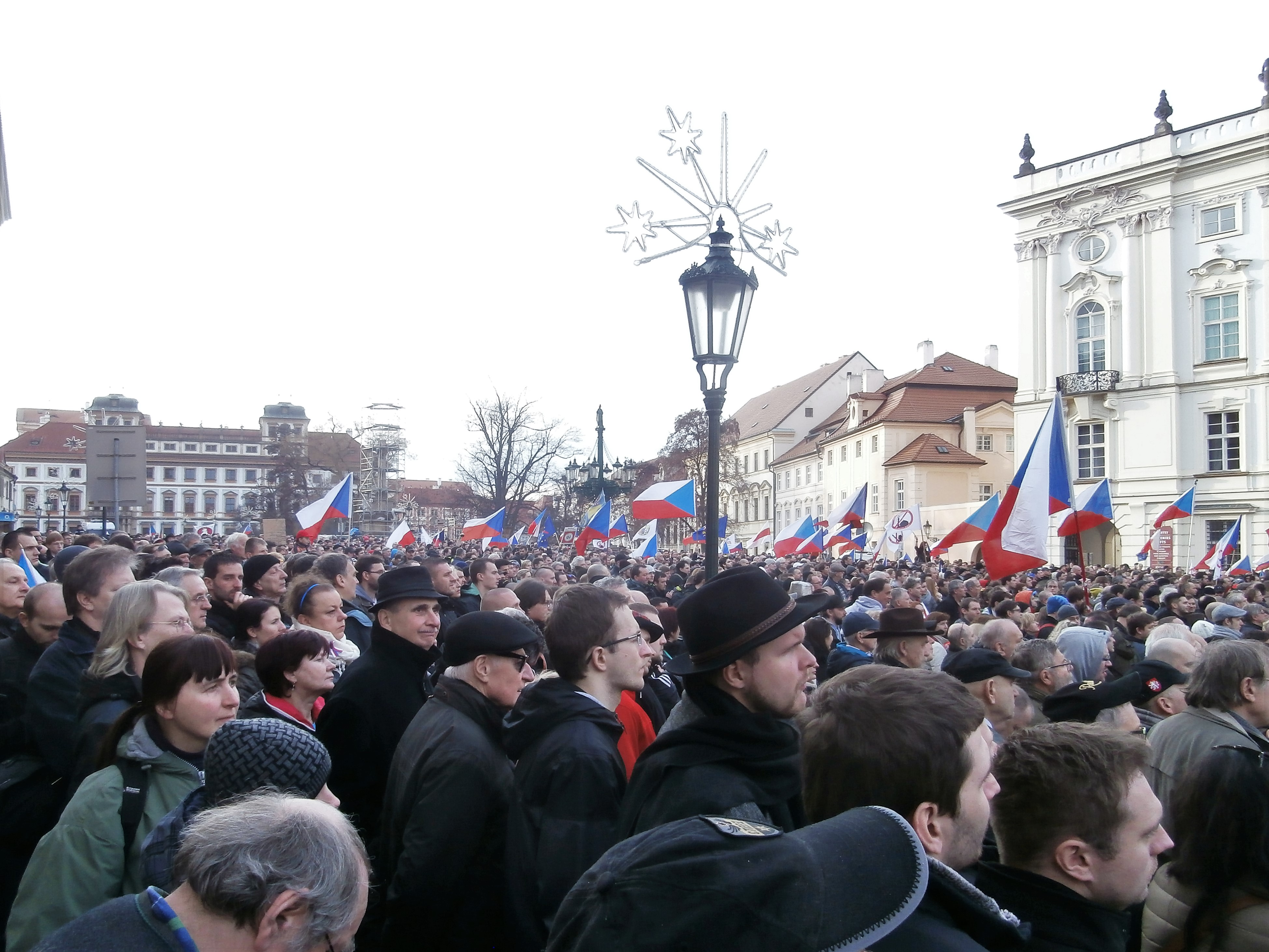
Antiimigrační demonstrace na Hradčanském náměstí

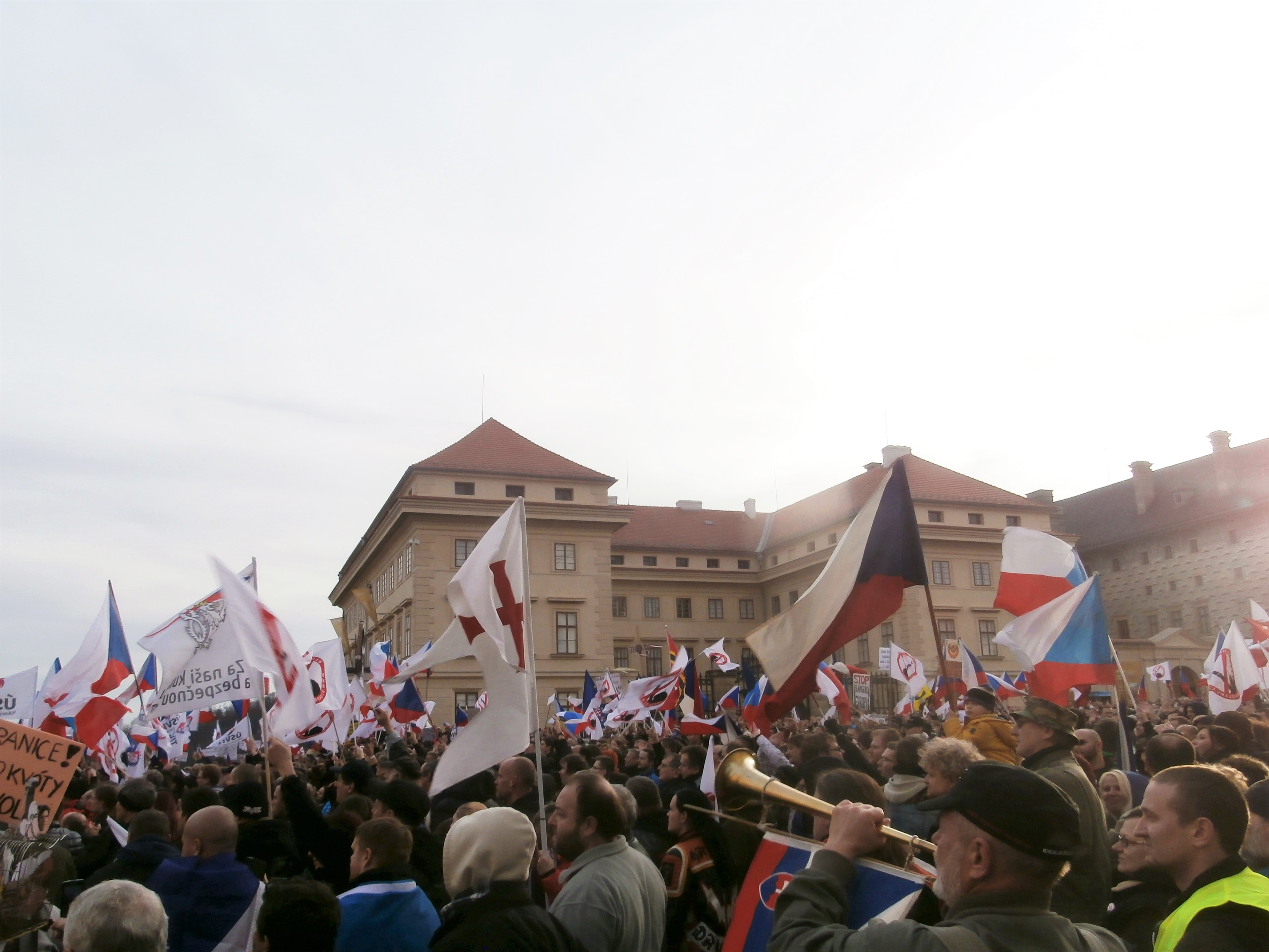
Demonstrace Úsvitu-NK a BPI proti islámské imigraci, 6. 2. 2016 v Praze

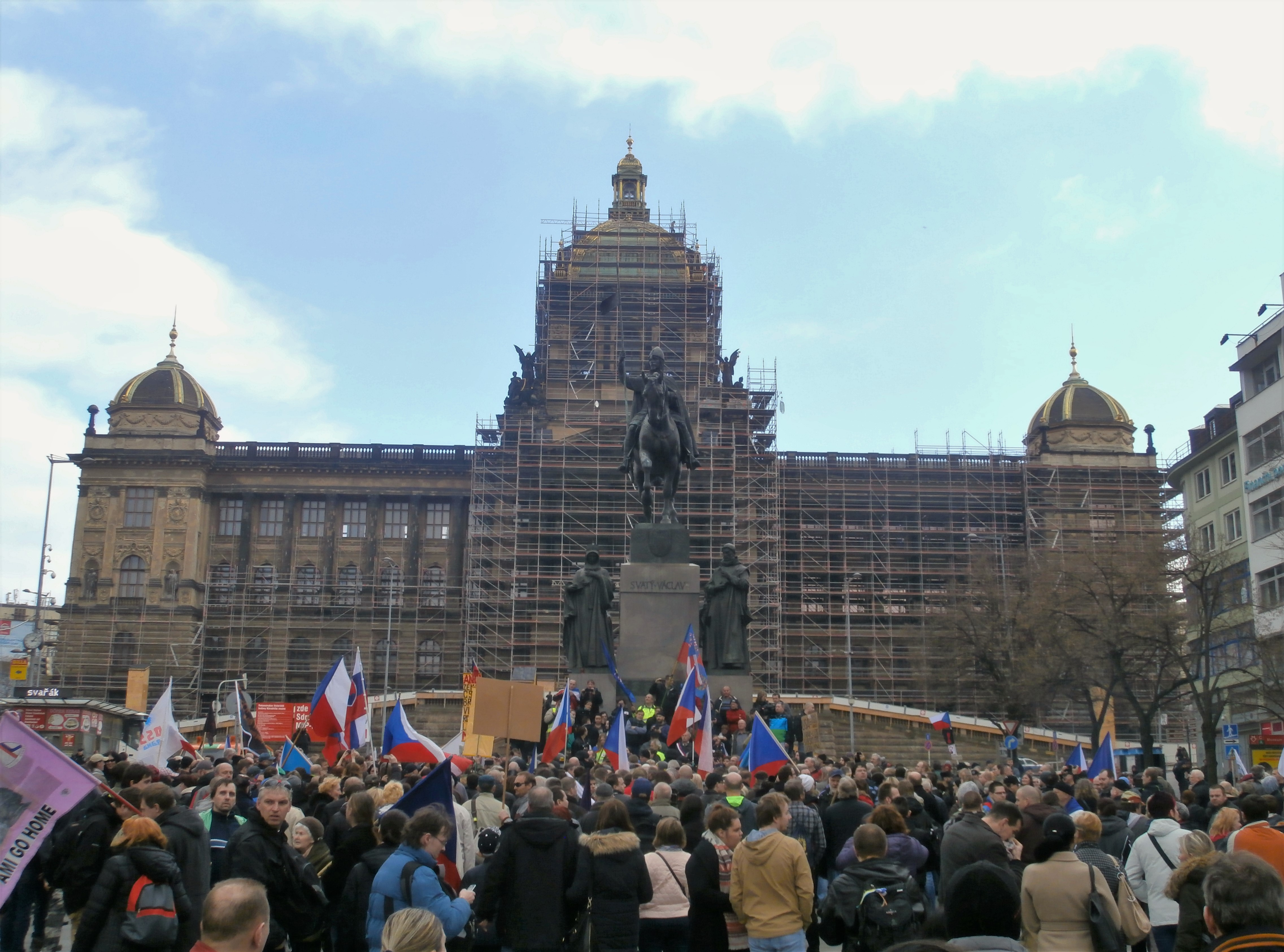
Demonstrace krajně pravicové Národní demokracie, 26. 3. 2016

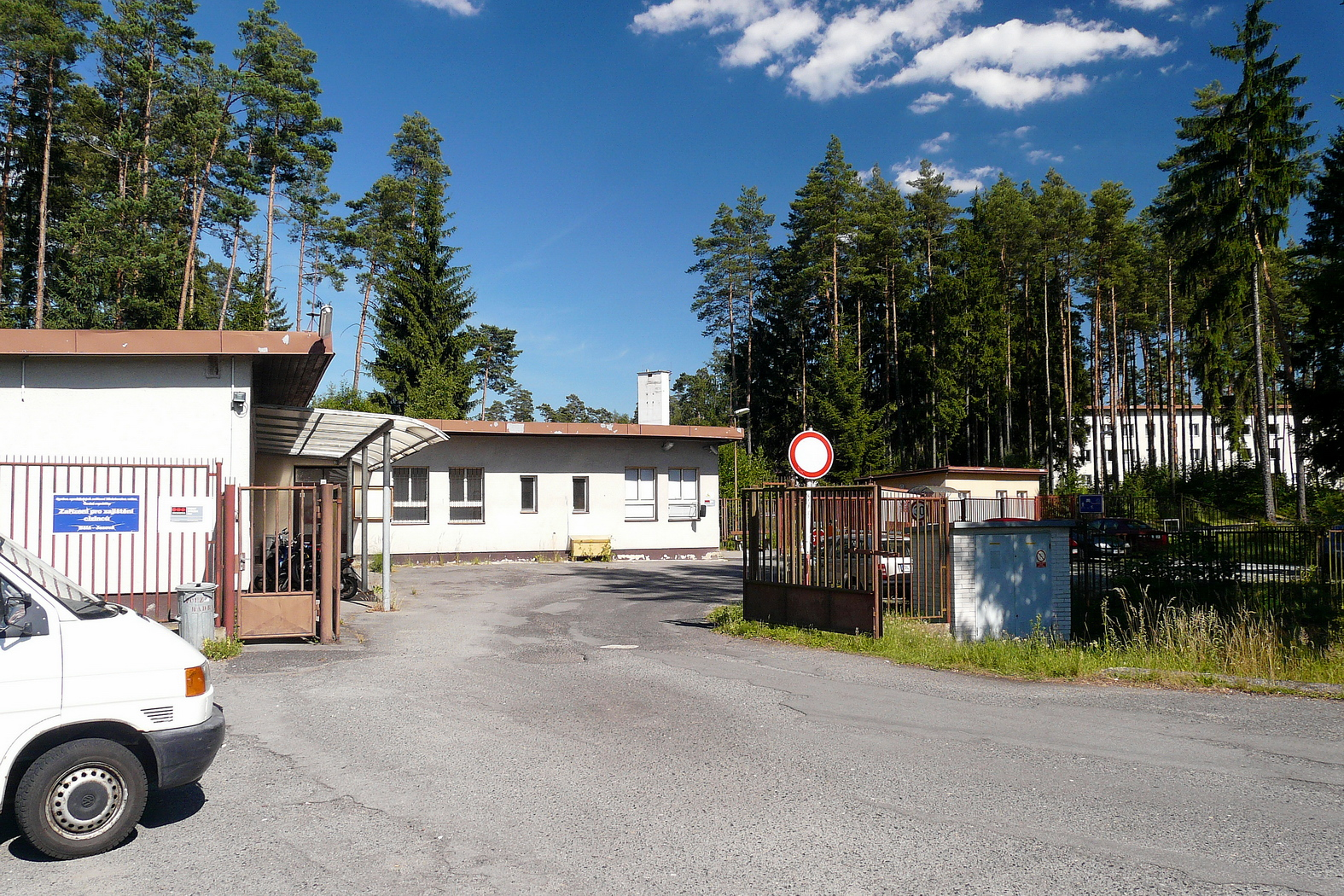
Detenční zařízení Bělá-Jezová

Na české politické scéně se Evropská migrační krize projevila zejména tím, že část politického spektra začala důrazněji upozorňovat na tuto problematiku. Téma migrační krize se v České republice stalo od roku 2015 jedním z hlavních politických témat. Byl zaznamenán výrazný nárůst popularity organizací zabývajících se imigračními tématy, a to zejména těch s protiimigračními názory, z nichž nejviditelnější byla činnost iniciativy Islám v České republice nechceme (IvČRN), vedené entomologem Martinem Konvičkou. Také řada politických stran přijala problematiku migrační krize za stěžejní téma svého programu, např. hnutí Úsvit s Blokem proti islámu, Svoboda a přímá demokracie vedená Tomiem Okamurou nebo krajně pravicová strana Národní demokracie Adama B. Bartoše. O něco mírněji proti přijímání imigrantů vystupují ODS a Svobodní. K opačným názorům se v Česku hlásí především Strana zelených a Liberálně ekologická strana. Vláda Bohuslava Sobotky patří ve srovnání napříč celou Evropskou unií spíše k protiimigračním subjektům, v České republice je naopak někdy kritizována za přílišnou otevřenost vůči žadatelům o azyl. Ostře proti imigraci se vyjadřuje prezident Miloš Zeman. Na úrovni regionální spolupráce se problematikou imigrace zabývá Visegrádská skupina, složená z Česka, Slovenska, Polska a Maďarska. Ta patří mezi nejvýraznější kritiky přístupu Evropské unie k imigrační krizi, mj. odmítá princip distribuce žadatelů o azyl po celé unii, požaduje ochranu vnější schengenské hranice a fungující návratový systém ekonomických migrantů.
| Rok  | Žádosti | Rozhodnutí | Azyl | Ochrana |
| 2013 | 707     | 978        | 95   | 256     |
| 2014 | 1156    | 1012       | 82   | 294     |
| 2015 | 1525    | 1387       | 71   | 399     |
| 2016 | 1475    | 1410       | 148  | 302     |

(Zdroj: MVČR)
Podle průzkumů veřejného mínění patří Česká republika dlouhodobě mezi státy s nejodmítavějším vztahem k přijímání imigrantů. Z výzkumů prováděných v roce 2016 vyplývá, že přes 80 % Čechů odmítá přijímání imigrantů z Blízkého východu a severní Afriky, opačný názor zastává necelých 15 % lidí. Od června 2015 se v Česku, a zejména pak v Praze, pravidelně konají demonstrace proti imigraci. Demonstrace v průběhu června, července a srpna uspořádala hnutí Islám v České republice nechceme, krajně pravicová Národní demokracie či Svoboda a přímá demokracie. Účast na demonstracích dosahovala v průměru několika stovek osob. Vzestupu protiimigračních nálad se opakovaně neúspěšně pokoušela využít také DSSS. Konaly se i demonstrace na podporu uprchlíků, které ale dosahovaly menších rozměrů. V září a říjnu se v Praze, Brně, Ostravě, Liberci a dalších městech napříč Českou republikou uskutečnily demonstrace proti imigraci a islámu, kterých se zúčastnilo celkem přes 3 000 lidí. Dne 17. listopadu uspořádal na pražském Albertově protiimigrační demonstraci kontroverzní Blok proti islámu (BPI) přetransformovaný z iniciativy Islám v ČR nechceme. BPI uspořádal dne 6. února 2016 na pražském Hradčanském náměstí i doposud největší demonstraci proti imigraci v Česku s účastí kolem 7 000 lidí. Dne 28. března se shromáždilo několik set příznivců krajně pravicové Národní demokracie na protestu proti islamizaci na Václavském náměstí v Praze. Platformou pro odpůrce imigrace se staly ve značné míře také diskuzní stránky a sociální sítě.
Česká republika je pro migranty v drtivé většině případů jen tranzitní zemí a nárůst žádostí o azyl zde není na rozdíl od některých západoevropských států příliš výrazný; za celý rok 2015 bylo v ČR podáno celkem 1 525 žádostí, což je o téměř 50 % více než v roce 2014, přičemž někteří imigranti ale žádali o azyl opakovaně. Počet žadatelů o azyl (osob) v roce 2015 činil 1 239 migrantů.[zdroj?] Za rok 2015 byl azyl udělen 71 osobám, doplňkovou ochranu (tzn. azyl pouze na určitou dobu) získalo 399 uprchlíků. Ačkoliv se během srpna a září 2015 výrazně zvýšil počet nelegálních migrantů zadržených na území Česka, v průběhu roku 2015 ani v první polovině roku 2016 tudy neprocházela žádná hlavní trasa migrantů.
Výskyt nelegálních migrantů v České republice se po roce 2015 snížil. Podle Bezpečnostní informační služby a Policie České republiky bylo v ČR ve 4. čtvrtletí roku 2015 zadrženo 3 000 nelegálních migrantů, ale ve 4. čtvrtletí roku 2016 už jen 47 nelegálních migrantů.

### Chorvatsko

Maďarsko-srbská a maďarsko-chorvatská hranice uzavřená pro migranty (červeně)

Během léta 2015 se v Chorvatsku Evropská migrační krize téměř neprojevila, tento stát stál stranou hlavní větve Balkánské migrační trasy. Situace se ale zásadním způsobem změnila dne 15. září, kdy došlo k úplnému uzavření srbsko-maďarské hranice pro migranty výstavbou Maďarského pohraničního plotu a Balkánská migrační trasa se následně přesunula právě do Chorvatska. Zatímco v prvním měsíci migranti plot přes Chorvatsko jen obcházeli, ode dne 17. října 2015, kdy byl dokončen plot také na části maďarsko-chorvatské hranice se přesunul hlavní proud migrantů dále do severozápadního Chorvatska a následně do sousedního Slovinska. Od uzavření maďarsko-srbské hranice v polovině září do poloviny listopadu jejich počet podle tamního ministerstva vnitra činil 320 000 osob. Zatímco zpočátku byl postoj chorvatské vlády k běžencům vstřícný, po krátké době se změnil, zejména kvůli faktu, že nápor migrantů byl mnohem větší, než na který byli Chorvati připraveni.
Na podzim 2015 se v Chorvatsku konaly parlamentní volby do Saboru, ve kterých téma migrační krize využily všechny politické strany. Volby, konané začátkem listopadu 2015, vyhrálo s mírným náskokem do té doby opoziční a proti imigraci zaměřené Chorvatské demokratické společenství, které koncem prosince sestavilo vládu a k řešení krize zaujalo ráznější postoj. V závěru roku 2015 a v prvním čtvrtletí 2016 procházelo Chorvatskem méně migrantů, jejich počet se pohyboval kolem 2 000 - 4 000 lidí denně. Dne 26. února Chorvatsko v reakci na uzavření severomakedonsko-řecké hranice oznámilo, že do země bude vpuštěno maximálně 580 lidí denně s cílem zajistit kontrolu všech příchozích, během března však byly počty ještě nižší.

### Itálie

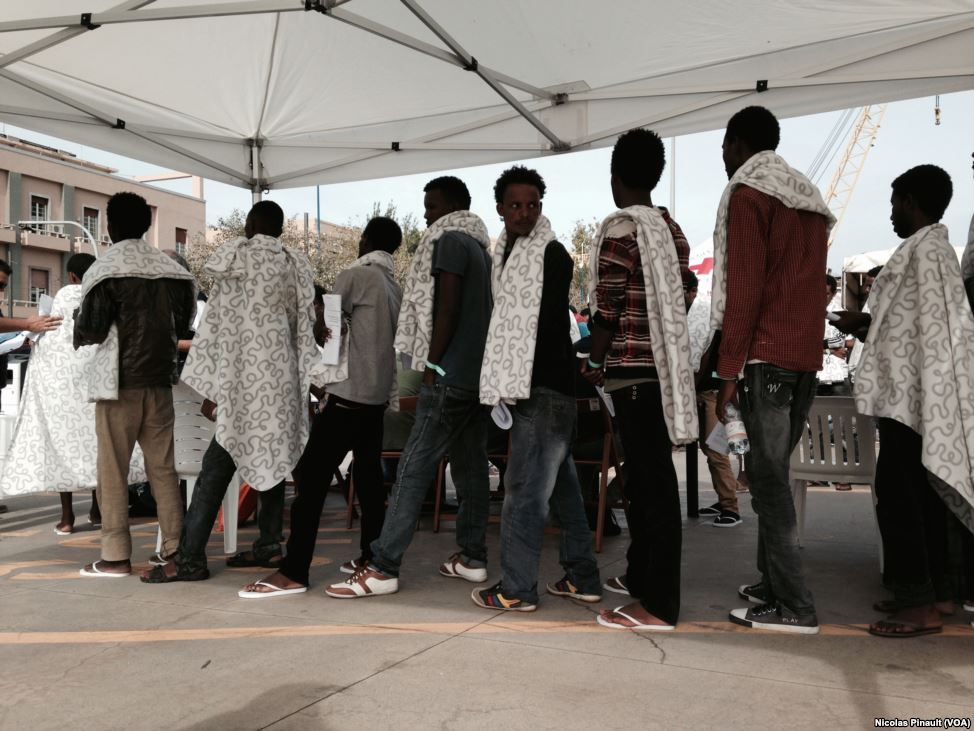
Na přílivu migrantů z Libye do Itálie vydělává italská mafie.

Cesta do Itálie přes Středozemní moře bývá často velmi draze vykoupena. Uprchlíci podnikající velmi drahou cestu za lepším se často dočkají zcela opačného osudu, ke kterému se potom stydí přiznat příbuzným. Převaděči je převádí za velmi nebezpečných podmínek, v ohrožení je jejich život, ženy jsou často znásilňovány a děti bity a traumatizovány. Mnoho lidí zemřelo při převádění přímo na moři například po potopení jejich plavidla.
V Itálii zůstává na 500 000 nelegálních imigrantů, kterým byla zamítnuta žádost o azyl, nebo jim vypršelo vízum. Jenom v roce 2017 vyčlenila Itálie na uprchlíky 4,2 miliardy eur (106,4 mld. korun). Podle italského deníku Il Corriere della Sera, „až polovinu trestných činů páchají cizinci, zatímco jejich počet dosahuje devíti procent obyvatelstva země“.
Velkou mediální pozornost v Itálii i v zahraničí vyvolaly některé násilné činy imigrantů, například vražda Ashley Ann Olsenové nelegálním migrantem ze Senegalu, kterého si Olsenová pozvala do svého bytu ve Florencii, nebo hromadné znásilnění polské turistky migranty z Nigérie, Konga a Maroka na pláži v Itálii.

### Maďarsko

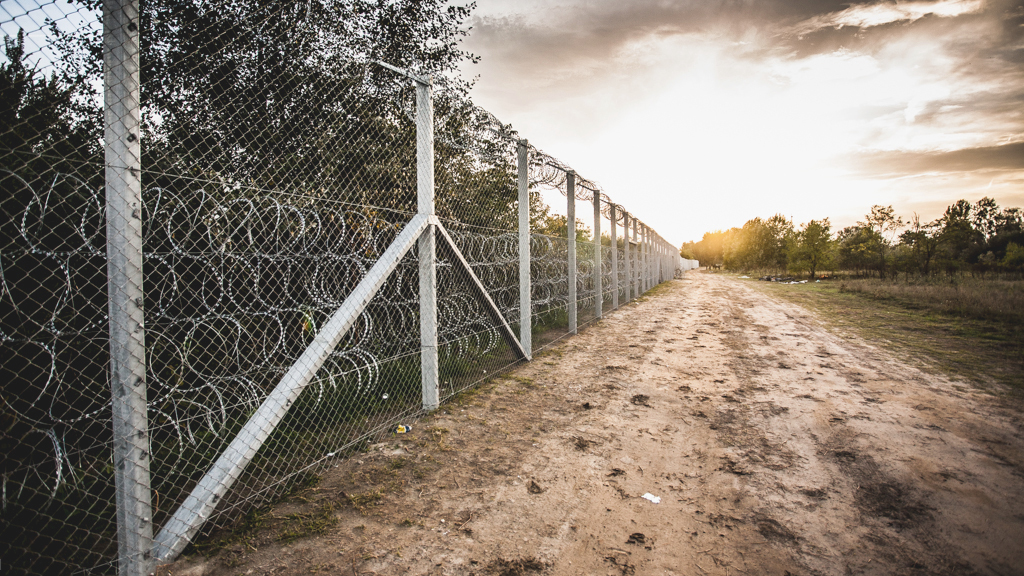
Maďarský pohraniční plot

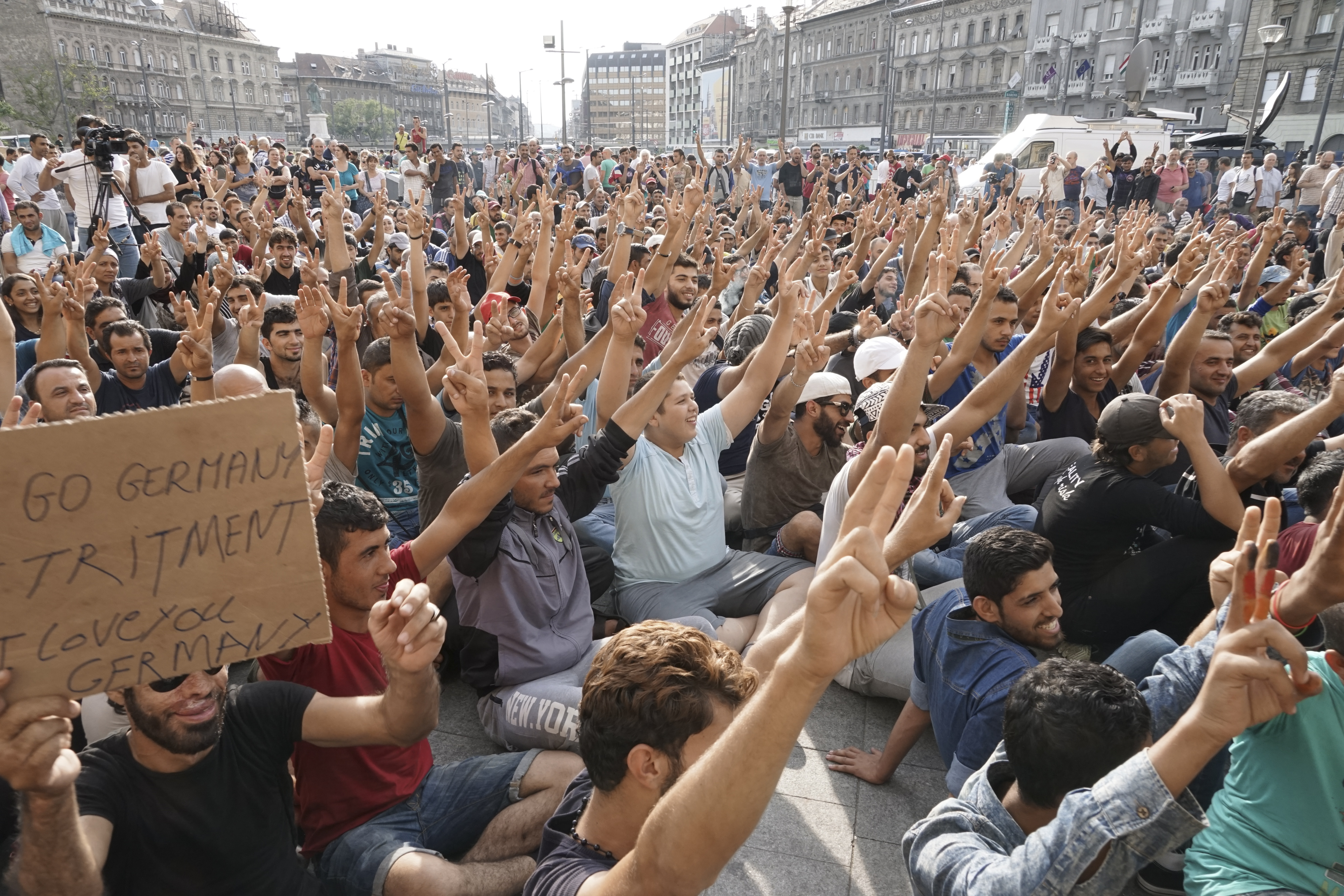
Uprchlíci před nádražím v Budapešti demonstrují, aby mohli odcestovat do Německa, 3. září 2015

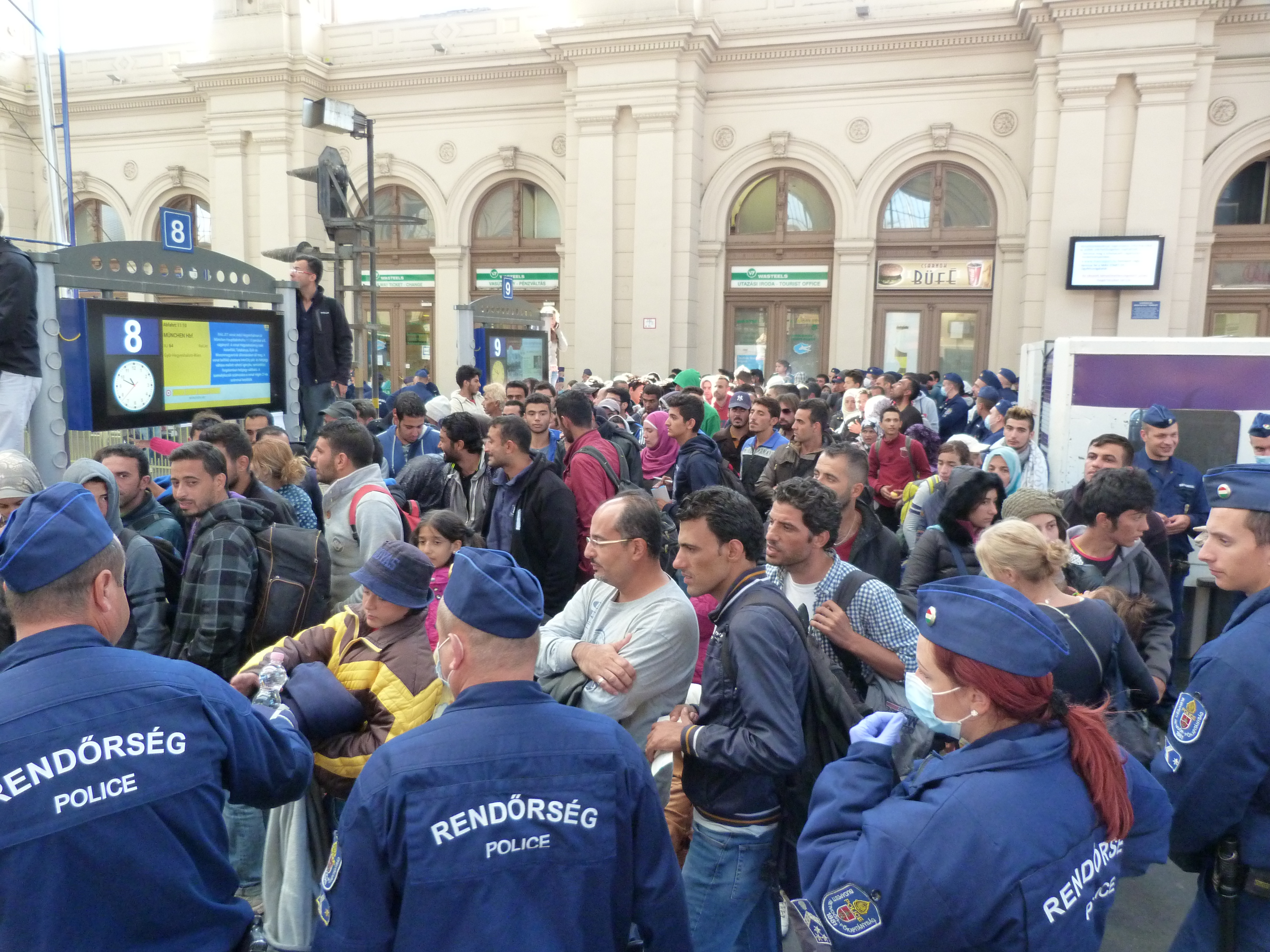
Policisté a migranti na budapešťském východním nádraží

V Maďarsku se imigrační krize začala projevovat již od jara 2015. Od ledna do konce května 2015 vstoupilo nelegálně do země téměř 50 000 osob, což se ukázalo jako značný problém. Vzhledem k toku, že Řecko nedodržovalo své povinnosti vyplývající ze Schengenské smlouvy se Maďarsko stalo de facto prvním státem, kde migranti vstupují na území Schengenského prostoru. V průběhu léta se počet migrantů vstupujících do Maďarska zvýšil na průměr 2 000 osob denně. Na přelomu srpna a září začal migrační proud výrazně vzrůstat a během první poloviny října dosahoval počtu více než 8 000 osob denně. Nejkritičtější situace byla na přelomu srpna a září 2015 v Budapešti, když do města přišlo několik tisíc imigrantů v rámci migrační vlny vytvořené po otevření severomakedonsko-řecké hranice. Obsadili Východní nádraží i přilehlý park a poté, co jim nebylo umožněno odcestovat do Rakouska, se vydali jako takzvaný pochod naděje po dálnici M1 směrem na Vídeň.
Tamní konzervativní vláda se rozhodla problematiku migrace řešit výstavbou pohraničního plotu, jehož vznik většina obyvatel schvaluje. Ten byl stavěn v létě 2015 na celé hranici se Srbskem (175 km) a dokončen dne 15. září. Migranti plot začali obcházet přes Chorvatsko a do Maďarska se posléze vraceli; z tohoto důvodu byl na podzim 2015 pohraniční plot vybudován také na části společné hranice s Chorvatskem. Hraniční bariéra snížila nelegální přechody hranic z 10 000 v polovině října na pouhých několik desítek lidí v závěru měsíce. I během následujících zimních měsíců zůstal počet migrantů jen na úrovni několika desítek osob denně. Koncem února 2016 se opět začal počet nelegálních migrantů zadržených v Maďarsku zvyšovat; zatímco za celý leden 2016 bylo v Maďarsku zachyceno necelých 560 imigrantů, za první tři týdny února 2016 to bylo přes 1 550 běženců, z nichž část přišla právě přes maďarsko-srbsko-rumunské trojmezí, kde končí pohraniční plot.
V Maďarsku byly zaznamenány silné nálady proti imigrantům. Imigrační krize se stala klíčovým tématem pro radikální politickou stranu Jobbik. Maďarský premiér Viktor Orbán je dlouhodobě jeden z nejvýraznějších odpůrců přijímání imigrantů, ostře odmítl přijmout migrační vlnu, žádal její regulaci a nesouhlasil s přístupem západní Evropy k uprchlické krizi. Francouzský ministr zahraničí Laurent Fabius v srpnu 2015 kritizoval stavbu pohraničního plotu, který měl zabránit příchodu migrantů na území Maďarska, a prohlásil, že stavba plotu odporuje "společným evropským hodnotám". V říjnu 2015 pohraniční plot a odpor maďarské vlády k přijímání migrantů odsoudila německá kancléřka Angela Merkelová a prohlásila, že uprchlíky plot nezastaví a Evropa se nemůže proměnit v pevnost. Merkelová také odsoudila odpor ke stavbě mešit a k přijímání muslimů.
V souvislostí s ruskou invazí na Ukrajinu Maďarsko přijímá velké množství uprchlíků z Ukrajiny.

### Severní Makedonie

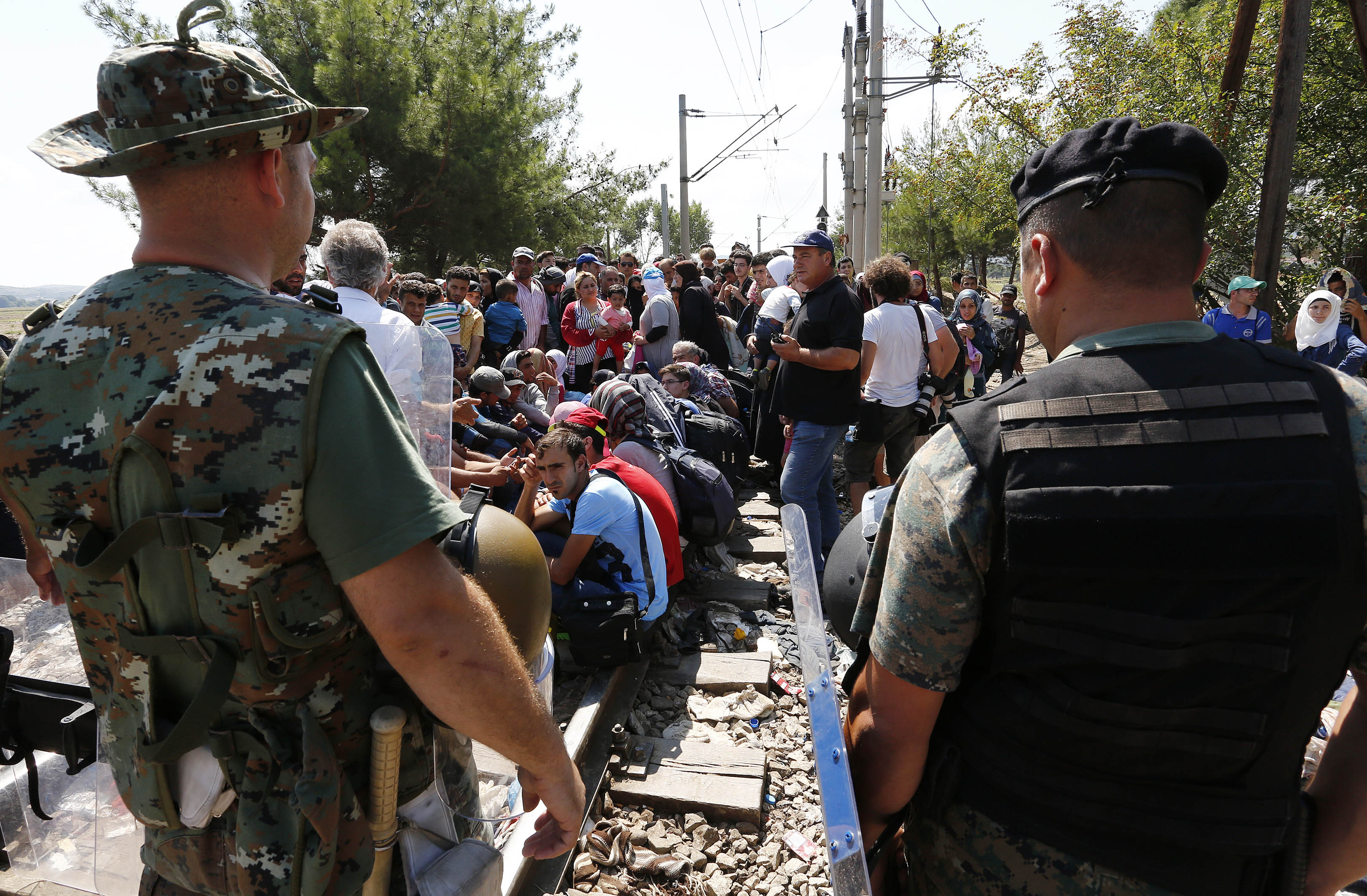
V srpnu 2015 vláda Severní Makedonie na několik dní uzavřela hranici s Řeckem

Severní Makedonie leží na nejvytíženější Balkánské migrační trase. Hlavní proud ekonomických migrantů a uprchlíků z Řecka do Srbska prochází v Severní Makedonii přes hlavní dopravní tahy, které směřují ze jihu na sever. Migranti se zemí přepravovali nejčastěji vlaky z Gevgelije u řecké hranice do Tabanovců na hranici se Srbskem.
V létě roku 2015 se počet migrantů začal zvyšovat a v srpnu do země přicházelo kolem 3 000 lidí za den. V září a říjnu dosahoval migrační proud největších rozměrů a do země přicházelo přes 7 000 migrantů denně. Koncem srpna se pokusila Severní Makedonie uzavřít hranici s Řeckem pomocí policie a armády, ale migranti po několika dnech hraniční bariéru prolomili. Dne 19. listopadu 2015 začaly ozbrojené složky Severní Makedonie pouštět na své území pouze uprchlíky z Afghánistánu, Sýrie a Iráku, jelikož ostatní považovali za ekonomické migranty bez práva na azyl. Dne 28. listopadu byla zahájena výstavba makedonského pohraničního plotu na části zelené hranice s Řeckem, dne 10. prosince bylo rozhodnuto o jeho prodloužení a v únoru byla postavena druhá linie plotu, aby byl pro migranty téměř nepřekonatelný. Po dokončení měl plot 50 kilometrů a cílem stavby bylo podle tamních představitelů zabránit migrantům ve vstupu do země. Někteří političtí zástupci střední Evropy se začátkem roku 2016 vyjádřili pro myšlenku vytvoření záložní hraniční linie právě na severomakedonsko-řeckých a také bulharsko-řeckých hranicích. Na přelomu února a března 2016 začali severomakedonští policisté a vojáci pouštět do země jen několik desítek migrantů denně a po několika dnech hranici v blízkosti řecko-severomakedonského hraničního přechodu Idomeni – Gevgelija pro migranty uzavřeli úplně. Z tohoto důvodu se zde nahromadilo přes 15 000 imigrantů, což vedlo ke kritické humanitární situaci. Ta se začala zlepšovat poté, co Řecko začalo migranty odvážet od uzavřené hranice do Atén. Uklidňování poměrů na hranici ale opakovaně narušovali někteří aktivisté, kteří naváděli migranty k nelegálnímu překračování hranice přes řeku Vardar či rozšiřovali lživé fámy o znovuotevření hranice.

### Německo

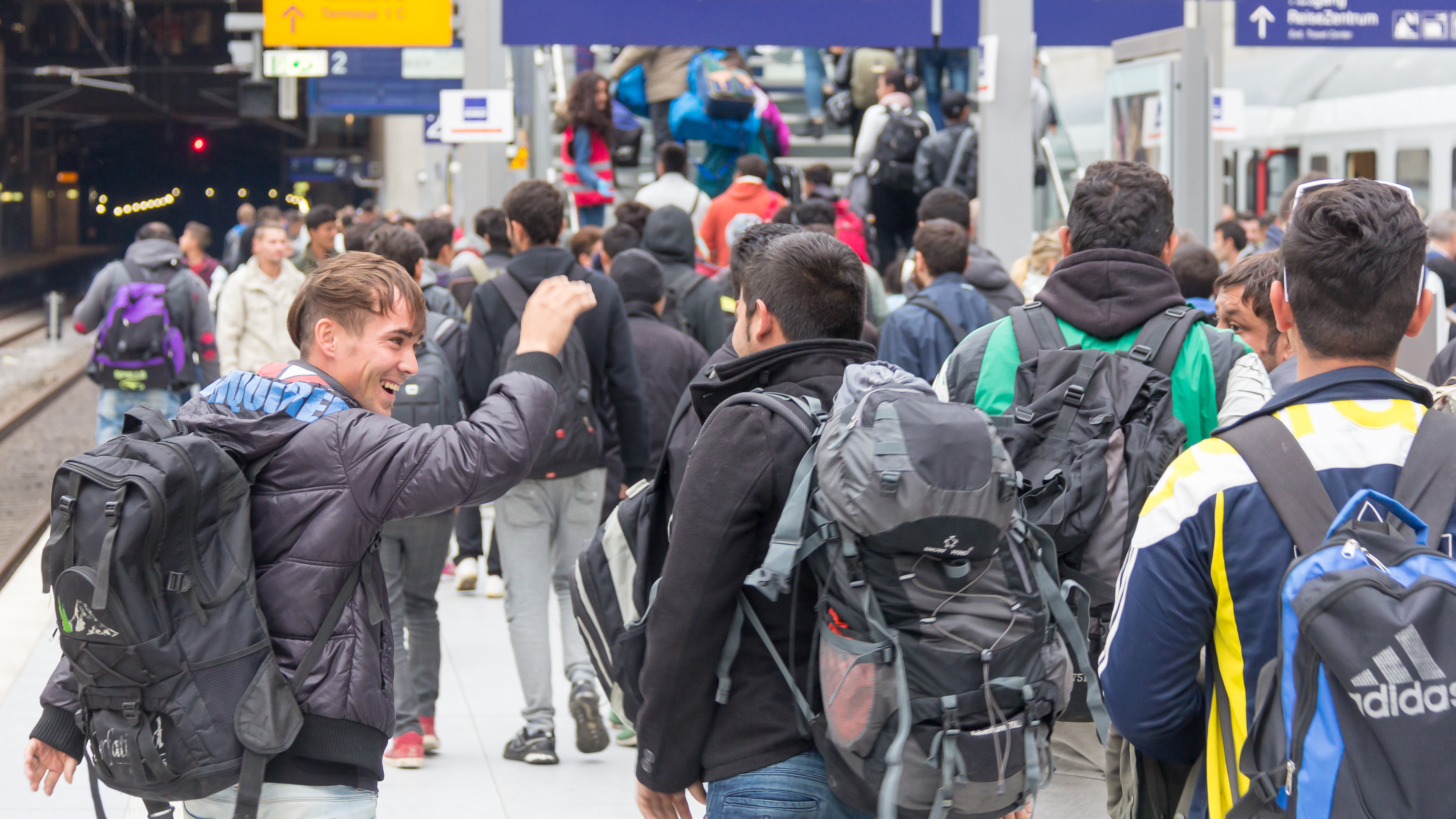
Migranti po příjezdu do Kolína nad Rýnem

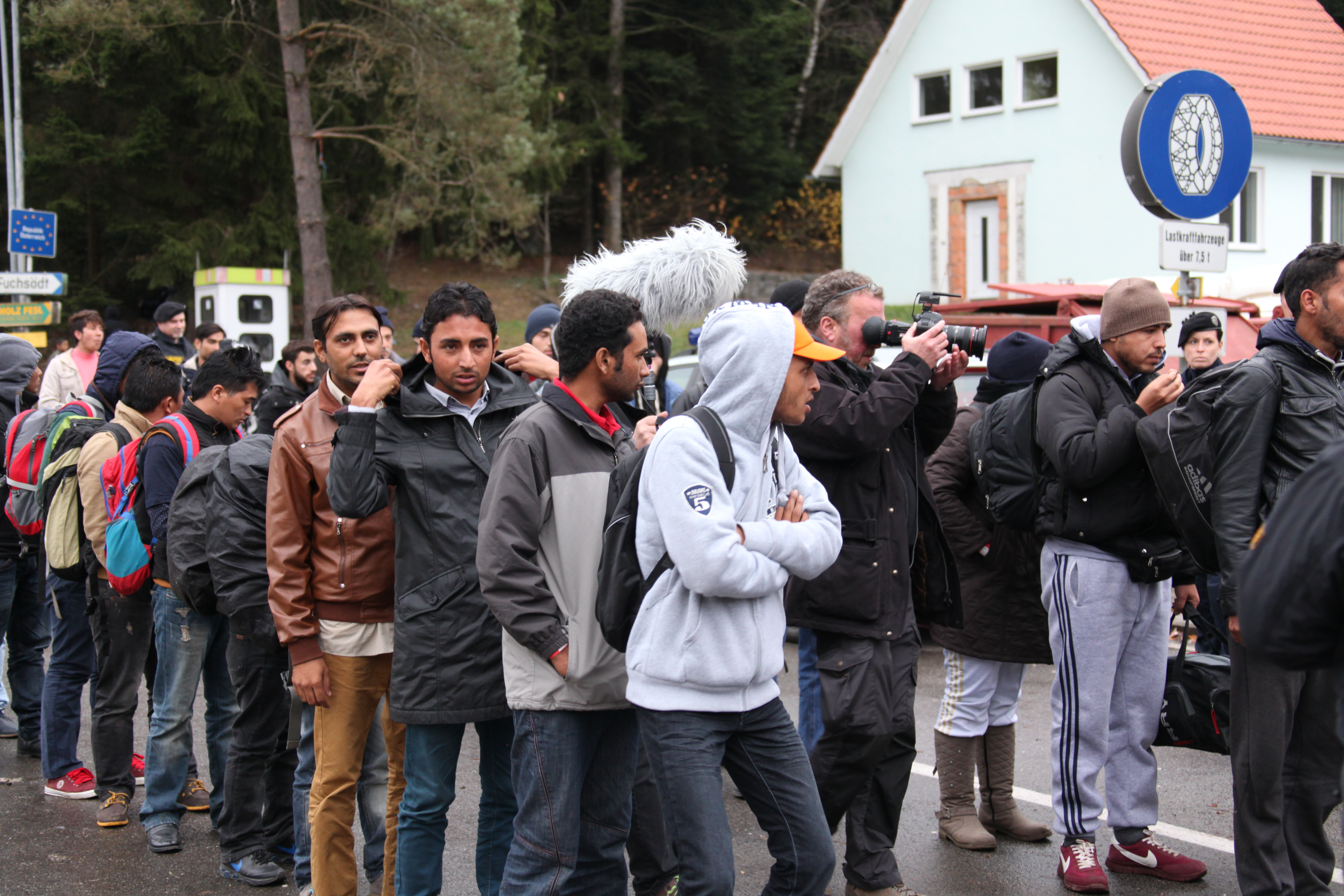
Imigranti na německo-rakouské hranici necelých 15 km od hranic s Českem

Německo je pro migranty nejčastější cílovou zemí. Příchod statisíců imigrantů je jedním z hlavních témat německé politické scény, klíčovým tématem se stal především pro nacionalistické strany. Německá kancléřka Angela Merkelová je známá svými otevřenými názory na přijímání běženců z Blízkého východu a Afriky, kvůli kterým je velmi často kritizována. Zatímco mezi imigranty je značně oblíbená a je označována jako "Mutti Merkel", její popularita mezi německým obyvatelstvem v kontextu migrační krize neustále klesá. Politiku otevřených dveří často kritizují někteří politici z Bavorska (např. premiér Horst Seehofer), které je migrační vlnou zatíženo nejvíce. Vzrůstající počet nových migrantů má za následek posilování protiimigrantských názorů ve společnosti a nárůst preferencí politických stran vystupujících proti přistěhovalectví, jako např. Alternativa pro Německo, která dne 13. března 2016 zaznamenala významný úspěch ve volbách do zemských sněmů tří německých spolkových zemí.
Během letních měsíců roku 2015 přicházelo do země přes 2 000 migrantů denně. Dne 13. září Německo obnovilo Německo hraniční kontroly na své jihovýchodní hranici s Rakouskem; původně měly kontroly probíhat po dobu jednoho měsíce, ale v listopadu byly prodlouženy do neurčita. V říjnu a listopadu byly zavedeny namátkové kontroly také na hranici s Francií a Českou republikou. Dne 20. září německé ministerstvo financí oznámilo odklad plánovaného snížení daní z důvodu potřeby dodatečných finančních prostředků pro imigrační politiku. Pod největším náporem běženců bylo Německo v říjnu a v první polovině listopadu 2015, kdy přicházelo do země až 10 000 nových imigrantů denně. V prosinci 2015 a lednu 2016 se počet nově příchozích snížil nejprve na 3 000 a poté jen na průměr 1 500 osob denně. Koncem února a v březnu se počty migrantů držely na podobné úrovni. Imigrační krize je extrémně nákladná po finanční stránce; v roce 2016 německé spolkové země vynakládají na řešení migrační krize celkem 17 miliard Eur (460 miliard Kč) a na zvládnutí imigrace a integraci uprchlíků je vyhrazena také značná část z velkého přebytku státního rozpočtu na rok 2015, který činil 12,1 miliard eur (327 miliard korun).

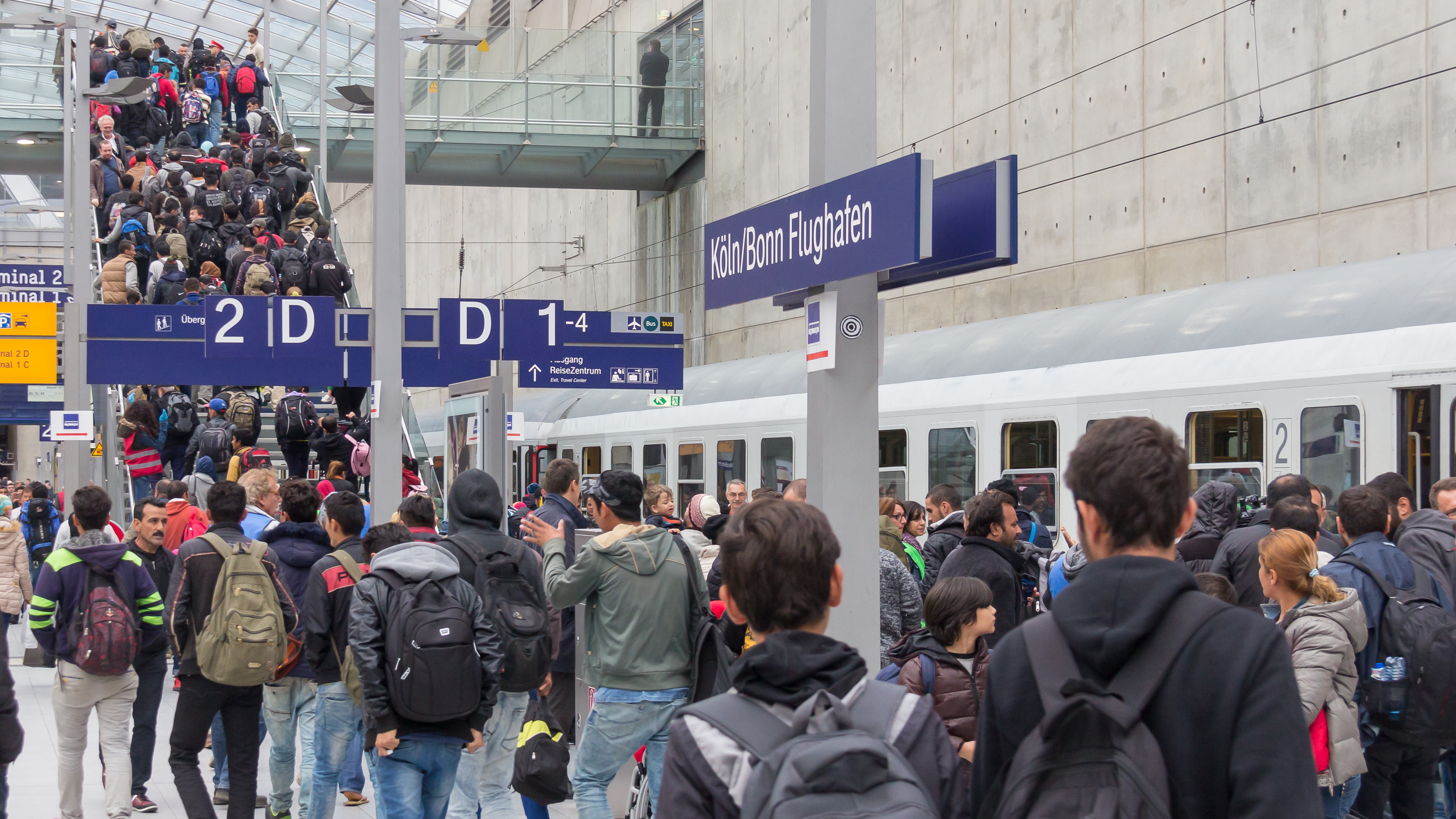
V září 2015 byly vypravovány pro migranty vlaky z Rakouska

Podle údajů Eurostatu v Německu za celý rok 2015 požádalo o azyl více než 441 000 přistěhovalců. Německé úřady jsou přetíženy vysokým počtem žadatelů o azyl, což vede k frustraci a nespokojenosti migrantů, tisíce z nich podaly na úřady žalobu k soudu pro příliš dlouhou dobu vyřizování žádosti. V uprchlických centrech dochází k opakovaným násilnostem, trestným činům i k výskytu teroristů, kteří se do země dostali jako žadatelé o azyl. Nedaří se ani deportace migrantů; přestože v roce 2015 zažádalo v Německu o azyl několik set tisíc lidí, z nichž většina nemá na azyl nárok, deportováno bylo jen necelých 21 000 cizinců. V únoru 2016 německá vláda přiznala, že se již "ztratilo" téměř 115 000 žadatelů o azyl; někteří z nich odjeli požádat o azyl do jiné země, další část migrantů ale přešla do ilegality a v Německu žije nezákonně. Němečtí představitelé opakovaně vyzvali řadu evropských zemí k větší míře zapojení se do migrační krize, především k přijetí kontroverzních uprchlických kvót. Evropskou komisi naopak obvinili v této krizi z příliš pomalého postupu. Na národní úrovni v rámci jednotlivých spolkových zemí funguje přerozdělování migrantů podle Königsteinského klíče, kdy každá země dostává tolik migrantů, kolik odpovídá jejím daňovým příjmům a počtu obyvatel.
| Spolková země      | Bavorsko | Bádensko | Sasko | Durynsko | Hesensko | Porýní | Sársko | Vestfálsko | Dolní Sasko | Anhaltsko | Braniborsko | Berlín | Brémy | Šlesvicko | Meklenbursko |
| Počet migrantů (%) | 15,3     | 12,9     | 5,1   | 2,7      | 7,3      | 4,8    | 1,2    | 21,2       | 9,4         | 2,9       | 3,1         | 3,0    | 0,9   | 3,4       | 2,0          |

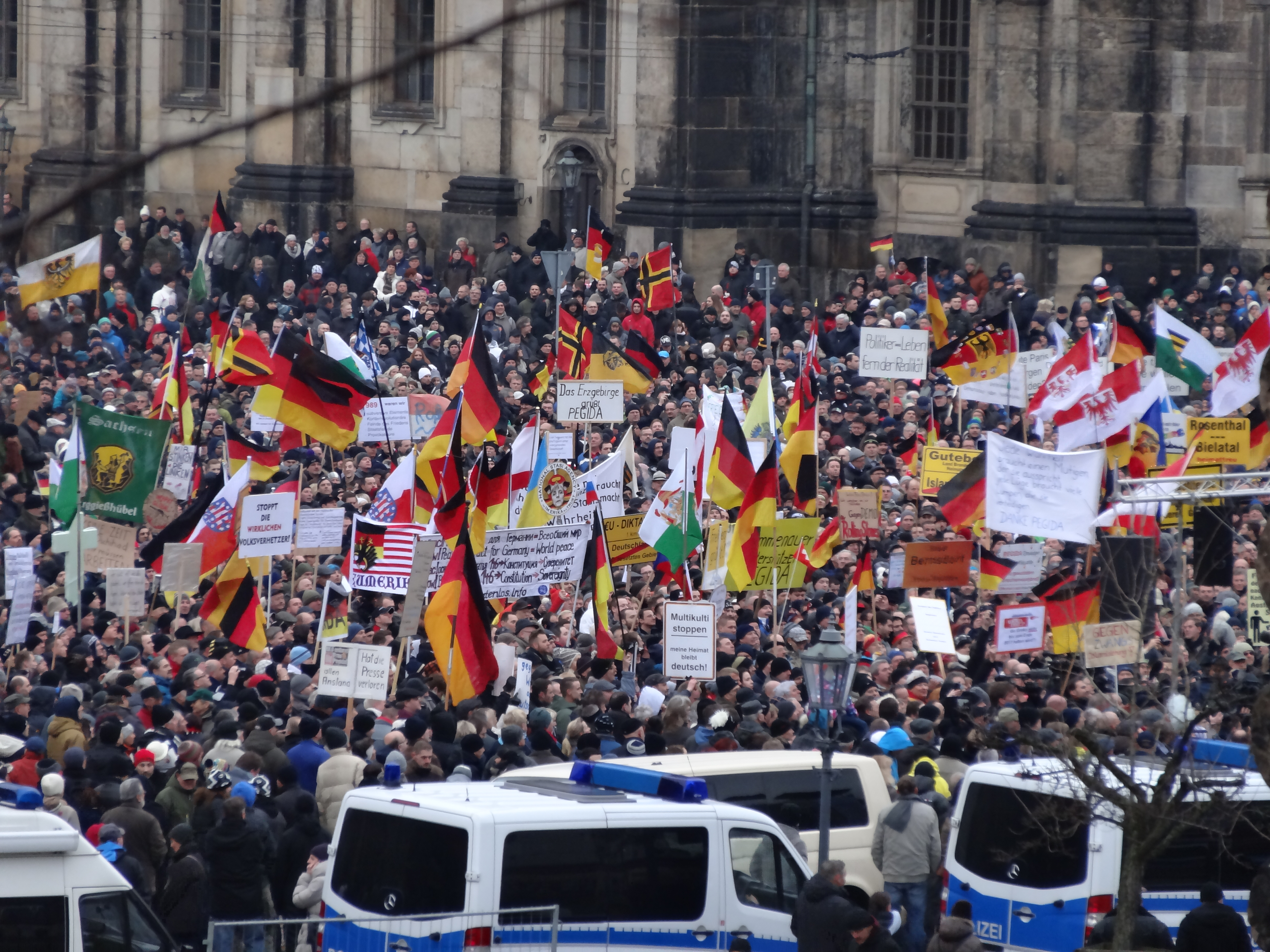
Demonstrace Pegidy v Drážďanech

Zatímco v první polovině roku 2015 byla německá veřejnost přijímání uprchlíků nakloněna, během podzimu se souhlasný názor s přijímáním migrantů a s politikou "otevřených dveří" otočil a zmizely i davy vítající migranty. Další nárůst protiimigračních názorů přinesly zejména silvestrovské sexuální útoky přistěhovalců, které měli na svědomí ze značné části žadatelé o azyl, kteří přišli do Německa v roce 2015. Podpora proimigrační politiky německým obyvatelstvem je přinejmenším velice diskutabilní. Přístup německé vlády k migrantům kritizují některé organizace jako například hnutí Vlastenečtí Evropané proti islamizaci Západu (PEGIDA), která pravidelně pořádá rozsáhlé demonstrace. Neustávající příliv žadatelů o azyl má za následek šíření extremistických názorů ve společnosti. Někteří lidé projevují vůči migrantům otevřeně nenávist různými způsoby, mezi které patří skandování nacionalistických a protimigračních hesel i zapalování budov určených pro migranty. V roce 2015 evidovala německá policie 1 005 útoků radikálů na ubytovny, které měly sloužit pro ubytování žadatelů o azyl, mezi které patřilo i 94 žhářských útoků na azylová centra převážně v Sasku, ale i dalších částech země.
Začátkem roku 2018 žilo v Německu de facto nelegálně na 230 000 migrantů, kteří by měli být ze země německými úřady vyhoštěni, což však zcela pravidelně ve většině případů naráží na nejrůznější překážky.
Kvůli velké zátěži Německa nelegální migrací vznikl v druhém čtvrtletí 2018 velký spor mezi unijními stranami CDU a CSU. V pozdních hodinách 2. července byl předběžně ukončen kompromisem mezi kancléřkou Merkelovou a ministrem vnitra Horstem Seehoferem (ten dokonce hrozil svým odstoupením). Seehofer se prosadil mj. tím, že u německých hranic, zejména s Rakouskem, budou zřízena tzv. tranzitní centra pro nové uprchlíky. Toto opatření uvítal předseda odborové organizace Spolkové policie Ernst Walter.

### Polsko
V souvislostí s ruskou invazí na Ukrajinu přišlo do Polska cca 787 300 uprchlíků (stav ke dni 3.3.2022).

### Rakousko

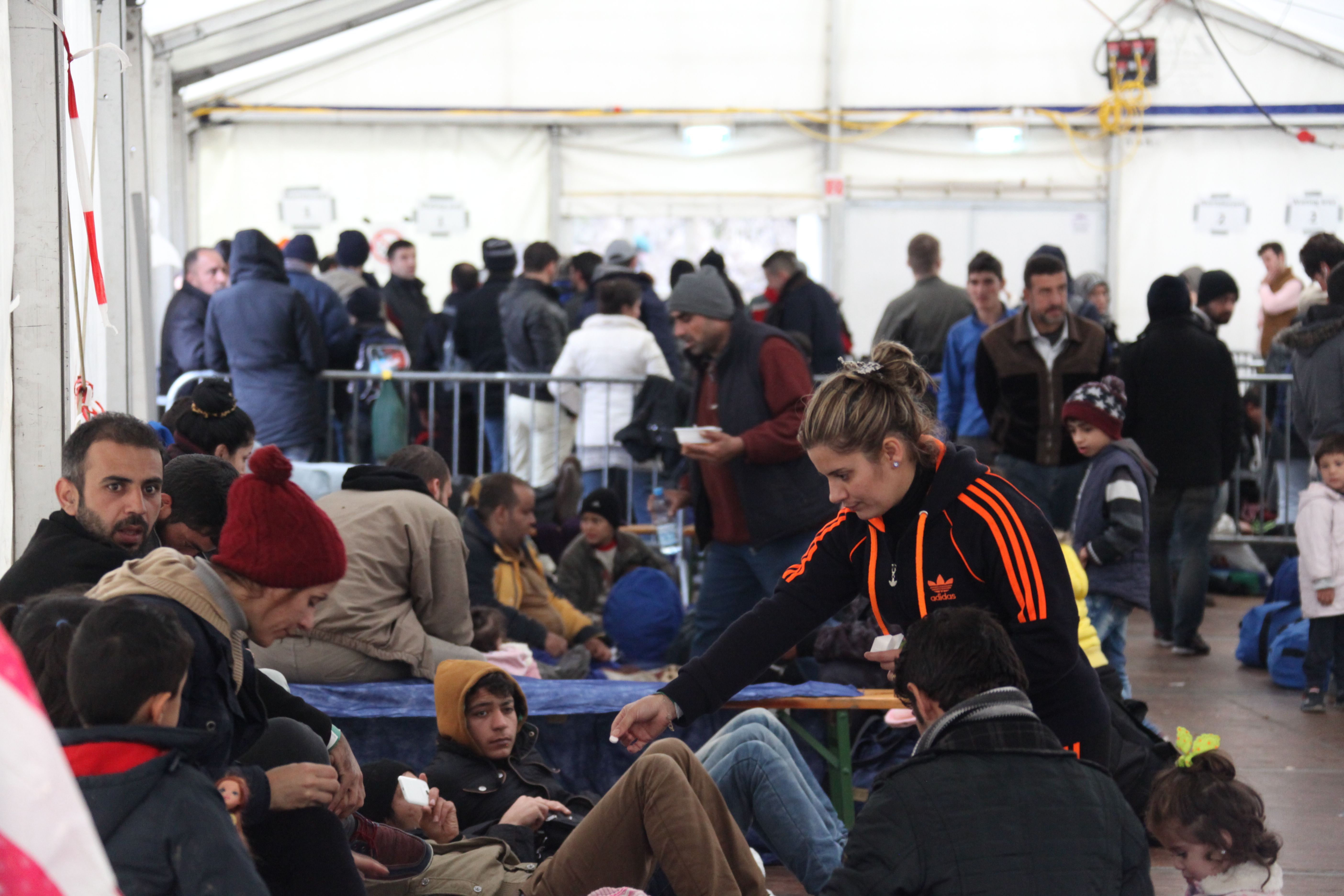
Registrační centrum na rakouských hranicích

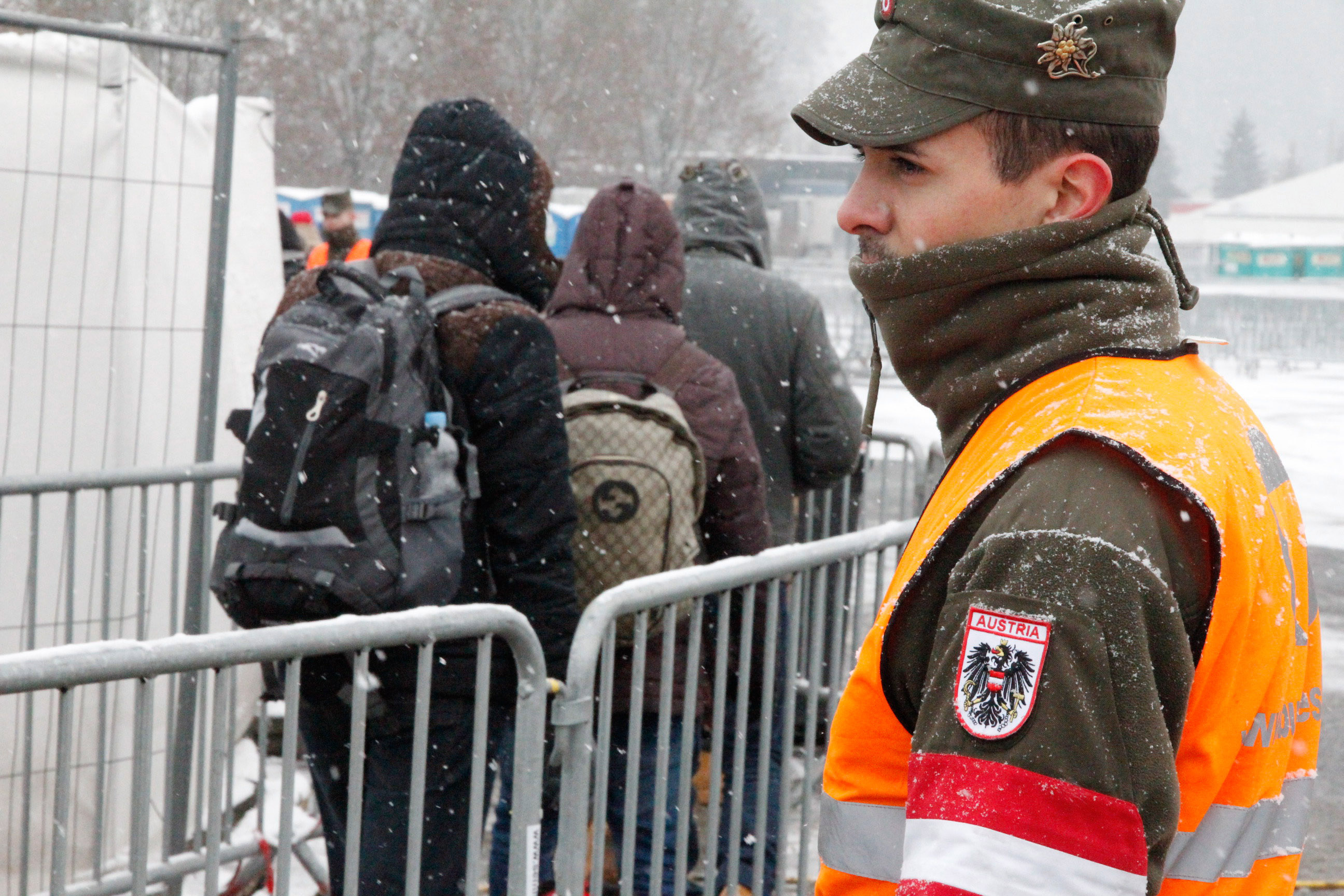
Zimní měsíce komplikují cestu migrantů, slovinsko-rakouská hranice

Rakousko je jak tranzitní zemí migrantů na Balkánské trase na cestě do Německa, tak i jejich častou cílovou zemí. Migranti, kteří Rakouskem pouze projíždějí a míří do dalších bohatých států západní a severní Evropy se přes tuto zemi přepravují většinou vlaky. Rakousko patří mezi státy s největším počtem žádostí v přepočtu na počet obyvatel, ve třetím čtvrtletí roku 2015 bylo v počtu žadatelů, kteří se v zemi chtěli usadit, vůbec na prvním místě. V roce 2015 dohromady požádalo v Rakousku o azyl téměř 90 000 lidí. Kapacity pro ubytování migrantů byly vlivem jejich velkého náporu na mnoha místech zcela vyčerpané a imigranti tak museli dočasně přenocovat v provizorních podmínkách.
V prvních měsících roku 2015 byl počet migrantů přicházejících do Rakouska v porovnání s rokem 2014 o 140 % vyšší. Na začátku září 2015 umožnilo Rakousko průjezd několika vlaků se zhruba 10 000 imigranty, směřujícími z Maďarska do Německa v rámci jedné rozsáhlé migrační vlny utvořené na přelomu srpna a září 2015. Stejně jako v jiných zemích, i v Rakousku roste nespokojenost se způsobem řešení migrační krize ze strany tamní vlády, což má za následek posilování euroskeptických názorů, které ale není tak výrazné, jako v některých jiných zemích Evropské unie. Migranti vstupují do Rakouska jižně od Grazu ze Slovinska a míří napříč zemí do Salcburku a hranic s Německem. Ve druhé polovině listopadu 2015 byl na krátkém úseku rakousko-slovinské hranice postaven 3,7 km dlouhý rakouský pohraniční plot. Na rozdíl od maďarského pohraničního plotu běžencům nebrání ve vstupu do země, ale jeho cílem je pouze usměrnění migračního proudu k určeným registračním centrům na hranici. Během měsíců října a listopadu 2015 přicházelo do země téměř 8 000 nových migrantů denně. V prosinci a začátkem roku 2016 se jejich počty snížily a do Rakouska v tomto období mířilo kolem 2 000 lidí za den.
Rakouská vláda odhadla počet migrantů, kteří by mohli přijít do země v roce 2016, na 120 000 osob a v lednu 2016 zároveň oznámila, že počet úspěšných žadatelů o azyl za celý rok 2016 nesmí překročit 37 500 osob. Na konci února Rakousko společně s dalšími zeměmi ležícími na Balkánské migrační trase začalo denně pouštět do země maximálně 580 migrantů. Rakouská vláda se kvůli těmto krokům dostala do sporu s německou kancléřkou Merkelovou. Po uzavření severomakedonsko-řecká hranice pro migranty ve druhé polovině února 2016 došlo ke snížení počtu přicházejících migrantů do Rakouska na maximálně několik stovek osob denně.
Rakousko v roce 2017 plánovalo vyčlenit na uprchlíky přes dvě miliardy eur (51 miliard korun). Někteří uprchlíci z Rakouska a Německa jezdí do České republiky jako sexuální turisté.

### Rumunsko
Rumunsko se dlouhodobě nachází mimo hlavní trasy, po kterých se dostávají ekonomičtí migranti a uprchlíci do Evropy. V roce 2015 ani v prvním čtvrtletí roku 2016 neprobíhala Rumunskem žádná hlavní migrační trasa. V červnu 2015 rozhodla vláda sousedního Maďarska o výstavbě pohraničního plotu; ten byl následně vybudován mezi červencem a říjnem 2015 na maďarsko-srbské hranici a maďarsko-chorvatské hranici. Přestože maďarská pohraniční bariéra neleží na hranici s Rumunskem, existovala možnost přesunu Balkánské cesty do Rumunska; migrační trasa by tak nově vedla ze Srbska do Rumunska a poté do Maďarska, čímž by se vyhnula maďarskému pohraničnímu plotu. Tyto spekulace se ale nenaplnily a trasa migrantů se naopak přesunula západním směrem do Chorvatska a Slovinska. V souvislosti s uzavíráním Balkánské migrační trasy v březnu 2016 se objevily zprávy o možném přesunu trasy migrantů z Turecka, která by nově vedla přes Černé moře do Bulharska a Rumunska.
V souvislostí s ruskou invazí na Ukrajinu Rumunsko přijímá velké množství uprchlíků z Ukrajiny.

### Slovensko

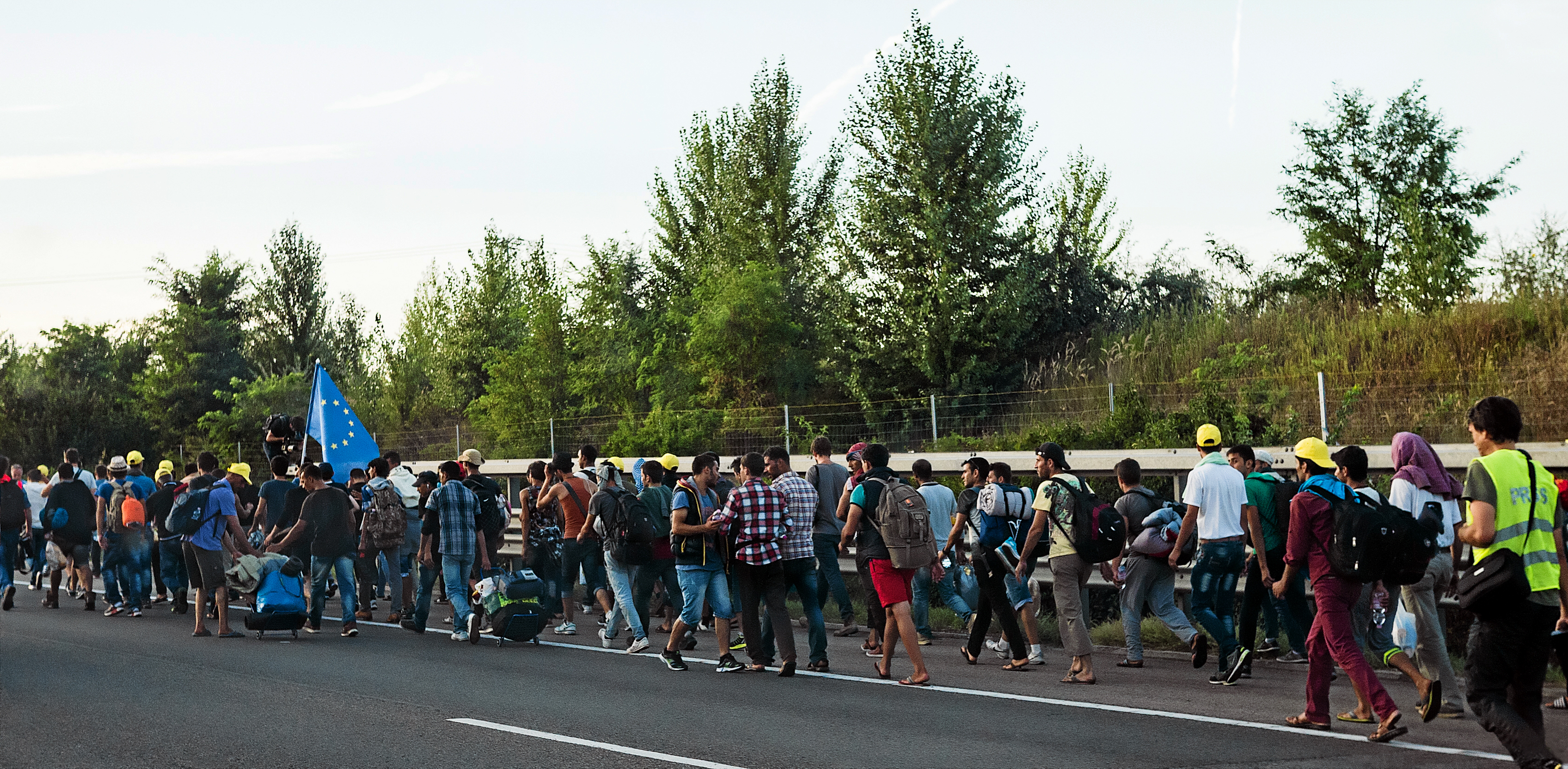
Migranti při tzv. pochodu naděje na maďarské dálnici M1 několik kilometrů od slovenských hranic

Přes sousední Slovensko v roce 2015 ani začátkem roku 2016 neprocházela žádná hlavní migrační trasa. V létě 2015 probíhala Balkánská migrační trasa přes území Maďarska po tamních hlavních dopravních tazích, procházejících z Budapešti do Vídně, ale vyhýbajících se Slovensku. V září 2015 bylo z Maďarska vypraveno několik vlaků s migranty, které byly zachyceny na slovenském území, což vedlo ke zvýšení počtu nelegálních cizinců. V následujících zimních měsících se počet zachycených ilegálních migrantů na Slovensku průměrně pohyboval již maximálně v řádu jednotek denně. Na Slovensku panují silné protiimigrační postoje. Slovenská vláda spolu s vládou ČR a několika dalšími státy EU hlasovala proti migračním kvótám a v reakci na jejich schválení v září 2015 podala v prosinci žalobu k soudnímu dvoru EU. Slovenský premiér Robert Fico oznámil, že kvóty na přerozdělování žadatelů o azyl nebudou na Slovensku respektovány, opakovaně vystupoval proti přijímání muslimských imigrantů a po silvestrovském sexuálním násilí přistěhovalců v několika německých městech na přelomu roku 2015 a 2016 oznámil, že země nepřijme žádné muslimy, naopak souhlasil s přijetím křesťanských uprchlíků. Téma imigrační krize se stalo také hlavním tématem slovenských parlamentních voleb, konaných v březnu 2016, ve kterých zvítězila Ficova strana SMER-SD a do parlamentu se dostala mj. také Ľudová strana Naše Slovensko župana Banskobystrického kraje Mariana Kotleby, která je považována za neonacistickou. V souvislostí s ruskou invazí na Ukrajinu přišlo na Slovensko 101 529 uprchlíků (stav k ránu dne 6.3.2022).

### Slovinsko

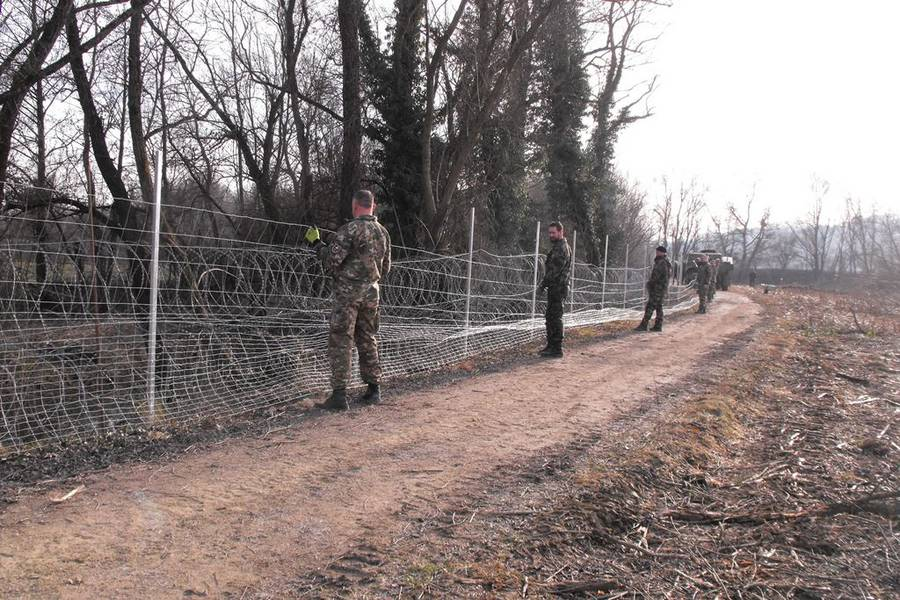
Výstavba slovinského pohraničního plotu, leden 2016

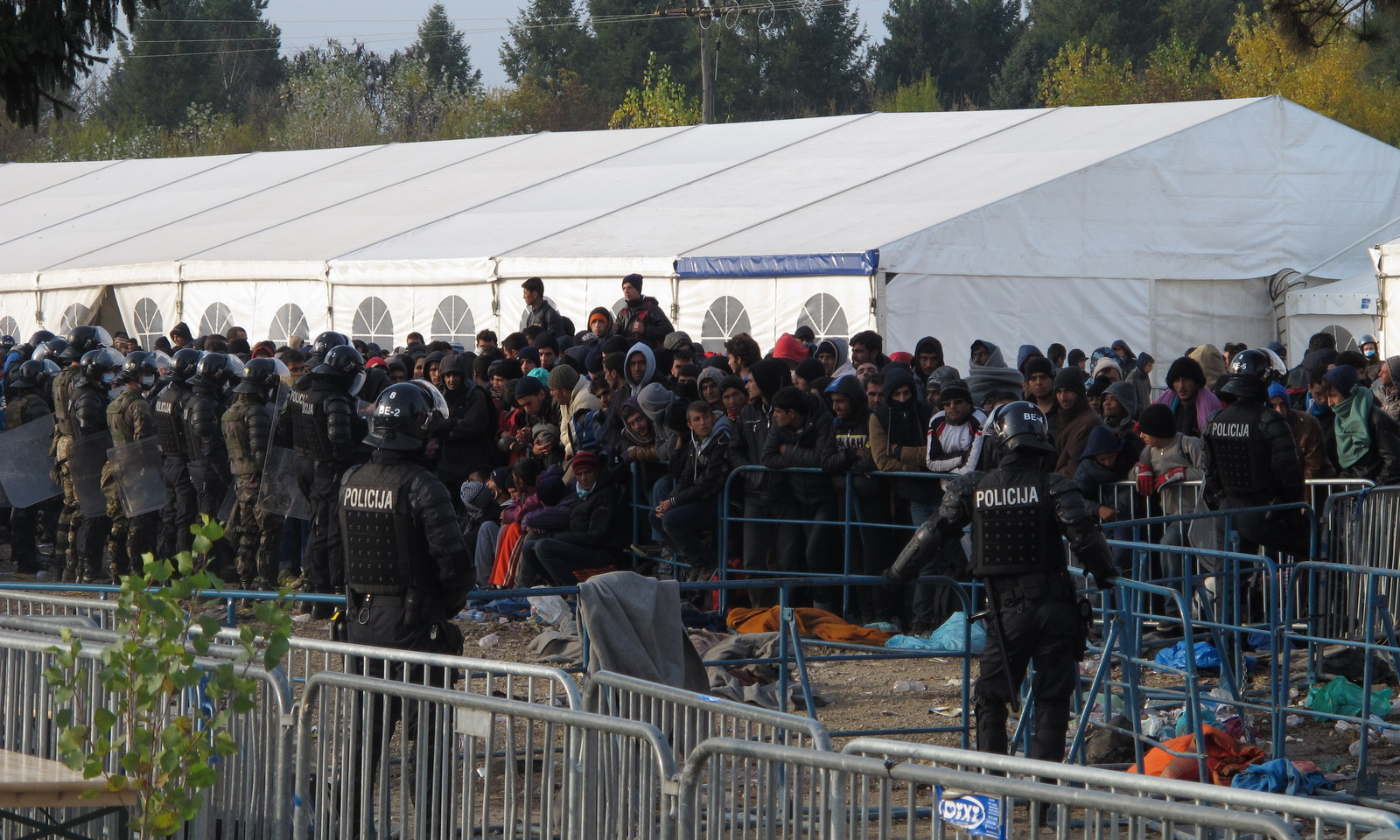
Migranti ve městě Dobova na hranicích s Chorvatskem, kde vstupují do Slovinska

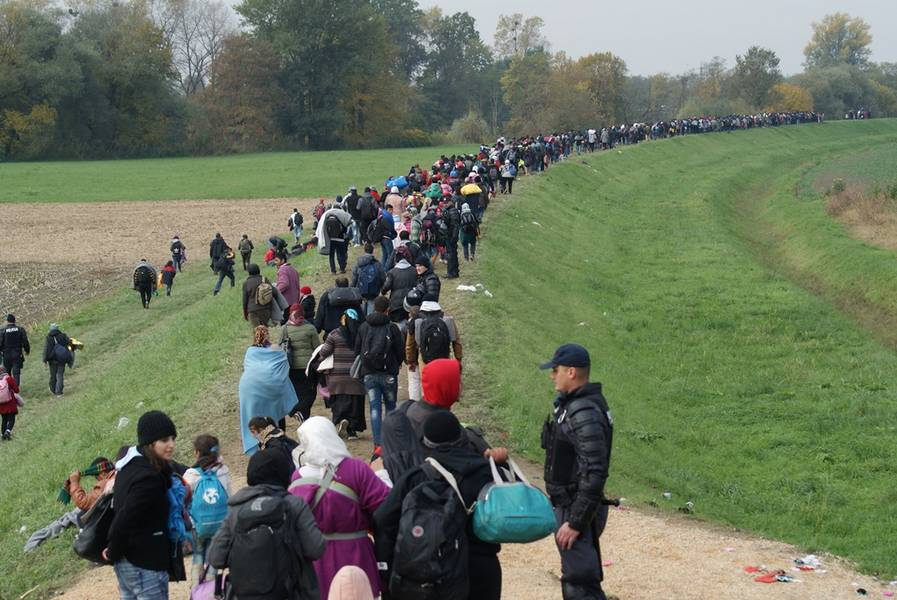
Migranti procházející Slovinskem

Slovinsko stálo až do poloviny října 2015 zcela stranou Balkánské cesty, kterou proudí do Evropy především migranti ze Sýrie, Afghánistánu a dalších zemí. Dne 17. října však došlo k dokončení druhého úseku maďarského pohraničního plotu, a to na maďarsko-chorvatské hranici, čímž došlo k uzavření této hranice a přesměrování Balkánské trasy právě do Slovinska. V reakci na uzavření srbsko-maďarské hranice pro migranty a přesunu hlavní migrační trasy do Chorvatska obnovilo Slovinsko hraniční kontroly na hranici s Chorvatskem, k hranicím vyslalo ve větší míře policii a nasadilo armádu. Slovinskem ve druhé polovině října procházelo přes 8 000 migrantů denně. Slovinský premiér Miro Cerar oznámil záměr výstavby hraniční bariéry na slovinsko-chorvatské hranici, odkud běženci přicházeli s cílem jejich nasměrování k určitým hraničním přechodům.
Výstavba slovinského pohraničního plotu byla zahájena dne 11. listopadu v blízkosti několika v jihovýchodním Slovinsku. Plot má výšku 1,8 metru a původně měl stát na 80 km hranice s Chorvatskem; této délky bylo dosaženo v prosinci 2015. V polovině měsíce ale bylo rozhodnuto o jeho prodloužení na celou slovinsko-chorvatskou hranici a délka plotu v případě úplného dokončení by činila více než 500 km; do 1. února 2016 bylo postaveno více než 155 km plotu a výstavba nadále pokračovala.
V říjnu 2015 přicházelo do země až 8 000 migrantů denně, v listopadu pak procházelo Slovinskem kolem 5 000 lidí denně a v prosinci se tato čísla snížila na průměr více než 3 000 migrantů denně. V lednu a únoru 2016 dosahoval migrační proud nižších hodnot. Od 16. října 2015 do 5. března 2016 vstoupilo do Slovinska nelegálně přes 477 000 migrantů. Počet žádostí o azyl se zde ale zvýšil jen minimálně, jelikož migranti mířili převážně do bohatých západoevropských států a Slovinsko pro ně bylo pouze tranzitní zemí. Koncem února 2016 začalo být do země vpouštěno pouze 580 migrantů denně a v březnu v souvislosti s uzavřením tzv. Balkánské trasy se jejich počet dále snížil na maximálně několik stovek lidí za den.

### Srbsko

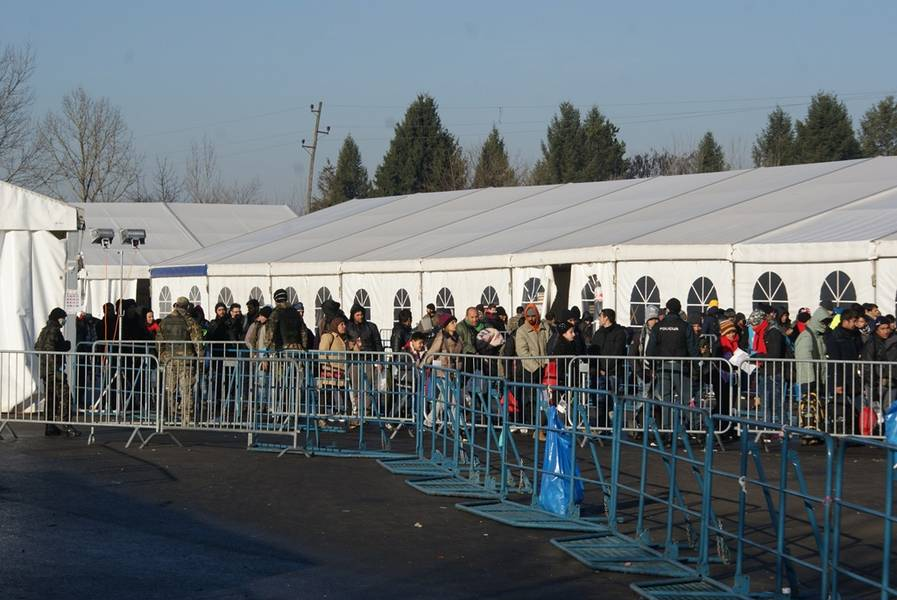
Migranti v jihovýchodní Evropě

Přes Srbsko již od začátku krize prochází Balkánská migrační trasa. V prvním měsících roku 2015 procházelo přes tuto zemi jen několik stovek běženců, ve druhém čtvrtletí pak kolem 3 000 migrantů denně. Během léta jejich počet dále rostl a během září a října nelegálně překračovalo hranice v průměru až 8 000 imigrantů za den. Koncem roku 2015 a v prvním čtvrtletí roku 2016 přišel pokles počtu nových migrantů, v té době přicházely zhruba 3 000 lidí denně.
Migranti zemí až do uzavření maďarsko-srbské hranice v polovině září 2015 projížděli přes města Preševo na hranici se Severní Makedonií, Niš, Bělehrad a Subotica na hranici s Maďarskem. O půlnoci ze 14. na 15. září 2015 vláda Maďarska na své jižní hranici sousedící právě se Srbskem dokončila pohraniční plot a zároveň nasadila armádu. Vlivem toho došlo k přesměrování Balkánské migrační trasy, která namísto do Maďarska vedla do Chorvatska a následně do Slovinska. V závěru roku 2015 a v první polovině roku 2016 tak migranti cestovali zemí po ose měst Preševo – Niš – Bělehrad – hraniční přechod Šid-Tovarnik. Ve druhé polovině listopadu 2015 začalo Srbsko společně s Makedonií pouštět na své území pouze ty migranty, které identifikovalo jako Syřany, Iráčany a Afghánce. V souvislosti s opatřením Slovinska, které od 9. března 2016 začalo pouštět do země jen migranty s platnými schengenskými vízy nebo žadatele o azyl, oznámila srbská vláda zavedení přísného systému povolení vstupu do země, který je koordinovaný s orgány Evropské unie. Od března 2016 do Srbska přicházelo v souvislosti s uzavřením Balkánské migrační trasy maximálně několik stovek osob denně.
Srbská politická reprezentace, s výjimkou radikálních stran, nevyjadřovala výraznější znepokojení nad příchodem imigrantů a jejich průchodem zemí. V reakci na výstavbu maďarského pohraničního plotu na podzim 2015 se srbská vláda zavázala žádné podobné ploty na hranici se Severní Makedonií nebudovat, a to i přes doporučení vlády v Budapešti. Srbská vláda dlouhodobě vystupuje v porovnání s vládami ostatních zemí směrem k migrantům otevřeněji a od počátku roku 2015 až do dubna 2016 nepovolala na zvládnutí migrační krize armádu. Ke konci února 2016 začaly srbské bezpečností složky pouštět na území země pouze 580 lidí za den.

### Španělsko
K migraci do Evropy přes Španělsko jsou mj. využívány španělské exklávy v Africe, které jsou formálně územím EU, a to města Ceuta a Melilla.

### Švédsko

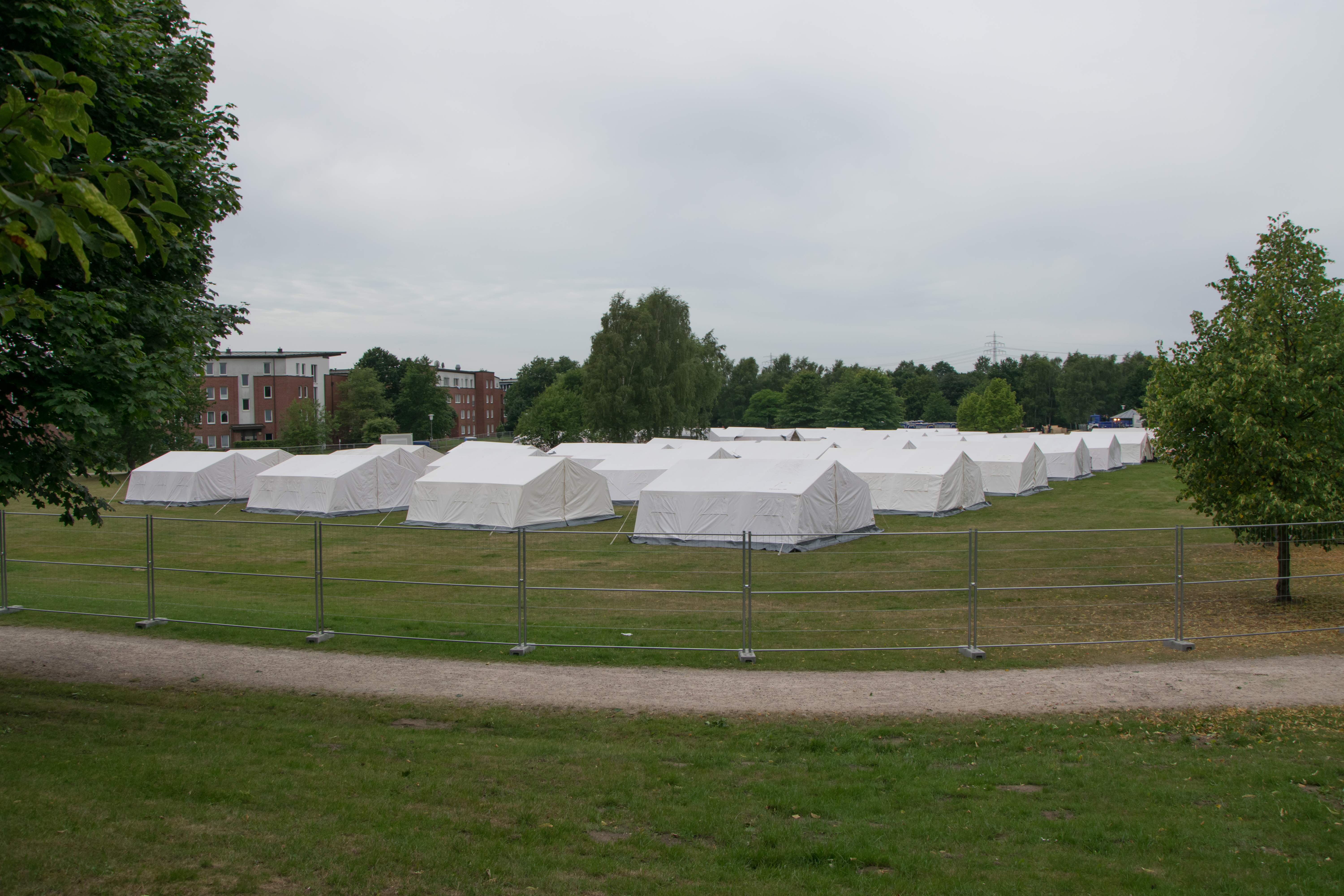
Stany pro dočasné ubytování žadatelů o azyl

Švédsko bylo v roce 2014 imigranty druhou nejvyhledávanější zemí v Evropě hned po Německu, což mělo za následek růst obliby radikálních a protiimigračních politických stran. V reakci na tento stav uzavřela vláda v prosinci roku 2014 tzv. opoziční smlouvu, která jí zajistí, že nebudou muset být vypsány předčasné volby kvůli neschválenému státnímu rozpočtu až do roku 2022. Také v roce 2015 se Švédsko stalo po Německu druhou nejčastější cílovou zemí imigrantů z Blízkého, Středního východu a Afriky. Výrazný nárůst žadatelů o azyl byl patrný zejména ve druhé polovině roku 2015; za celý rok 2015 pak bylo ve Švédsku podáno téměř 160 000 žádostí o azyl. Migranti se do země nejčastěji dostávali ze sousedního Dánska.
Především v první polovině roku 2015 Švédové migranty otevřeně vítali, s rostoucím počtem nových imigrantů přicházejících do země ale nadšení opadávalo. Nově příchozí žadatelé o azyl ve Švédsku mají na svědomí již několik vražd, zahrnující např. dvojnásobnou vraždu v obchodním domě IKEA v srpnu 2015, umučení homosexuálního Švéda dvojicí muslimských uprchlíků v prosinci 2015 poté, co je ubytoval u sebe doma, nebo vražda sociální pracovnice v azylovém centru mladistvým migrantem v lednu 2016, která vyvolala silné pobouření v médiích i na švédské politické scéně. Kromě vražd se ve Švédsku rozmáhá i další typy násilí ze strany imigrantů, kteří v některých oblastech utvořili organizované gangy, soustředící se na loupeže i znásilňování žen. Množí se také útoky radikálů na mešity a azylová centra po celém Švédsku.
V polovině listopadu 2015 Švédsko zavedlo hraniční kontroly na dálničním mostě Öresundbron, spojující tuto zemi s Dánskem, a v přístavech, kam připlouvají trajekty z Dánska a Německa. Tyto kontroly budou probíhat až do neurčita. Švédští političtí představitelé koncem roku 2015 oznámili, že země již nemá dostatek kapacit na velký počet nových žadatelů o azyl. V lednu 2016 vznesla švédská policie požadavek na 4 100 nových policistů a civilních zaměstnanců, aby mohla čelit rostoucím požadavkům na bezpečnost v azylových centrech, k zajištění deportací ekonomických migrantů a na ochranu země před terorismem. Švédská vláda v říjnu roku 2015 odhadla počet imigrantů nově příchozích v roce 2016 na 170 000 osob.